# コードギアス 反逆のルルーシュ
『コードギアス 反逆のルルーシュ』（コードギアス はんぎゃくのルルーシュ、CODE GEASS Lelouch of the Rebellion）は、サンライズ制作の日本のSFロボットアニメ。
2006年10月より毎日放送ほか10局で放送され、2007年9月以降TBS系列16局の放送で、地上波26局のネットとなり（#放送局を参照）、BS-iでも放送された。
そして、2008年4月より続編となる『コードギアス 反逆のルルーシュR2』（コードギアス はんぎゃくのルルーシュ アールツー、CODE GEASS Lelouch of the Rebellion R2）が毎日放送製作・TBS系列日曜夕方5時枠にて全国ネットで放送された。

## 作品解説

### 内容
現実とは異なる歴史を辿った架空の世界において、世界の3分の1を支配する超大国「神聖ブリタニア帝国」に対し、一人の少年が野望を抱き戦いを起こす物語である。舞台は、神聖ブリタニア帝国の植民地とされ、呼称が「日本」から「エリア11」に、「日本人」から「イレヴン」と変わった近未来の日本となっている。
主人公であるルルーシュは、殺された母の復讐と妹の未来のため、いかなる手段を使っても帝国への反逆を遂行する。これまでのアニメ作品ではあまり無い、主人公の立ち位置が悪役側となるアンチヒーローであり、その敵役となるのは「正しい力でもって中から帝国を変えたい」とブリタニア軍に所属する、ルルーシュの親友である枢木スザクである。
主人公と敵役の信念や戦い方がよくある物語の構造と逆転しており、悪役側に立つルルーシュ視点から世界を見ることで、単純な正義と悪の話ではないことが分かる。
ロボットアクション以外にも、政治ドラマや学園物の要素を取り込んでいるのが特徴だが、それらの要素はあくまでエンターテイメントとして取り入れているだけとしており、ジャンルはピカレスクロマンと定義している。
ガンダム、トランスフォーマー、エヴァンゲリオンなど、それぞれの世代で革新的な設定であったロボットアニメ作品に続く、新たな世代のロボットアニメーションとして、ロボット、学園、神秘、超能力など、さまざまなジャンルを併せ持つ作品としても知られている。

### 主な沿革
当初は『土6』枠で放送する構想であり、2005年春ごろに毎日放送へ企画が持ち込まれたが、当時の土6枠は次期作品が既に決定していたという事情により断念している。
PR特番として2006年9月29日深夜以降に、土田晃之を司会に迎えて『コードギアス 緊急ナビニュース』（TBS系列）を放送（DVD第1巻に一部が収録される）。
第1期は2006年10月から2007年3月まで全10局体制で放送され、第23話で一旦終了。第24話と第25話は2007年夏に各地で放送が実施された後、第1期終了直前に続編の制作が発表された。最終2話を後日放送とした背景には、制作現場の混乱があったとプロデューサーの河口佳高は語っている。
2007年9月以降は山陰放送（BSS）・長崎放送（NBC）を除くTBS系列局16局およびTBS系列BS放送局であるBS-iでも放送。MBSでは2007年10月27日から2008年3月22日まで土曜17時30分枠、2008年3月29日・4月5日に『アニメシャワー』枠にて再放送。
2008年春からはカートゥーンネットワークのアダルトスイム枠で放送された（2007年12月に開催されたニューヨーク・アニメ・フェスティバルにおいて発表）。
続編『コードギアス 反逆のルルーシュR2』は2008年1月に正式に放送予定などが発表された。TBS系列全国ネットの日曜夕方5時枠にて2008年4月6日から9月28日まで全25話を放送。全国ネット枠への転換にあたっては「ルルーシュというキャラクターはチャレンジャーだから面白い」「（当初構想を破棄して）もう一度、主人公が力を取り戻すところからスタートした」と河口は語っている。その一方で主演の福山は、2024年のイベントで『R2』の内容が放送枠変更前にスタッフ・キャスト間に共有されていたものと大きく乖離していたことに触れ、『R2』制作当時に「当初の構想が微塵も残っていない」と驚愕したことを語っている。
2008年6月1日に『アキバで対決!コ―ドギアス祭』として、有野晋哉を司会に特別番組が放送された。
ネクスト・プロジェクト「復活のルルーシュ」
『R2』最終回をもって、本作品はひとまずの区切りを迎えたが、約9年3か月後にネクスト・プロジェクト「復活のルルーシュ」が始動。まずは『反逆のルルーシュ』テレビシリーズ第1期・第2期が全編新規アフレコなどにより、劇場版3部作として再構成（詳細は本項「#劇場版3部作」を参照）。
2018年3月、BS11でのテレビアニメシリーズ集中放送最終回後に流された、ルルーシュ役の福山潤・スザク役の櫻井孝宏によるビデオメッセージ映像において、正式な副題（Next Stage）「復活/Re;surrection」が発表されている。同年8月3日、劇場版『コードギアス 復活のルルーシュ』として制作が発表され、2019年2月9日に全国約120館で公開された（本項「#復活のルルーシュ」も参照）。
15周年 コードギアス 反逆のルルーシュ
2021年10月2日より毎日放送・TBSほか『アニメイズム』B2枠にて、『15周年 コードギアス 反逆のルルーシュ』としてテレビシリーズ第1期を再放送。OPとEDはシリーズ15周年を記念した特別版として楽曲を完全刷新（映像は既存の本編部分をベースに改訂）。初回放送時に別枠で一挙放送された第24話と第25話については、分割して放送される。
2022年7月9日からは『アニメイズム』B2枠にて『15周年 コードギアス 反逆のルルーシュ R2』としてテレビシリーズ第2期が再放送される。
2022年4月1日から同月25日まで、「ラブライブ!スクールアイドルフェスティバル」と本作品とのコラボイベントが開催されている。このコラボでは、AqoursのコラボUR部員が登場しているほか、本作品の主題歌も配信されるライブアリーナが開催されている。

## あらすじ

### 第1期
皇暦2010年8月10日 、世界唯一の超大国神聖ブリタニア帝国は日本と地下資源サクラダイトを巡って対立し宣戦布告、日本に侵攻した。日本は占領され、ブリタニアによって「エリア11」と呼称される。日本人は「イレヴン」と蔑まれ、自由を奪われブリタニアの総督により支配された。ブリタニアは「ナイトメアフレーム」と呼ばれる人型兵器により世界の3分の1を支配下に収めた。
日本侵攻から7年後、日本に住むブリタニア人の少年・ルルーシュ・ランペルージは、ある日、レジスタンス達のテロ活動に巻き込まれ、謎の少女C.C.（シーツー）から、他人に自分の命令を強制出来る絶対遵守の力「ギアス」を授けられる。ルルーシュは実はブリタニア皇帝の実子の一人であったが、暗殺された母親の仇をとるため、そして妹のナナリーが安心して暮らせる場所を作るため、仮面で素顔を隠して「ゼロ」と名乗り、レジスタンス組織「黒の騎士団」を結成、ブリタニア帝国に対して戦いを挑む。ルルーシュの前に立ちはだかるのは、皇女コーネリア率いるブリタニア軍、そして最新鋭のナイトメアフレーム『ランスロット』を駆る幼馴染の枢木スザクだった。黒の騎士団は、ルルーシュの知略とギアスの力、日本の反帝国ゲリラやその支援者たちの協力を得て、かねてより極秘に開発されていた日本製KMF「紅蓮」のパイロット・紅月カレンの活躍もあり、次第にその勢力を拡大させていく。コーネリアの妹ユーフェミアはスザクを選任騎士に任命し、富士エリア一帯に「行政特区日本」を設立することを宣言、ゼロに和解を呼びかける。これにより黒の騎士団は、日本奪還の大義を失いかねない事態となる。開設記念式典の日、ルルーシュはユーフェミアとの密談で協力に応じるも、ルルーシュの「ギアスの暴走」により、ユーフェミアは日本人の大量虐殺を始める。ルルーシュはやむなくユーフェミアを討ち、「合衆国日本」の設立を宣言する。各地で決起した暴徒と黒の騎士団を率いたゼロは、トウキョウ租界に進軍する「ブラックリベリオン」を引き起こす。しかし、謎の少年V.V.（ヴイツー）がナナリーを連れ去る。ルルーシュはナナリーを探して神根島に向かい、指揮官を失った黒の騎士団は総崩れとなる。ルルーシュは神根島の遺跡で、後を追ってきたスザクに素顔とギアスの秘密を暴かれる。ルルーシュはナナリーを探すため共闘を呼び掛けるが、スザクはこれを拒否。逆上した二人は、お互いに銃口を向け撃ち合う。

### 第2期 (R2)
ブラックリベリオンから一年たった日本。「黒の騎士団」の団員たちは捕縛され、ゼロは処刑されたことになっていた。
ルルーシュ・ランペルージは弟のロロ・ランペルージと平和な学生生活を送っていたが、賭けチェスで訪れたバベルタワーで、黒の騎士団の残党に襲撃され、C.C.（シーツー）と再会、自分がゼロであることを思い出す。神根島でスザクに拘束されたルルーシュは、皇帝シャルル・ジ・ブリタニアのギアスでナナリーやギアスの記憶を改ざんされ、偽りの弟ロロと暮らしていたのだった。記憶を取り戻したルルーシュはゼロとして復活し、中華連邦総領事館から「合衆国日本」の建国と、打倒ブリタニアを再び宣言し、囚われていた黒の騎士団のメンバーたちを救い出す。スザクは皇帝直属部隊ナイトオブラウンズに任命され、復学。ナナリーはエリア11新総督として来日し、再び「行政特区日本」の設立を呼び掛ける。ゼロと黒の騎士団は中華連邦に亡命し、武官黎星刻と協力し国内の政情不安を平定。さらにV.V.（ヴイツー）率いるギアス嚮団を殲滅する。ゼロと黒の騎士団は各国と連携して「超合集国」を設立。決議に基づき、黒の騎士団は「第二次東京決戦」に突入するが、スザクが放った大量破壊兵器・フレイヤでトウキョウ租界は壊滅状態となる。ブリタニア第二皇子シュナイゼルは黒の騎士団に休戦を申し込むとともにゼロの正体とギアスの秘密を伝え、これによりルルーシュは弾劾され失脚。ロロの命と引き換えにルルーシュは辛くも脱出する。その後、シャルルと決着をつけるべく、単身で思考エレベーターに赴き、亡くなった母・マリアンヌと邂逅。シャルルとマリアンヌは世界を作り替える「ラグナレクの接続」計画を遂行しようとしたが、ルルーシュは「それでも明日が欲しい」と集合無意識にギアスをかけ、二人を消滅させる。
1か月後、ブリタニアにスザクを連れたルルーシュが現れ、皇族・貴族たちにギアスをかけて皇帝即位を宣言、スザクをナイトオブゼロに任命する。シュナイゼル率いるブリタニア帝国残党軍や黒の騎士団との激しい戦いを征したルルーシュは、世界を統べる独裁者となる。それから2か月後、日本で行われたルルーシュを称えるパレードに「ゼロ」が現れ、ルルーシュを刺殺する。それは世界の憎しみを集めたルルーシュが、ゼロに成り代わったスザクに殺される計画「ゼロレクイエム」だった。人々は独裁者の死に歓喜し、世界に平和が訪れた。

## 登場人物
ルルーシュ・ランペルージ
声 - 福山潤（幼少期：大原さやか）
『コードギアス 反逆のルルーシュ』シリーズ全体の主人公。本名はルルーシュ・ヴィ・ブリタニアであり、神聖ブリタニア帝国元第11皇子。普通の学生として暮らしていたが、シンジュクゲットー襲撃の際にC.C.と出会い「ギアス」という異能の力を得たことを機に、仮面の男「ゼロ」を名乗り黒の騎士団を率いて祖国ブリタニアに反逆する。
枢木スザク（くるるぎ スザク）
声 - 櫻井孝宏（幼少期：渡辺明乃）
日本最後の総理大臣である枢木ゲンブの息子であり、ルルーシュの幼馴染。過去に起こった出来事から、日本人でありながら名誉ブリタニア人としてブリタニア軍に所属し、かつての親友であったルルーシュと対立する。兵士として卓越した技能や体術の持ち主であり、ナイトメアフレームのパイロットとしてもエース級でもある。
C.C.（シーツー）
声 - ゆかな
ブリタニア軍に捕獲されていた不老不死の少女。自分の願いを叶えることを条件にルルーシュに絶対遵守のギアスを授け、その後ブリタニアに反逆するルルーシュの「共犯者」としてルルーシュと行動を共にする。『R2』終盤に至るまでルルーシュの味方であり続けた唯一の人物。
紅月カレン（こうづき カレン）
声 - 小清水亜美
黒の騎士団の少女エースパイロット。日本人の母とブリタニア人の父を持つハーフ。ブリタニアによる日本占領後は父の生家である名家・シュタットフェルト家に引き取られ、「カレン・シュタットフェルト」としてブリタニア国籍を持った。しかし、カレン自身はブリタニア人ではなく日本人であることを選択し、反帝国グループのリーダーだった兄のナオトが生死不明になった後、兄の遺志を継ぎ自らも「扇グループ」に加わり反帝国活動を始める。黒の騎士団では、ゼロの親衛隊である零番隊隊長に任命される。ナイトメアフレームのパイロットとして、スザクと互角以上の腕を持っている。
ナナリー・ランペルージ
声 - 名塚佳織
ルルーシュの同母妹であり、本名はナナリー・ヴィ・ブリタニア。栗色のウェーブがかった髪に、藤色の瞳。幼少期に母・マリアンヌの暗殺事件に巻き込まれ、その際に足に銃弾を受け歩行能力を失い、さらに目の前で母を殺された精神的ショックから目が見えない。

## 世界観
本作品の世界では、現実の世界とは大幅に異なる歴史および技術発展を歩んでいる。
1. サクラダイトを使用した超伝導電磁石を搭載した軽量高出力のモーター・発電機が発達しているため、軽量高出力のレシプロエンジンは未発達である。
2. 原子力の研究は未だ理論段階に留まっている。戦略兵器に分類される核兵器、長距離弾道弾などの大量破壊兵器も開発されていない。
3. 銃器は火薬でなく、リニアモーターで加速して弾丸を射出するコイルガンを採用している。
4. 剣や槍といった武器が、屋内戦や近距離戦に適しているとして実戦でも未だ使用されている。
5. ナイトメアフレーム（KMF）と呼ばれる人型機動兵器、フロートシステムと呼ばれる飛行推進機関、輻射波動と呼ばれる高周波兵器、ハドロン砲と呼ばれる粒子ビーム兵器など多様な兵器システムが開発、実用化されている。

などが、大きな違いとして挙げられる。
また、社会描写面では、史実において民主制は競争原理・市場経済を促し専制君主制や貴族階級制度は競争原理と相反するものだが、皇歴世界はそれと全く正反対で、民主制が競争原理を滞らせ専制君主制や階級差別が競争原理を促すことになっている。純粋なブリタニア人の血筋ではないため、騎士候の地位を得ることで家の格の向上を目指していたヴィレッタの例などもあり、人種による格差もそれなりにあると思われる。
神聖ブリタニア帝国の支配下である租界を含むエリアにおいては、英語が使用されており、登場する人物の会話はほぼ英語で行われている。
ただし、イレヴンの間では日本語も使用されている。黒の騎士団内部でも同様（黒の騎士団再編時の組織図など）。また、R2ではナナリーによる行政特区日本設立に際して日本語で書かれたPRポスターが配布されている。

## ギアス
C.C.やV.V.のような不老不死のコードを持つ者の手で発現する、「王の力」と呼ばれる他者の思考に干渉する特殊能力。名前は「強制」「誓約」の意味。その本質は個々の能力者が持つ素質や願望そのものであり、それらがコードを持つ者によって特殊能力として発現したもの。そのため能力の詳細は人によってそれぞれ異なる。能力発動の際は能力者の片目に、「赤い鳥のような紋様」が浮かび上がる。命令型の場合、かけた本人が能力を失った状態でも効果は続き、ギアスの有効期間は寧ろ無いに等しい。また、『コードギアス 亡国のアキト』では、時空の管理者と呼ばれるC.C.やV.V.より上位の存在が登場しており、ギアスを歪んだ形で発現・悪用するシン・ヒュウガ・シャイングの抹殺をジィーン・スマイラスに命じている。
ギアス能力者に対しても使用は可能だが、コード所有者には不可能。能力を使用し続けるに従ってその力は増大していき、能力者がその力に負けてしまった場合は増大したギアスを制御しきれなくなっていく。しかしギアスを一定以上に増幅させた者はギアスを失うかわりに、不老不死のコードを持つ者からコードを奪い取ることが可能となる。
アニメとは全く異なる展開のアナザーストーリーである漫画版「ナイトメア・オブ・ナナリー」では以下の他にもギアス能力者が存在している。ただし、この作品中ではギアスの位置づけが多少異なる。詳細はナイトメア・オブ・ナナリーを参照。またニンテンドーDSのゲーム版とPlayStation 2・PlayStation Portableのゲーム版『LOST COLORS』にもオリジナルのギアス能力者が登場する。詳細はLOST COLORSを参照。
なお、各ギアス発動時や継続時に虹彩周辺で赤い輪郭が浮かび上がったり、放射状に円形の結界らしいものが展開しているが、これらは映像効果上の観点であり、実際には誰にも見えていない。
ルルーシュのギアス
C.C.によって発現した「絶対遵守の力」で、ルルーシュの「思い通りにならない世界を思い通りにしたい」という願いが具現化したもの。根本には「人と繋がりたい」という絆を求める思いも込められている。発動の際には左目に紋様が浮かび上がる。特殊な光情報により、いかなる命令にも従わせることができる。ただし「〜しろ」など行為命令のみが出来るだけであり、シャルルのギアス同様、対象者の本質的な性格などを変えることはできない。成功すればたとえ相手の身にどんなリスクがあろうと命令に沿った行動を強制できるが、一方で使用条件や性質に基づく幾つかの制限もある。
第1期終盤、ルルーシュのギアスは一時的な不発を起こしたのち暴走・増大。以後は発動状態をオフに出来なくなり、左目は常時赤く光るようになった。この変化については、離れた場所にいたC.C.は異常を感じたものの当初ルルーシュは気付けず、結果としてユーフェミアに意図せぬ日本人虐殺を命じてしまうことになった。シャルルによる記憶改変で記憶が失われていたころは通常の状態になったが、記憶を取り戻した後は発動状態のままに戻る。それ以降はC.C.に渡された特殊なコンタクトレンズでギアスを遮断し、使用の際はこれを外すことになる。
アーカーシャの剣で集合無意識にギアスをかけて以降は、両目に紋様が浮かぶようになった。『復活のルルーシュ』では、C.C.がルルーシュの精神の再構築に成功してルルーシュが復活した後は、コンタクトレンズなしでも両目のギアスのオンオフが切り替え可能になった。
- ギアスを使うには、対象と直接目を合わせなければならない。眼鏡程度の透過率なら問題はないが、直接左目の光情報を認識させなくてはならないため、バイザーなどの透過率の低いレンズでは効果がない。多数の対象に同時に行使することも可能。
- 同じ対象にギアスを使用できるのは1回だけで、命令のキャンセルは不可能である。ギアスを行使した相手に対しては再度命令を下すことができないが、ジェレミアのギアスキャンセラーでギアスを解除された場合には、再度ギアスを行使することが可能である。また、複数の行動を含む命令や、長期間に亘る行動を命令することも可能である。
- ギアスが発動した状態での発言は、ルルーシュが意図していなくとも、行動を促す形式の言葉であれば相手はそれを受領する。これにより、ユーフェミアは物のたとえであった「日本人を虐殺しろ」というルルーシュの言葉に従うことになった。
- 有効距離は約270mであり、これ以上離れた位置からのギアスの行使は不可能である。
- 光情報であるため反射が可能であり、鏡越しに見た相手にもギアスは有効となる。この条件を使い、ルルーシュは自分自身やシャルルにギアスを使用した。
- 意識的には実行できない行為も命令可能。「特定の出来事を忘れろ」など、普通は意図して行えない行為であっても命令することができる。しかし、瀕死の人物に対して「死ぬな」や、対象が知らないことを「答えろ」など、対象がそれを行う能力を持たない命令を下した場合は無効である。
- ギアスを受けた対象は、行使された前後の記憶に欠損が生じる。ルルーシュの分析によれば、ギアスの力が大脳に介入したために起こる一種の副作用である。
- 何らかの状況や言葉などのトリガーによって行動を開始させるなど、条件分岐を含む命令も可能。トリガーは、ルルーシュ自身が発するものである必要はない。ルルーシュはこれを利用し、「我が軍門に下れ」というキーワードで離れた複数の人物に同一行動をとらせた。
- 対象に人としての心があれば、人間以外にもギアスの行使が可能。また、関連作品ではあるが思考はあれど完全な無機物であるロボットなどの機械には効果が無い。

マオのギアス
C.C.によって発現した「人の思考を読み取る力」で、マオの不安から生まれた「人の心が分かりたい」という願いが具現化したもの。その気になれば相手の深層心理から精神的外傷（トラウマ）すら読み取ることが可能であり、心理戦などでは極めて有効。頭脳戦を得意とするルルーシュにとっては天敵とも言える能力である。特段の使用条件はなく、使用回数制限もない。紋様は両目に浮かんでいる。
登場した時点でその力は暴走により発動を止めることができなくなっているため、人の多い場所ではマオの意思にかかわらず、有効範囲にいる全ての人間の思考が流れ込んでくる。そのため、マオは人が多い場所ではそれらの声を打ち消すべく録音したC.C.の声をヘッドフォンで聴き続けている。
- 有効範囲は最大500mだが、集中力によって範囲や精度は上下する。特定の相手に集中すれば深層心理までも読み取れるが、他の対象に対しては僅か数mにまで範囲が狭まる。

シャルルのギアス
V.V.によって発現した「記憶を書き換える力」で、シャルルの「過去・歴史を変えたい」という願いが具現化したもの。ルルーシュと同じく相手の目を見てかけるタイプで、ギアスをかけた対象に、特定の事項を忘れさせたり偽りの記憶を植えつけたりすることができる。発動の際のみ、両目に紋様が浮かぶ。
基本的な発動条件はルルーシュと同じく対象と直接目をあわせる、光情報であることなどである。
- 記憶の書き換えは可能だが、大幅な記憶改竄でない限り対象者の本質的な性格や性情は変えられない。ルルーシュやシャーリーやミレイやリヴァルは記憶の書き換え後も性格面での変化は劇中あまり見られず、記憶操作で「ルルーシュの弟」と認識していたロロをナナリーと特別変わらない物腰で接していた。
- 対象者本来の性格や経歴と大きく異なる大幅な記憶改竄の場合、対象者が違和感を抱いた揚句に精神退行といった悪影響を与える危険性がある。『亡国のアキト』にてシャルルから「皇帝配下の軍師ジュリアス・キングスレイ」として記憶を改竄されていたルルーシュは、憎悪の対象であるシャルルへの感情を絶対的な忠誠心に書き換えられたこと、そして最愛の妹ナナリーへの想いを含めた自分本来の意志の強さが結果として記憶改竄に抵抗し、精神が混乱して衰弱した挙句、かつての少年時代におけるスザクとの夏の思い出にまで幼児逆行するという状態になってしまった。
- 対象者本来の境遇との差異が少ない程度の記憶改竄ならば、対象者は特に違和感を抱かない。先の「ルルーシュをジュリアスへ作り変える件の失敗」を踏まえて、『双貌のオズ』においてシャルルは機密情報局との共同でルルーシュをC.C.をおびき寄せる餌にするべく、ルルーシュの記憶を「自分が皇子であること」「自分がゼロであること」「マリアンヌとナナリーに関すること」の三点のみに絞って改竄し、なおかつルルーシュが大切に思うナナリーの穴を埋める存在としてクララを「ルルーシュの妹」として用意した。クララはナナリーと違い肉体的には健常者だが、これについては「元々足が不自由で車椅子を使っていたが、ブラックリベリオン後にブリタニア本国で手術を受けて歩けるようになった」とされ、ルルーシュとナナリーの共通の友人であるシャーリーとミレイとリヴァルに対しても同様の記憶改竄が行われた。しかし、シャーリーたちが記憶改竄に違和感を抱くことなくクララと親しく接したのとは対照的に、ルルーシュは先の件の影響からか記憶改竄が順調にいかなかったようで、クララからは「調教中」と揶揄されていた。その後、クララがオルフェウスに殺されたことで後任としてロロが選ばれ、ルルーシュやシャーリーたちにロロが「ルルーシュの弟」として改めて記憶改竄が行われると同時にクララに関する記憶は削除され、R2本編の展開へと繋がってゆく。

ロロのギアス
嚮団の手で発現した「絶対停止の結界」で、ロロの「今のままでありたい」という願いが具現化したもの。ロロを中心にして範囲内にいる人間の体感時間を止めて、行動・思考を停止させることができる。ルルーシュのような細かな使用条件は無く、KMFを操縦している時でも使用可能で、停められた相手からは、ロロや彼が操縦しているKMFが突然消えたように感じる。停止中の相手は完全に無防備となるため、暗殺に適した極めて強力な能力であり、KMF戦で併用することで自らを優勢に立たせることができる。発動の際は、右目に紋様が浮かび上がる。幼少期より使用している。
- 対象の体感時間を停めるだけの能力であり、物理現象には効果が無い。ゆえに、発射された弾丸などを停めることはできない。
- ギアスの対象となる相手の範囲は自在で広範囲に及ぶが、発動している時間内は心臓が停止してしまう。当然のようにギアス発動時間の広さや長さ・回数に従って身体機能へのダメージも大きいものとなるため、V.V.からは「失敗作」と称されている。

C.C.のギアス
コードを持ったシスターによって発現した「愛される力」で、C.C.の「愛されたい」という願いが具現化したもの。命令形のギアスで、あらゆる他者が心からC.C.を愛するようになる効果を持つ。幼少期にギアスを授かり、成年期にはギアスが暴走したため、コード保持者であるシスターを除き、誰彼かまわずギアスにかかってしまった。

マリアンヌのギアス
C.C.によって発現した「人の心を渡る力」。V.V.に撃たれて自身の肉体が死を迎えようとしていた時に初めて発動し、現場に居合わせたアーニャへ自分の意識を転送した。それ以降、平時はアーニャの精神の深層に潜んでいるが、意識を表層に上げた時にはアーニャの肉体を支配する。
マリアンヌの意識を表層に上げた時のみ、C.C.と心で会話をすることが出来る。

ビスマルクのギアス
ビスマルクが発現した力は「極近未来を読む力」。発動すると、相手の行動の軌跡が見えるようになる。発動の際は、左目に紋様が浮かび上がる。普段は、特殊なピアスで封印している。

ジェレミアのギアスキャンセラー / ギアスキャンセラー
嚮団の技術で改造を繰り返されたジェレミアに偶発的に発現した「すべてのギアスを無効化する力」。発動の際は仮面に覆われた左目に、ギアス能力者の紋様を逆さにした青い紋様が浮かび上がる。
ロロと同じく結界型のギアスで、ジェレミアを中心にして放射状に青い結界を展開、ギアス能力者が発動させているギアスを打ち消す効力および、命令・記憶の改竄を無効とする力を持つ。自身にギアスが掛けられた際は、自動的に発動する。
- ギアスの効果を受けている者との間に遮蔽物がある場合、無効化が不完全になる。『双貌のオズO2』でジェレミアはライアーにギアスキャンセラーを使うが、彼がマリーベルの意向により身に着けていた仮面によってその力は遮断され、かつてトトのギアスによる「忘却の力」の効果が中途半端に消えることとなった。一方、ライアーを庇ったマリーベルは仮面の類を身に着けていなかったためかギアスキャンセラーは完全に影響し、これによってマリーベルはかつて幼くして母フローラや妹ユーリアを失った彼女を憐れんだ父シャルルによる記憶改竄を解かれ、シャルルがギアスを行使した瞬間を含めた本来の記憶を取り戻した。ただし、この弱点はジェレミアがV.V.に報告を行い、V.V.も対策を考えると返答していることから、最終的にはR2劇中でシャルルやV.V.の意向により、バトレーたちの手で行われたジェレミアの最終調整によって克服された模様。
- 『コードギアス 奪還のロゼ』では、バトレーが残したギアス関連の資料からクリストフ・シザーマンによって生体改造を受けて復活したアーノルド・レンクにギアスキャンセラーが搭載されている。アーノルドとの戦闘中にギアスキャンセラーを受けたアッシュ・フェニックスは本当の弟ニコル・フェニックスに関する本当の記憶を取り戻す。

その他
本編中ではギアス能力に関する描写はないが、V.V.やシスターなどのコード保持者が登場する。また、ギアス嚮団では多くの子供にギアスが発現させられており、その中には相手の意識を保ったままで行動を自在に操るなどの能力を持つ者が存在する。

## キーワード

### 国家・地域

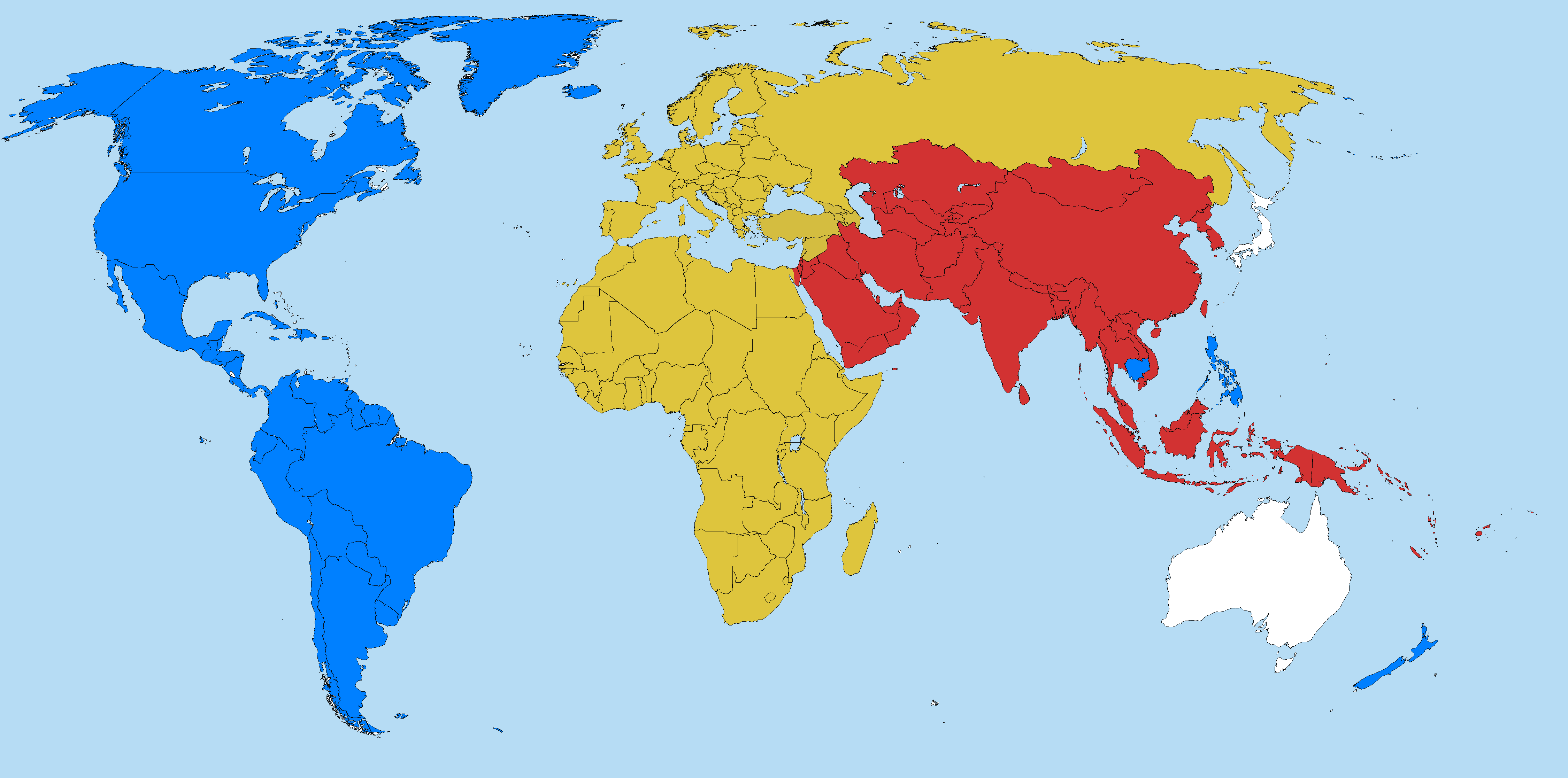
神聖ブリタニア帝国（青）、 E.U.（黄）、中華連邦（赤）の版図

神聖ブリタニア帝国
新世界の全てと、世界各地の複数のエリアから構成される、世界の3分の1を支配する超大国。公用語は英語。E.U.、中華連邦と同じく世界を支配する三極の一つであり、最大の力を持つ。首都は大陸西岸地区の帝都ペンドラゴン（現実のメキシコ、ソノラ州とバハ・カリフォルニア州の境界付近に存在）。第98代皇帝はシャルル。帝国宰相は第二皇子シュナイゼル。
皇帝を頂点とした絶対君主制国家で、厳しい身分制度のしかれた階級社会を維持しており、「不平等においてこそ競争と進化が生まれる」という現皇帝シャルルの持論を国是としている。世界の3分の1を支配しており、巨大な軍事力を背景に、世界各地で植民地化を目的とした侵略を続けている。
「ブリタニア」とは本来イギリスのブリテン島並びに古代ローマ帝国が同島に築いた属州を指すが、作中ではブリタニア大陸（アメリカ大陸）に位置する。
歴史を辿るとテューダー朝期のイングランド王国に辿り着き、「処女王」エリザベス1世の息子がヘンリー9世として即位した。このため、ステュアート朝の成立と、それに伴うスコットランド王国との同君連合は成立していない。皇暦1770年代にワシントンの乱と呼ばれる反乱が勃発するが、ルイ16世に支援を求めるために渡仏したベンジャミン・フランクリンの交渉失敗（C.C.によると実際は当時のブリタニア公による買収）により、大陸軍はヨークタウンの戦いで大敗北し、首謀者のジョージ・ワシントンが死亡したため、アメリカ合衆国も成立していない。
史実での清教徒革命、名誉革命、第2次百年戦争については語られていない。このため、周辺諸国が市民革命と議会制度化により停滞していたのに対し、イングランド王国は絶対君主制を固持したとされ、新世界で生産される富によりヘンリー10世とエドワード7世の統治を通して発展を続けた。
エリザベス3世の統治時代、ヨーロッパの大部分を征服したナポレオンは、イングランドへの上陸を目論むと、トラファルガーの海戦に勝利して制海権を掌握し、12万の軍勢と共にロンドンへと進軍した。なお、この時期産業革命の勃興により潤っていたイングランド経済とその対英貿易に群がりナポレオンの対英敵対姿勢に反発するフランス資本については言及が無い。皇暦1807年、エリザベス3世はエディンバラへ追い込まれ、親ナポレオン派の革命勢力に捕縛されて王政廃止を迫られた（「エディンバラの屈辱」）。この窮地を救ったのが、ブリタニア公リカルドとその部下にして親友である「ナイトオブワン」リシャール・エクトル卿であり、彼らの尽力によってエリザベス3世は植民地アメリカへと逃れ、新大陸東部に首都を定めた（「新大陸への遷都」）。
その後、エリザベス3世に子が無く、テューダー朝の血筋が途絶えた際にブリタニア公リカルドが王位を継承し帝政を施行。国号を「神聖ブリタニア帝国」に変更し、リカルド・ヴァン・ブリタニア1世として皇帝に即位した。同時に皇暦を制定し、同年を皇暦1813年とすると共に正史「ブリタニア年代記」の編纂を指示している。その後、ブリタニア大陸ではヨーロッパからの亡命貴族との間に「北南戦争」と呼ばれる戦争が行われた。
ブリタニア本土の地名はカリフォルニアやダラスのような実在の地名と、帝都ペンドラゴンのような架空の地名が混在している。国内通貨はポンドである。
皇暦2010年の日本侵攻の際には、ブリタニア大陸以外にアリューシャン列島・ハワイ・ミクロネシア・フィリピン等から侵攻をしていることから、少なくともこれらの地域に拠点が存在する。
98代皇帝シャルルが消えた後は、ルルーシュがギアスの力を使って99代皇帝へと即位。帝都ペンドラゴンの皇族と貴族を傀儡にし、歴代の皇帝陵破壊や貴族制度の廃止、財閥の解体そしてナンバーズ解放といった従来のブリタニアの在り方を真っ向から壊すような政策を打ち出すようになる。ブリタニア国内では多くの貴族や臣民が反発するが、ルルーシュ派のブリタニア軍が全て鎮圧。全てのブリタニアの伝統が破壊されるに至る。
『双貌のオズ』では、ブラックリベリオンで軍人や騎士の多くが死亡するか再起不能になった後も、本国内でテロが起きるなど予断を許さない状態にあったが、テロに対して徹底的に武力を行使して打ち砕くという方針の元で国内情勢の安定化が成され、皇帝シャルルを中心とする現体制に反発するブリタニア人の多くが一掃されるに至った。反面、長きに亘る軍事面に偏った経済構造によって見せかけこそ需要と供給のバランスが成り立ってはいるものの、一旦厭戦気運が高まれば経済自体が崩れてしまう問題点が指摘されている。続編の『O2』ではコーネリアの失踪に加え、後述されるユーロ・ブリタニアの弱体化とそれに伴う本国のE.U.戦線への介入による戦力の困窮が判明した。加えてゼロの復活による混乱を利用して、一部のブリタニア正規軍がテロリスト鎮圧を口実にした略奪を行う事態が発生し、強大化しすぎた国家ゆえに統制が効かなくなっているこの事態に、総督やナイトオブラウンズも頭を悩ませている。
『コードギアス 亡国のアキト』では、現在のE.U.加盟国であるフランスやドイツ、ロシアなどにルーツを持ち、『ヴェランス大公』を宗主とする『ユーロ・ブリタニア』が登場しており、彼らはE.U.との戦争において大きな権限を与えられている。英国王室にルーツを持つブリタニア皇族や、それに連なる貴族に反感を抱く。同時に千年の歴史を誇る正統な貴族団を自負するゆえに革命で奪われた父祖の大地を奪還し、ゆくゆくはE.U.に変わって本国から独立を果たす動きさえ見られている。そうした考えゆえに、彼らはE.U.に対して絶対的な優位性を誇りながらも市民の犠牲を考慮して進撃しているため、その侵攻速度は本国の各国への侵攻と比べて緩やかなものとなっている。
シュナイゼルを始めとした本国の皇族や貴族達も彼らの動向を警戒しているが、彼らの有する戦力は本国にも匹敵し、特に象徴であると共に大公直属にして最大戦力でもある『四大騎士団』（聖ミカエル騎士団と聖ガブリエル騎士団と聖ラファエル騎士団と聖ウリエル騎士団）の総帥たちの権力と実力は本国の『ナイトオブラウンズ』に匹敵しており迂闊に手を出すことが出来ないため、『ナイトオブラウンズ』のスザクや第88皇女マリーベル旗下の『グリンダ騎士団』を派遣することで牽制を図っている。後に発覚するシン・ヒュウガ・シャイング首謀の本国への叛乱未遂までは大きな権限を有していたが、『四大騎士団』の壊滅とシンの叛乱を理由に本国に戦争の主権を奪われ、吸収されることになる。しかし、『白の騎士 紅の夜叉』では市民の犠牲を顧みない本国に反発する一部の貴族達が本国に対して敵対行動を取っており、『双貌のオズ O2』で判明して本国の戦力不足の一因にもなる。
ゼロレクイエムの後に第100代皇帝に即位したナナリーによって帝政と皇族の制度が廃止され、帝国の歴史に終止符を打つ。『復活のルルーシュ』では、国名を『ブリタニア公国』に改めて、超合集国の加盟国として存続している。
『奪還のロゼ』では、シュナイゼルによって『ブリタニア共和国』として再編されたが、それに反発するノーランド・フォン・リューネベルク率いる貴族の一部が合衆国日本のホッカイドウブロックを占拠して、カリス・アル・ブリタニアを第100代皇帝とする『ネオ・ブリタニア帝国』を建国する。光和7年にカリス・アル・ブリタニアが急死すると、ブリタニア皇族だったシェリー・メ・ブリタニアの娘の皇サクヤ（の影武者の春柳宮サクラ）が第101代皇帝サクヤ・スメラギ・メ・ブリタニアとして即位させられる。
ペンドラゴン
神聖ブリタニア帝国の帝都（首都）。ブリタニア大陸西岸に位置する（現実のメキシコ、ソノラ州とバハ・カリフォルニア州の境界付近）。皇帝からの命令が下されるブリタニアの政治の中心であるが、現在は皇帝シャルルが不在になることが多く、その場合は皇帝代理を務める第一皇子オデュッセウスや宰相シュナイゼルを始めとする皇族達が協議して決定を下す。
皇帝ルルーシュが超合集国との協議のためにアッシュフォード学園を訪れている最中、天空要塞ダモクレスからフレイヤを撃ち込まれ消滅した。
サンクトペテルブルク
E.U.のロシア州の都市。E.U.軍の拠点があったが、ブリタニア軍に制圧され、失陥。ロシア州はフィンランド州との国境沿いにある極一部を残して、ユーロ・ブリタニアの手に落ちてしまった。その後はユーロ・ブリタニアの重要拠点となり、エカテリーナ宮殿のさらに奥に作戦司令所としてのカエサル大宮殿が建設された。
また、『ユーロ・ブリタニア』領土となってからは本国のペンドラゴンとサンクトペテルブルクをつなぐ鉄道が建設され、スザクはこれを使って『ユーロ・ブリタニア』へ向かっている。
『双貌のオズ』では、陥落直前のペテルブルクから搬出される美術品を護衛するミッションを受けたオルフェウスとユーロ・ブリタニア軍の戦闘が描かれる。
グリーンランド
ロシアやバルト三国と同様、ユーロ・ブリタニアに制圧された北国。E.U.に接収された日本企業のサクラダイト採掘プラント跡地が存在し、「方舟の船団」の作戦のために必要な方舟ガリア・グランデの建造がここで行われた。
エリア
神聖ブリタニア帝国の属領を意味する。第1期時点では「エリア18」まで存在している。本編でのコーネリアとユーフェミアの会話や小説版によると、経済力や治安面に応じて上から「衛星エリア」、「途上エリア」、「矯正エリア」と格付けされている。ブリタニアに占領されて『エリア』となった国は元々の国名を失い、現地の国民もエリアの番号に基づく数字（イレヴン、ツーフォー等）で呼称される『ナンバーズ』となり、過酷な差別と弾圧を受けることになる。但し、衛星エリアに昇格した場合は差別的待遇が緩和される。
『双貌のオズ』では、「矯正エリア」の別名と思しき「矯正教育エリア」という名前が登場する。
エリア10
ブリタニアの属領となったインドシナ半島に存在するエリア。ただしR2では、インドシナ半島は中華連邦の領土となっている。
『亡国のアキト』の小説版では、カンボジアのトロモ機関はこのエリアに属するとされる。
『双貌のオズ』では、オルフェウスとズィーが初めて出会った当時、タイはブリタニアと中華連邦が共同統治する地となっている。
エリア18
元々は砂漠地帯にあり中東に存在する、巨大な機動兵器（バミデス）を有していた国家。コーネリアによって侵略され、エリア18と名付けられた。
『亡国のアキト』の小説版では北アフリカに位置すると説明されており、ブリタニアとE.U.の最前線であるエル・アラメイン戦線にも近い模様。
租界
本作品では、ブリタニア支配下にあるエリア内に移住したブリタニア人が住む街を意味する。
電気中心の文明が発達したブリタニアの都市に相応しく、租界の周辺には太陽光発電パネルを備えたビルが立ち並ぶ。『R2』の終盤で、皇帝に即位したルルーシュの政策の一つである各エリアおよびナンバーズの解放によって、租界は廃止された。
香港租界
『双貌のオズ』に登場する、地理的に中華連邦本国に近い位置にある租界。統治者はカリーヌ・ネ・ブリタニア。ブリタニアの租界ではあるが、現地人の間では中華連邦本国と同じく中国語が使われているようで、劇中では中国語で書かれた看板が登場している。
租界内には中華連邦を刺激しないよう、「極東交流センター」と称した偽装された軍事施設が存在したが、シュナイゼルの「欧攻中交」が実を結んでからは偽装する必要性が失われたことにより名前を「香港基地」へと改め、軍事施設であることが明らかな外見へと変貌する。しかし、最後には香港基地破壊のミッションを受けたオルフェウスの手によって破壊された。
『双貌のオズ O2』では、皇帝に即位したルルーシュの政策の一つである各エリアおよびナンバーズの解放によって租界ではなくなり本来の香港になったが、ルルーシュによる世界掌握後、ミス・エックスの仲介でルルーシュ率いるブリタニア当局の目を逃れるのに成功した黒の騎士団の一部とコーネリアやギルフォード、そしてオルフェウスとオルドリンらが潜伏しており、トウキョウ租界に姿を現すルルーシュの暗殺と、ルルーシュの手に落ちて以来エリア24改めスペインの上空にある、大量破壊兵器フレイヤを搭載した天空要塞ダモクレスの制圧についての打ち合わせが行われ、コーネリア達はトウキョウ租界へ、オルフェウスとオルドリン並びにピースマークとアレッサンドラ・ドロス率いるKMFリーグの競技団体ファイアーボールズとグリンダ騎士団がダモクレスへ向かうこととなった。
ゲットー
本作品では、ブリタニア支配下にあるエリアの元々の国民（ナンバーズ）が住む街を意味する。実在の地名（新宿、ベンタス等）も登場するが、カタカナ表記（正確には英語表記）で表される。福祉支援も復旧支援もあまりされておらず、まともな職にもありつけないようで、ほとんどの場合そこに住むナンバーズは復旧作業をしながら細々と生活している。ブリタニアの管理が行き届いていない分、反ブリタニア活動の拠点になることも多く、ほとんどのレジスタンス組織はゲットーに本拠地を構えている。『R2』の終盤で、皇帝に即位したルルーシュの政策の一つである各エリアおよびナンバーズの解放によって、ゲットーは廃止された。
エリア11
極東にかつて存在した国家「日本（ニッポン）」がブリタニアの侵攻（極東事変/第二次太平洋戦争）により、属領とされ変更された呼び名。植民地統治者である総督には皇帝の直接血縁者である皇子もしくは皇女が就任することになっており、初代総督は第三皇子クロヴィス。
ブリタニア侵攻前は中立国であったとされ、首相（総理大臣）を首班とする議院内閣制が採られていた。
世界最大のサクラダイト産出国である皇歴世界の日本は、無資源国家としての近現代史を辿っていない。太平洋戦争敗戦も経験しておらず、帝政日本の体制が21世紀にも多く受け継がれている。具体例としては、旧軍存続、2010年当時政権を率いていた総理大臣が現役の陸軍参謀（文民統制不在）、財閥解体不実施、千島列島領有、などがある。
軍人の口にする忠誠の言葉、「万歳」の対象も史実のそれと一部異なり「日本万歳」に限定されている。
『反逆のルルーシュ』『反逆のルルーシュR2』において「イレヴン」はブリタニア人による日本人への蔑称とされていたが、『亡国のアキト』ではユーロピア人（E.U.市民）も日本人を「イレヴン」と蔑称していることになった。
100年ほど前（1917年前後）までは、現実の日本と同様「皇族」が存在し、とあるブリタニア属国と政略結婚関係も持ったりもしていたが、何らかの原因で歴史の表舞台からは姿を消し、「キョウト六家」の一つ「皇家」（すめらぎけ）として血縁を残すのみとなった。一方軍事力の面では、KMFを開発・保有しておらずブリタニアと比べて戦力では劣っていたため、2010年の第二次太平洋戦争ではブリタニアに敗れた。なお、史実では太平洋戦争末期の神風特攻に手を焼いたアメリカ海軍が打ち出した艦隊防空構想と日米安保条約の成果であるはずのイージス護衛艦が日本軍の戦力として登場しており、その誕生経緯は明らかでない。また、陸軍の車両は陸上自衛隊のそれと同じものが登場している。他方、民間の武道として、史実と同じく合気道、日本拳法が存在している。
世界最大のサクラダイト産出国であり、この利権を巡る対立がブリタニア軍侵攻の原因とされている。行政区分は現実の47都道府県で細分化されているが北海道・東北・関東・中部・関西・中国・四国・九州とブロック毎に分けて呼ばれている。北方領土も領土となっている。
日本が余力を残したまま降伏したのと、クロヴィスの内政能力の欠如から、ブリタニアの統治政策は十分ではなく、その上ブリタニア官僚の一部が私欲のためにNACに物資などを裏で提供しているため、各地には要塞規模の施設や、重火器を有した軍の残党、レジスタンス等の反ブリタニア勢力が多数残存している。このため、ブリタニアの支配下となっている他のエリアと比較し、抵抗活動が活発であった。地下鉄跡や下水道も放置されており、レジスタンスの逃走ルートなどに利用されている。トウキョウ近隣など都心部のゲットーは損害が甚大でインフラも崩壊しているが、戦術的・戦略的価値の薄かった地方都市や農村地帯は損害が少なく、そこを拠点とするレジスタンスも存在する。ブラックリベリオンでの敗戦以降は「途上エリア」（小説版より）から「矯正エリア」へと格下げとなり、コーネリアに変わって総督になったカラレスによってさらなる圧政を強いられるようになったが、彼の死後に就任したナナリーがユーフェミアの遺志を継ぐ形で「行政特区日本」を設立するに至った。黒の騎士団という反ブリタニア勢力が国外追放になった後は、生産力向上や治安が安定したことにより、「衛星エリア」に昇格手前になる程となった。後に皇帝となったルルーシュの政策により「日本」という名を取り戻したが、ルルーシュによる世界掌握後は、ゼロレクイエム完遂まで皇帝直轄領とされた。ゼロレクイエム後は、独立を取り戻し扇要が首相に就任している。
『漆黒の蓮夜』では江戸時代の日本が描かれているが、詳細な年代は不明である。当時既に建国されていたブリタニアから皇族や貴族が入国していることから、少なくとも外国に対してある程度の国交を有していた模様。
『亡国のアキト』の小説版によると、かつては東洋の島国で西洋ではあまり知られていない存在であったが、1853年に開国するや当時電気文明の発展途上にあった各国からサクラダイトを豊富に有する国として大いに注目を集めたとされている。
『双貌のオズ』では、「矯正エリア」に格下げされてから間もない姿が描かれる。行政特区日本での虐殺劇やブラックリベリオンでの敗北によってイレヴンのブリタニアに対する敵愾心は大きく膨らんでおり、お忍びで視察を行っていたマリーベルが黒の騎士団の末端メンバーに拉致された際、その場に居合わせた一般市民であるイレヴン出身の名誉ブリタニア人が一斉に不満をぶちまけながらオルドリン達を妨害したことから、「ここは矯正エリアではなく敵地」と評せられた。
『復活のルルーシュ』では、扇が首相を退任しており、皇神楽耶が首相になっている。
トウキョウ租界
エリア11におけるブリタニア支配の中枢、総督府の所在地である租界。トウキョウ租界と銘打ってはいるが、現実の東京都あるいは東京23区全域が租界というわけではなく、総督府を中心とする地域（少なくともイケブクロを含む）のみが租界であり、後述のシンジュクゲットーのような場所は租界の外側に位置する。主に電車（モノレール）の環状線沿いに外壁が張り巡らされており、地震などの緊急時にはエリア毎にパージ（分離）することが出来る。ブラックリベリオンや黒の騎士団幹部の公開処刑の際は、ルルーシュがこれを利用して、全ての分離可能エリアをパージすることによりブリタニアの防衛ラインに大打撃を与えた。
ブラックリベリオン後はイレヴンを労働力として酷使する形で復興されたが、そうして建てられた建物の1つバベルタワーでの戦いの末、ルルーシュの作戦によってバベルタワーはブリタニア軍を指揮していたカラレスを巻き込んで倒壊した。その後、ブリタニア当局により租界の構造を修正することで対策が施されたが、第二次トウキョウ決戦ではルルーシュがゲフィオンディスターバーを搭載した列車を使うことでブリタニア軍の防衛ラインを突破される形となり、戦闘の末にフレイヤによって総督府を含む租界の約半分が巨大なクレーターを残して消滅し、第1次被害で2500万人の死者を出す。加えて医療施設などへの被害に起因する第2次被害さえも生まれ、ブラックリベリオン以上の犠牲を出した。その後、皇帝に即位したルルーシュの政策の一つである各エリアおよびナンバーズの解放によって租界ではなくなり、本来の東京に戻った。
アッシュフォード学園
創立者にして理事長を務めるルーベン・アッシュフォードが運営する寮制の私立学校で、学園の設備はかなり整っている。トウキョウ租界の一角に立地しているが、第1期のDVD第2巻収録のピクチャードラマによると、学園設立に際しては立地場所を含めてルーベンが築いた人脈によるものだとのこと。ブリタニア人とイレヴンを区別しない、オープンな校風。在籍する生徒は、必ずどこかのクラブに所属しなければならないことになっている。水泳・馬術などが確認されていて、活発に活動している。創立者の孫であるミレイが会長を務める生徒会も存在する。また、お祭り好きのミレイの発案で様々な趣向のイベントが開かれることもある（ミレイのイベント参照）。
ブラックリベリオン以降は学園自体がシャルルの命を受けた機密情報局により、ルルーシュを監視する拠点とされた。これに合わせて記憶操作を受けたミレイ、シャーリー、リヴァルを除く生徒と教師全員がブリタニア本国へ帰国させられ、ヴィレッタ達機密情報局員が教師に成り済まし、サクラである他の生徒と共に入れ替わりに学園入りした。
第二次トウキョウ決戦では直接の被害は受けず、決戦後はギリギリながらフレイヤの効果範囲外であったため、生き残った租界市民の避難場所となった。その後はシュナイゼルと超合集国との交渉により中立地帯とされ、皇帝となったルルーシュがブリタニアの超合集国参加交渉をした際に舞台に指定された。
シンジュクゲットー
レジスタンス「扇グループ」が活動しているゲットー。環状5号線（旧山手線）を間に挟む形でトウキョウ租界と隣り合っている。ブリタニアの侵攻で廃墟になりながらも比較的復旧が進んでいたが、クロヴィス総督が区画整理と称して虐殺を行い、ゲットーは壊滅した。その際に戦闘に巻き込まれたルルーシュは扇グループに助力し、ブリタニア軍を敗退させクロヴィスを暗殺した。この事件が、ルルーシュの「反逆」の始まりとなる。
ブラックリベリオン後は「新宿再開発地区」に改名しているが、名前に反して再開発はほとんど進んでおらず、ブリタニア貴族による麻薬密売に悪用されている。
サイタマゲットー
レジスタンス「ヤマト同盟」が本拠地を構えるゲットー。第2代総督のコーネリアはシンジュク事変と似た状況を作り出すことでゼロを誘き出す作戦を立て、このゲットーの住民がヤマト同盟の協力者であると強弁して無差別虐殺を行った。ゼロことルルーシュはシンジュク事変と同じようにヤマト同盟に助力してコーネリアと交戦したが、人心掌握が不十分だったゆえに命令無視を起こされ、ヤマト同盟は全滅しゲットーは制圧された。この手痛い敗北が切っ掛けで、ルルーシュは黒の騎士団設立を決意することになる。
フジサン
日本を代表する山にして、サクラダイトの鉱脈を有する産地。古くは美しい外観の山であったが、ブリタニアの侵攻後は山を覆うように中腹地点までサクラダイト採掘プラントが建造され、侵攻前とはあまりにもかけ離れた姿と化した（第1期第11話では「フジ鉱山」とも呼ばれた）。サクラダイト採掘については桐原率いる桐原産業が一手に担っており、その関係で桐原と黒の騎士団の会見では桐原側から会見場に指定された。
第2期終盤では、フジサン一帯でルルーシュ率いるブリタニア軍とシュナイゼル率いる黒の騎士団が対峙。シュナイゼル側の戦力を切り崩すべく、ルルーシュの手でサクラダイトにより噴火させられ、火山弾や火砕流によって黒の騎士団にダメージを与えた。その後、トウキョウ租界を含む広範囲に火山灰が降り注いだ。
行政特区日本
ユーフェミアが発案した、限定された地域内で日本の存在を認める政策。手続きを行えば特区に参加することができ、イレヴンは日本人の名前を取り戻すほか、ブリタニアからの圧政や身分差別を受けることはない。そのため、発表当初は大多数のイレヴンに支持された。行政特区として指定された場所は富士エリア一帯。
テロリストに対する民衆の支持を無くすことでテロリストの大義名分を失わせ、逆に参加すれば武力を取り上げられる可能性もあるため、テロリストに対するテロ抑止策としても有効な政策でもある。それゆえにシュナイゼルは、この特区を支持した。一時期ユーフェミアによる日本人虐殺により政策が中断したものの、新総督ナナリーによってシズオカ・ゲットーでの実施が進められたが、ゼロの策によりゼロを含む100万人の日本人による中華連邦亡命のために利用された。小説版のナナリーは行政特区日本の継続を行ったが、旧日本人のブリタニアに対する不信感は強く、以降の参加希望者は現れなかったため、事業は崩壊した。
鎌倉
『亡国のアキト』の冒頭の舞台。2010年時点では大仏像と海のある観光地だったが、ブリタニアの日本侵略時に爆撃機編隊が一斉発射したミサイルによって広範囲を焼き払われた。小説版の該当箇所では、ミサイル攻撃は民間人が住む区画も含んだ無差別攻撃であり、「本来の目標である軍事施設を狙い損ねた誤射や誤爆」という形で一応の体裁は整えられている。また、史実と同様に源頼朝によって鎌倉幕府が成立したことを示唆する描写がある。
ホッカイドウブロック
『奪還のロゼ』の舞台となる、日本列島の北東地域。フジサンに次ぐサクラダイトの埋蔵量を誇る。『反逆のルルーシュ』劇中においては、ホッカイドウ自体は日本列島を描いたシーン内において省略されずに描かれているが直接的な描写は無く、続編の『R2』においても日本列島の一部として描かれるか、ブリタニアの租界である「ハコダテ租界」が名前のみ登場する程度であった。
『奪還のロゼ』本編では、当初は合衆国日本の一部を構成する、皇重護が領主を務める地であったが、光和3年の武装勢力による突発的な占領によって地域全体が、彼らの手で建国された国家と称する「ネオ・ブリタニア帝国」の領土とされ、さらには地域全体がKMFの活動を阻害するエネルギー障壁「シトゥンペの壁」が展開したことで合衆国日本や黒の騎士団も容易に手を出せなくなってしまい、結果としてかつての貴族制度やナンバーズ制度を復活させたネオ・ブリタニアによって、現地の日本人はイレヴンとして虐げられるようになり、それから4年後の光和7年では、この現状に不満を抱える者達からなるレジスタンス戦力とネオ・ブリタニアとの間で、戦いが繰り広げられている。
また、劇中では日本がエリア11となっていた時期における、ホッカイドウの内情についても触れられている。かつてシャルルがブリタニアの皇帝に即位するよりも前に、彼の第一子である娘のシェリーが重護に嫁いでおり、この際にシェリーは皇位継承権を返上している。その後、皇歴2010年にシャルル治世下のブリタニアが日本に侵攻して、これをエリア11とした際には、「皇位継承権は無いが、当代の皇帝であるシャルルの娘」の立場を利用したシェリーの尽力により、ホッカイドウの地とそこに住む人々は守られたが、彼女自身は重護とその間に生まれた娘のサクヤを残し、若くしてこの世を去った。
エピローグでは合衆国日本に復帰し、ネオ・ブリタニア帝国が解体されたため、超合集国管轄の特別自治区となる。
エリア23
ブリタニアに占領されたE.U.領のポルトガル。エリア24同様反ブリタニア思想が強く、「グリンダ騎士団」設立に向けた実績作りのためにエリア23を訪問したマリーベル・メル・ブリタニアが暗殺されかける事件が起きた。
エリア24
『双貌のオズO2』の舞台で、ブリタニアに占領されたE.U.領のスペイン。第88皇女マリーベルが総督を務める。旧スペイン人は『ツーフォー』と呼ばれる。テロを徹底的に敵視するマリーベルの政策方針もあり、テロに無関係なツーフォーがブリタニア軍に殺戮されるケースが多く、エリア11以上の苛烈な統治が行われている。肥大化しすぎた大グリンダ騎士団の戦力とマリーベルの殺戮がE.U.諸国だけでなく中華連邦や本国で危険視されており、シュナイゼルが監視のためにノネットを派遣している。
また、旧スペイン時代は史実と同様に外国の支配下から脱した歴史的経緯があり、反ブリタニア勢力の「マドリードの星」のリーダーであるフェルナンドはブリタニアと闘う自分達をかつての支配に抵抗した先人に重ねている。
ゲットーはエリア11と比べて損害が少なく、ツーフォー達の生活環境は一定の水準が保たれている。
ルルーシュの皇帝即位後はマリーベルがその軍門に下り、エリア11が日本の名を取り戻したのと同様にスペインの名を取り戻した。
マドリード租界
マリーベルによるエリア24統治の要である総督府の所在する租界。エリア11のトウキョウ租界同様、数多くのブリタニア人が居住しており、加えて租界内にはジヴォン家やオイアグロと繋がりがある「帝立ペンデルトン学園」が存在する。
ベンタス・ゲットー
マドリード租界の一角に位置するゲットー。限られた区画内にツーフォーが押し込められた劣悪な状態ではあるものの、ここを拠点とするフェルナンド率いる「マドリードの星」をはじめとする反ブリタニア感情を持つツーフォー達はブリタニアの支配を打ち崩そうとの意思を固めている。「マドリードの星」壊滅後も住民達の意思は変わらず、彼らの手でゲットー自体が複雑な迷宮の如く改造され、守りやすく攻めづらい要塞の如き状態と化す。それ故、ブリタニア当局もこのゲットーが反ブリタニア勢力の根城と分かっていながらも迂闊に手を出せずにいたのだが、テロリスト殲滅に躍起になったマリーベルが自らの直属部隊「リドール・ナイツ」を投入して殲滅戦を展開した結果、ライアー、レオンハルト、ティンクがマリーベルに反旗を翻して殲滅を阻止しようとするも、数に勝るリドールナイツの前に果たせず敗退し、ゲットーは住民諸共完全壊滅した。

E.U.
正式名称は「Euro Universe（ユーロ・ユニバース）」。シャルルから「権利を平等にしたために人気取りの衆愚政治に堕している」と批判されている民主主義国家。中華連邦と同じく、ブリタニアと対立する二強国の一つで、世界を支配する三極の一つ。作中の描写ではヨーロッパとアフリカ、ロシア（シベリアの一部は中華連邦に属する）に領土を持っている。ドイツ州、フランス州など、現実におけるヨーロッパ各国が、構成自治州（行政だけでなく、軍事的にも個別になっている）として存在する連邦制の国家である。
『R2』ではフランス領海岸を舞台に、ドイツ州軍やイタリア州軍を中心としたE.U.軍主力と、ブリタニア軍上陸侵攻部隊との大規模戦闘が描写されていた。そこではE.U.軍制式ナイトメアフレーム『パンツァー・フンメル』が、得意の長距離砲撃を行ってブリタニア軍ナイトメア部隊を圧倒していた。だがランスロットの介入によって戦局は逆転し、以降はシュナイゼルの辣腕も相まって領土を削り取られる一方となっていった（『R2』終盤には、既に領土の大半を奪われて、大国の座からも転落している）。
超合集国設立後は、イタリアやポーランドといったE.U.加盟国や自治州の大部分が相次いで「死に体」となったE.U.を見限り、超合集国に参加した。この時点で、E.U.に残された領土は僅少（イギリスやドイツ、北欧諸国や中央アフリカなど）となり、事実上の崩壊状態となった。後の世界情勢変動にもほとんど関わることもなく、ルルーシュの世界掌握後はブリタニアに逆らう力もなく、超合集国憲章を批准し、E.U.は消滅した。『復活のルルーシュ』の前日譚『黒のアルビオン』では、マーガレット・ウォルポールが合衆国E.U.の大統領として登場し、神楽耶やナナリーや天子と親しくしている。
小説版では、ブリタニアの国力を10と仮定した場合、7の国力を持つとされている。隣国の中華連邦とは、ブリタニアへの対抗戦略上同盟関係にあったが、シベリアで両国の領土に跨る形状のサクラダイト鉱脈が発見されたために紛争が発生。戦闘は早々に終結したが、両国民の感情的な対立は収まらず対ブリタニア同盟は、その際に雲散霧消した。また、E.U.独自の対ブリタニア反攻作戦『ベル計画』を企図していたが、これもバルカン半島の補給線を断たれたためにサクラダイト供給が途絶して破綻した（E.U.に差別されていた少数民族を、ブリタニアが籠絡し取り込んでいったことも示唆されている）。超合集国が設立すると旧E.U.と記載・呼ばれることが多くなっており、この時点で既に崩壊状態だったことが窺える。
『コードギアス 亡国のアキト』では、「ユーロピア共和国連合」という別名が登場している。略称は従来通りE.U.だが、正式名称は「Europia United（ユーロピア・ユナイテッド）」に変わっている。『亡国のアキト』の設定を踏まえた2018年上映の「劇場版」第二章においては、従来のE.U.と併せて「ユーロピア」という呼称が定着し、スザクがロロの報告時にそう呼んでいる。
1790年にフランス革命が起き、貴族の旧体制を一掃。同年を革命歴1年とする。その後のナポレオンの英国侵攻と「エディンバラの屈辱」によって、英国王室は新大陸へ逃亡。ナポレオン自身は、彼の皇帝即位を疎む勢力によって処刑され、以後のヨーロッパは皇帝も国王もいない民主国家としての道を歩むことになった。
首都はパリ。3人の大統領を中心とした「四十人委員会」と呼ばれる議会が存在し、国民に選ばれた政治家による国政運営が行われている。だがその内実は、長きに渡って続いた民主主義政治が衆愚政治へと劣化・変質しており、大衆迎合主義と利己主義が蔓延する斜陽国家。神聖ブリタニア帝国と中華連邦という2大国に挟まれて国力は低下しつつあり、既にユーロ・ブリタニアによってバルト三国やトルコ、ロシアのほとんどが陥落しているにもかかわらず、一般市民や政治家たちの危機感は薄い。
日本がブリタニアに占領された際、当時戦争状態ではなかったブリタニアに媚び売りの意味を込めて、E.U.国内の日本人の対日資産を凍結・強制接収した上で敵性外国人として拘束し、ゲットーに隔離。市民権を餌に軍に入隊させ、E.U.市民の代わりに生存率の低い作戦に投入するなど、人権を無視した行為を多数行っている。また、ブリタニア同様に日本人を「イレヴン」と呼ぶなど差別が恒常化している。差別意識はブリタニアに占領された他国の出身者だけでなく、ブリタニアに陥落した他のE.U.自治州市民にまで向けられており、一部の自治州が陥落してブリタニアの植民地人（ナンバーズ）に転落している事実を、他の自治州市民やユーロピア政府は気にも留めていない。この他にも、『亡国のアキト』の小説版ではユーロ・ブリタニアとの戦争を逃れた難民を正規軍兵士は手助けもせず罵倒し、笑い物にする始末である。
小説版『亡国のアキト』によると、ブリタニアに占領される前の日本とは、サクラダイトや工業製品を始めとする貿易パートナーシップを締結しており、良好な関係にあった。だがブリタニア占領時には、日本に対する債務取消、並びに日系企業が欧州全域に有していた資産とインフラを接収した。またユーロピア政府の権力アピールと、低所得市民へのガス抜きの意味も兼ねて、日本人の資産凍結と強制収容（差別化政策）を行った。一時は日本の民主主義（主権）回復も議論されたが、世論の支持を得られないため盛り上がらなかった。その代わりに中華連邦にブリタニア牽制の役割（火中の栗を拾わせる役目）を背負わせたことから、中華連邦との関係が悪化した。
E.U.の自治州間の結びつきは弱く、同じ欧州に存在しているという事実と、議会制民主主義という同一イデオロギーのみが連合体を支えている。
加えて、『亡国のアキト』第3章では洋上発電所爆破から始めとするユーロ・ブリタニアの策によりE.U.中が暴動で混乱する最中、ワルシャワ駐屯軍などの前線部隊は撤退。さらに四十人委員会の委員たちもパリから逃げ出そうとするなど統制が取れなくなりつつあり、既に国家・軍体制として死に体となっている。
この腐敗しきった国内体制をユーロ・ブリタニアは「己の利益しか目に入らぬ愚民の集団」と揶揄し、『双貌のオズO2』劇中でも旧E.U.領のスペイン改めエリア24の総督となったマリーベルは、現地のレジスタンス組織「マドリードの星」を否定する発言の中で「E.U.の脆弱な政治」と言及している。作中には、こういった祖国の腐敗と堕落を憂うE.U.軍人も登場するが、彼らは極少数派であるために改革は行えなくなっている。それゆえに、一部の将官が企てる反乱に若手将校の多くが賛同することとなる。
「方舟の船団」を名乗るテロ組織による騒乱の後、かつてブリタニアから亡命したブラドー・フォン・ブライスガウの娘であるレイラ・マルカルが市民への演説を行い、さらにその死亡をジィーン・スマイラス将軍が発表したことでE.U.市民の士気は高揚し、改革派であるスマイラス将軍の臨時軍事政権がE.U.全域を掌握した。E.U.掌握後は東部方面軍を主力とした多数の地上戦艦やナイトメアを動員し、ユーロ・ブリタニア領へ侵攻したが旗艦の地上戦艦が撃破され、スマイラス将軍とクーデター派の主要将校が軒並み戦死したことによって軍事政権は崩壊し、元の共和制に収まる形となった。その後を描いた『双貌のオズO2』では、敗残兵が避難民を相手に略奪を行うという体たらくにまで成り下がっている。その一方、同じ時期を描いた『白の騎士 紅の夜叉』では、スマイラスの死後に軍部が彼の遺志を継いで徹底抗戦を訴える一派と早急に和平交渉を行うべきと訴える一派に分裂し、前者の方はE.U.を守るためならば自分達の犠牲も厭わないまでに激しく抵抗しているため、ブリタニア側もスザクを含めたナイトオブラウンズを投入して事態の打開を図った結果、『R2』劇中でも描かれているフランス州でのスザクの活躍による勝利によってE.U.が大国の座から転落していく様子が描かれている。
作中では、ブリタニア語やフランス語、ロシア語など様々な言語が使用されており、各地域ごとに様々な公用語が使われている模様。また、敵国の言語であるはずのブリタニア語が使われている経緯については、グレートブリテン島（イギリス）がE.U.の領土となっているためと推定される。
フランス州
E.U.の構成自治州の一つ。領内に首都パリが置かれているため、事実上E.U.の中枢国家。『R2』でドイツ州軍、イタリア州軍と共にブリタニア軍の攻勢を抑えていたが、敗北し降伏する。なお、フランス陥落をシュナイゼルは「講和がなった」と話しているが、後にオデュッセウスが「E.U.との戦争もまだ続いている」と発言しているため、中枢部のあるフランスが降伏してもE.U.はブリタニアへの抵抗を続けている。
パリ
E.U.フランス州の大都市であり、ユーロピア共和国連合首都。四十人委員会やE.U.軍の統合本部も置かれている。シテ島には日本人ゲットーが設置されており、数多くの日本人が閉じ込められている。『方舟の船団』によるテロの標的となり、ベルリンやジュネーブと共に市民達による暴動が発生した。
グランビル海岸
フランス州の海岸地帯。パンツァー・フンメルを軸とする陸上戦力を多数展開して、上陸作戦を展開するブリタニア軍を阻んでいたが、シュナイゼルの命を受けたスザクの駆るランスロットによってKMF部隊を撃破され、制圧された。
イタリア州
E.U.の構成自治州の一つ。R2序盤ではグランビル海岸でドイツ州軍との連携でブリタニアと戦闘を行っていたが、ドイツ州軍共々ランスロットに敗北する。E.U.がブリタニアに対して劣勢になるとE.U.を見限り、超合集国に参加する。
ドイツ州
E.U.の構成自治州の一つ。R2でのグランビル海岸での対ブリタニア戦闘に参加しており、戦闘でも攻勢に移っていたことから有利に展開していた。しかし、ランスロットの介入で敗北。州内のシュヴァルツヴァルトには、wZERO部隊の司令部兼駐屯基地であるヴァイスボルフ城が置かれている。
超合集国設立後も、E.U.に残留している。
ポーランド州
E.U.の構成自治州の一つ。E.U.がブリタニアに対して劣勢になるとE.U.を見限り、超合集国に参加する。『コードギアス 亡国のアキト』ではバルド三国が陥落したため、東ヨーロッパ戦線の最前線に位置する。ワルシャワ市内にはE.U.軍の東部方面軍主力が駐屯し、補給部隊のワルシャワ支局もあり、E.U.の重要拠点となっている。しかし、小説版では他の自治州から派遣されているE.U.軍兵士は「ポーランドという田舎の運命は知ったことではない」と考えているなど、ワルシャワ駐屯軍の士気は低い。そればかりか『方舟の船団』によるテロを口実に一部の部隊が前線から無許可撤退を開始しており、クーデター派の将校からは「烏合の衆」、シン・ヒュウガ・シャイングからは「腑抜けのユーロピア本隊」と酷評されている。
『白の騎士 紅の夜叉』では、ポーランド近郊に駐屯中だったブリタニア軍がヘンリック・ゲーラー率いるユーロ・ブリタニアの残党勢力に襲撃され、スザクたちがこれに対処した末にヘンリックたちを撃破した。
ワルシャワ
『亡国のアキト』第3章で、ピエル・アノウの嫌がらせでIDを抹消されて路頭に迷っていたレイラ・マルカルと日向アキトとwZERO部隊ワイヴァン隊のメンバーたち（佐山リョウと成瀬ユキヤと香坂アヤノ）が、旅の老婆達と出会った地。最終章でシンとスマイラスが戦死した後、それぞれの軍を除隊したレイラとアキトとワイヴァン隊のメンバーたちとアシュレイ・アシュラと戦死したヨハネ・ファビウスを除いたアシュラ隊のメンバーたちは、再会した旅の老婆達と共に共同生活を送っている。
トルコ州
E.U.の構成自治州の一つ。『コードギアス 亡国のアキト』の時点ではユーロ・ブリタニアの領土であり、コンスタンティノープルに聖ミカエル騎士団の本部が置かれていた。しかし、R2ではウクライナなどと共にE.U.に奪還された後、超合集国に参加する。
イギリス州
E.U.の構成自治州の一つ。ブリタニアの前身国家であった旧イングランド王国が、新大陸へ移った後に成立した。超合集国設立後も、E.U.に残留している。ロンドン市内地下には神根島同様の遺跡が存在し、アーカーシャの剣によるメンタル・ネットワーク接続時には大混乱に陥っていた。
『コードギアス 亡国のアキト』では、『方舟の船団』の陰謀による大暴動ではロンドンでバイオテロが発生したとの噂が流れていた。
グレートブリテン島
かつて旧イングランド王国の本土であった巨大な島。しかし、先述の革命によって王侯貴族が一掃されてからは島全域がE.U.の領土となっており、『亡国のアキト』の冒頭に登場する地球儀によると、アイルランド島を含む周辺の島も同様である。
なお、イングランドの後継国家でもある現在のブリタニアでは、既に領土ではなくなったこの島の地名を一部の兵器の名前としており、精神的には決して切り離されてはいない模様（グラスゴーやサザーランドやグレートブリタニアなどが該当する）。
ナルヴァ
E.U.のエストニア州の都市。ペテルブルク奪還に失敗したE.U.軍132連隊が包囲された都市。その後のナルヴァ撤退戦で132連隊は撤退に成功するが、都市は放棄されてブリタニアに制圧されたと思われる。
ベラルーシ州
E.U.の構成自治州の一つで、別名「白ロシア」。『白の騎士 紅の夜叉』では、後述のスロニムを含む地域をE.U.軍の徹底抗戦派のロメロ・バルクライ率いるE.U.第6軍集団（別名「ユーロピア共和国軍第6軍集団」）が抑えていたようで、国境付近の草原地帯に全戦力を展開して粘り強く抵抗を重ねていたが、ナイトオブラウンズの投入により第6軍集団は壊滅し、ブリタニアが占領した。なお、この戦闘にはスザクとルキアーノが参加しており、『R2』劇中で言及されている「白ロシア戦線での縁」は、まさにこれであった模様。
スロニム
E.U.のベラルーシ州西部の都市。『亡国のアキト』ではユーロ・ブリタニアに制圧されていたが、E.U.軍のγ作戦で一時的に奪還した。しかし、その後はE.U.の第103軍団の部隊展開の失敗でブリタニアに押し戻され、再度失陥した。都市内には、シャルル・ジ・ブリタニアの石像が新たに安置されていた。
アムステルダム
オランダ州の都市。パリのシテ島同様にゲットーが設置されており、収容された日本人たちの劣等感や不満が子供にも伝染した結果、強者が弱者を迫害するという極めて劣悪な状態に陥っている。『亡国のアキト』に登場するワイヴァン隊の成瀬ユキヤは、ここのゲットー出身者である。
シベリア
小説版に登場する地名。E.U.と中華連邦の国境線上であり、この土地からE.U.領と中華連邦領を跨がるサクラダイト鉱山が発見されたことから国境紛争に発展し、両国の対ブリタニア連合が霧散する原因となった。
『亡国のアキト』の小説版では、ペテルブルクがブリタニアに制圧され、E.U.軍第132連隊が占領地奪還に失敗したため、サクラダイト鉱山の失陥が決定的なものとなる。
エル・アラメイン
第一期のE.U.軍とブリタニア軍の戦争で、E.U.軍が攻勢に出ていた戦線。エジプト北部に実在する地名。小説版ではエリア18は、この近辺にあるとのこと。
ハンガリー南部の村
『双貌のオズ』における重要地点。かつては人口の少ない小さな村ながらも、自由を求めてギアス嚮団から脱走したオルフェウスとエウリアを村人たちは受け入れ、2人は幸せで穏やかな生活を手に入れた。しかし、V.V.の命を受けたオイアグロ率いるプルートーンによって村は襲われ、村人は虐殺された挙句エウリアも死亡し、オルフェウスだけが生き残るという惨劇の場となった。その後は住民が不在であることから地図に記載されない「地図にない村」と化すが、在りし日の名残として廃墟化した家屋やエウリアの墓標が残されている。
四十人委員会
ユーロピア共和国連合の国家運営を行う議会で国防の中核を担っている組織であり、作中では「国防四十人委員会」とも呼ばれる。E.U.設立時の組織をベースとしており、四十人委員会となっているが、現在の委員数は200名を超えている。
しかし、所属している議員や官僚は会議を連日のように行うことで安心感を得ているなど、組織そのものは迷走している。
ジュリアス・キングスレイの策略で引き起こされたE.U.全土の大暴動の最中には委員たちに臨時閣議の指示が出ていたが、多くの委員は政府の命令を無視してパリから逃亡し、スマイラス・ユーゲントからは「唾棄すべき奴ら」とまで称され、市民の信用を失う。レイラの演説による暴動停止とその後のスライマス将軍の扇動で、E.U.全域はスマイラス将軍の臨時政府による軍事政権に掌握されたため、委員会は機能を停止したと思われる。
スマイラスの戦死後は政権を回復したと思われるが、その後の情勢から何も変わってはいない模様。
中華連邦
皇歴世界の中国大陸では、王朝が健在なまま近代化革命勢力と権力統合を果たし「中華」の国号を得て、中央アジア、南アジア、東南アジア、一部イスラム諸国にも版図を拡大、「中華連邦」ができあがった。
ブリタニア皇帝シャルルから「富を平等にした中華連邦は怠け者ばかり」と批判されている共産主義国家。E.U.と同じくブリタニアと対立する二強国の一つであり、世界を支配する三極の一つ。
連邦制国家であり、中華連邦支配下の国々は州や軍区で構成されているが、E.U.のように行政や軍事も個別になっているのかは不明だが、各地に軍閥が存在する模様。
中国大陸を中心に朝鮮半島・インドシナ半島・インド亜大陸を領土とし、アジアの広範囲とシベリアの一部を支配している。首都は洛陽。また、その領土内には、極秘裏にギアス嚮団の本拠地が構えられていた。
天子を元首とする君主制国家だが、幼女である天子を傀儡にしている官僚集団「大宦官」を始めとする一部特権階級が専横を極めており、人民の多くは貧困と停滞に苦しんでいた。世界最大の人口を有する大国でありながらその実態は「老人」と例えられる程に国力が衰退してしまっていた。
小説版ではブリタニアの国力を10と仮定した場合、5の国力を持つとされている。連邦制も現在のブリタニアのような強引な領土拡大の結果、取り込んだ国々の不満を逸らす政策として始められたものである。E.U.と対ブリタニア同盟を結んでいたが、シベリアのサクラダイト鉱山の利権問題を原因とした紛争で霧散した（元々、民主主義国家だったE.U.と、君主制国家である中華連邦では主義主張が異なりすぎているため、対ブリタニア同盟の継続は難しかった）。
神聖ブリタニア帝国とは積極的に敵対していたわけではないが、関係は険悪であったとされる。日本がエリア11となってしまったことは中華連邦にとって喉元に刃を突き付けられていたことに等しいため、日本国内のレジスタンスに重火器からナイトメアフレームまで供給することでブリタニアに対する数々の妨害を行う。キュウシュウ戦役を引き起こす旧日本政府関係者の亡命を容認していたのも、将来的に日本を支配下に置くことを見越しての布石である。さらにエリア11の生産性を下げるために、イレヴンの間に麻薬「リフレイン」を密かに流通させていた。
E.U.がブリタニアに劣勢になると中華連邦首脳部はブリタニアに対して媚売りを始めるようになり、シュナイゼルの戦略指針「欧攻中交」により本編のオデュッセウスと天子の政略結婚、ブリタニアに対する中華連邦領土割譲と不平等条約締結に繋がっていったとされる。
「黒の騎士団」を率いるルルーシュは、C.C.を使者として送るなど早い段階から対ブリタニア戦略のために中華連邦と交渉の場を設けていたが、前述のリフレイン流通の件などもあり強く警戒もしており、中華連邦が日本に傀儡政権を立てるためにキュウシュウ戦役を起こした際にはランスロットに加勢して中華連邦軍を攻撃した。第2期では黒の騎士団の再建を急ぐルルーシュはギアスで中華連邦総領事・高亥を篭絡し、中華連邦との間に一種の同盟関係を築く。高亥の死亡後も代わって総領事館の実権を握った星刻と利害が一致したため、引き続き「黒の騎士団」の有力な同盟者となった。ゼロと星刻により大宦官を抹殺されて以降は連邦制が事実上崩壊し、各地の軍閥が中華連邦を割拠する事態となるが黒の騎士団と星刻の中華連邦軍が各地を平定し、旧中華連邦に属していた国々も独立。中華連邦自体は国号を「合衆国中華」に改め、超合集国の中枢を担う国家となった。
『双貌のオズ』では、民の劣悪きわまる生活環境の改善とそれに伴う内政の干渉をオデュッセウスが指摘し、シュナイゼルもこの体制の崩壊を政略結婚で防ぎ、中華連邦を懐柔する方針をとることになる。しかし、当時大宦官の悪政を正そうとする武官たちによる反体制勢力「紅巾党」の決起と「ピースマーク」から派遣されたテロリストによってシュナイゼルの暗殺未遂事件が発生するも、当時シュナイゼルの護衛に随行していた「グリンダ騎士団」の活躍でこれを鎮圧、中華連邦との関係を友好的に進めることに成功した。さらにこの事件で、「グリンダ騎士団」が保有する第七世代KMFとそれに連なる試作機の圧倒的な性能を目撃したシュナイゼルが、「ナイトオブラウンズ」や親衛隊クラスの精鋭騎士団を中心に量産化と専用機の配備を検討していくこととなる。
朱禁城
首都洛陽に位置する天子の居城。しかし、大宦官の専横によって事実上大宦官の居城と化していた。モデルは中華人民共和国に所在する旧王宮「紫禁城」。
咬龍之房
第1期にのみ登場した中華連邦の「首脳」の官邸らしき場所。中華連邦の指導者と思しき5人の中国服姿の政治家が集まっていた。第2期では咬龍之房は一度も出てこず、5人の政治家も登場しなかった。
蓬莱島
中華連邦領、黄海に浮かぶ潮力発電用の人工島。ゼロと大宦官の取引により、エリア11を脱出した黒の騎士団と日本人の居住地として貸与された。後に、合衆国日本の暫定首都となる。そして、超合集国設立のための超合集国憲章の批准式典会場にもなった。
『双貌のオズ』では日本人に貸与され、蓬莱島と名付けられる以前の経緯が描かれる。自然エネルギーを有効活用する上で潮力発電はとても効率的で優れていたが、それゆえにブリタニアと中華連邦の外交交渉で優位に立ちたかったシュナイゼルからはサクラダイトに依存しないエネルギー源であったことから「相手の懐に入れたくないカード」として白眼視され、秘密裏に破壊工作が進められるもオルフェウスの妨害で失敗に終わった。
天帝八十八陵
中華連邦に存在する、歴代の天子を祭る陵墓。しかし、今の大宦官による専横もあってその神聖さも消えかかっている。『R2』の中盤では、天子・蔣麗華を拉致したゼロ（ルルーシュ）と黒の騎士団がこの地に立て籠もって、黎星刻とブリタニア軍を迎え撃った。
インド軍区
中華連邦を構成する国の一つ。中華連邦より独立を図ろうとする勢力と、従来の関係を維持しようとする勢力が存在し、一枚岩ではない。前者にはラクシャータが属しており、黒の騎士団を援助している。まともなナイトメア開発能力を欠いている中華連邦において別格のナイトメア開発技術を有しており、ラクシャータが開発した紅蓮弐式などの高性能KMFを日本で製造し、黒の騎士団に提供した。一方で中華連邦軍が持つ高性能KMFはインド軍区内の中華連邦寄りの勢力が秘密裏に引き渡した神虎のみであり、中華連邦とは必ずしも技術共有していないことが窺える。超合集国の成立に伴い、中華連邦から独立して合衆国インドとなり、超合集国へ参加した。
『双貌のオズ』では、ブラックリベリオン後にブリタニア当局より逃れることに成功したカレンと卜部がインド軍区北西部のグジャラートに潜伏しており、ラクシャータから依頼を受けたオルフェウスが紅蓮弐式用の装備である「甲壱型腕」を届けるべくガナバティと共にカレンたちに接触するが、同時にカレンたちを追うブリタニア軍の特殊部隊「ブルーバロンズ」も既に現地入りしており、彼らの存在を感知していたオルフェウスとの戦闘の末、最後には加勢したカレンによってブルーバロンズは壊滅することとなった。また、現在でこそインド軍区は政治的に安定しているがかつては周辺国と戦争状態になっていたこともあり、辺境の山間部には当時の名残としてトーチカや地下壕を備えた軍事施設跡が残されている。
『双貌のオズO2』ではルルーシュによる世界掌握後、エリア24改めスペイン上空にあるダモクレス制圧のため、香港でコーネリアたちと打ち合わせをしていたオルフェウスやオルドリンに先駆けてピースマークやグリンダ騎士団の面々がムンバイ入りしており、民間用KMFを使用する競技団体ファイアーボールズも加わって、打ち合わせを終えたオルフェウスたちもムンバイにて合流してからは、決戦前の息抜きとばかりに一夜の宴を催した。
モンゴル州
中華連邦を構成する国の一つ。大宦官の粛正により混乱した際には、シャルルによる中華連邦への宣戦布告を受けたシュナイゼルの発案により国境線上にブリタニア軍二個師団が集結し、領土割譲を目的とした示威行為が行われた。その後、モンゴル州が超合集国に参加していることから失敗したと思われる。
『双貌のオズ』では、「モンゴル行政区」なる別名が登場。エリア11（日本）と同様にサクラダイトの産出地であり、小規模ながらもサクラダイトの鉱脈が発見された地域に町が作られたが、これに目を付けた現地で幅を利かせる軍閥を率いる将軍と手を結んだ、KMFで武装した野盗集団に狙われるという事態になるも、町がピースマークに出した救援のミッションを受けてやって来たオルフェウスとガナバディ、そして時を同じくして町を訪れていたネリスことコーネリアの手で野盗集団は壊滅され、町は安全と平和を取り戻した。ちなみにこの町は、ギアス嚮団から逃亡したばかりのオルフェウスとエウリアが一時期身を寄せており、それ故オルフェウスはより優先度が高いミッションがあったにもかかわらずかつての恩を返そうと、この町に赴くに至っている（ちなみに町の住民の1人も、オルフェウスのことを覚えており声をかけている）。
ペルシャ軍管区
中華連邦を構成する国の一つ。小説版に登場。大宦官粛清後に、黒の騎士団と中華連邦軍がブリタニアに抵抗しているE.U.との連携を図るために行った中東方面進出の際の拠点。既にE.U.領であったロシア、カザフスタン、グルジアがブリタニア軍に制圧されたため、中東方面からの進出を余儀なくされていた。カノンが「かつての中華連邦ペルシャ軍管区」と発言しているため、事実上中華連邦から独立した状態になっていたと思われる。
大宦官
中華連邦の事実上の支配者となっている官僚集団で八名の宦官で構成されている。中華連邦政府各省の代表たちで構成されており、幼い天子を祀り上げて中華連邦の政治を牛耳っている。私利私欲のために国内で圧政を敷いており、中華連邦の国力を衰退させている。天子をブリタニアに売り払うことで爵位を得て、中華連邦そのものをブリタニアに売り渡そうとするが、ゼロと星刻に敗北し、シュナイゼルからも見捨てられたため、全員が死亡した。
史実の宦官と同じく去勢されているが、中華連邦でその他の宦官が実在するのかは不明。

超合集国
合衆国日本と合衆国中華を中心に、複数の国家から構成される連合国家。ゼロの合衆国連合構想が実現した形となり、ブリタニアに対抗できるほどの国力を持つ。合集国憲章を批准することで超合集国に加盟することができ、憲章を批准している国家は47か国。武力面では「合集国憲章第17条」に基づいて各国家が武力を永久に放棄する代わりに、人員・資金提供を条件にどの国家にも属さない黒の騎士団と契約し、黒の騎士団が安全保障を担っている。これは、烏合の衆と化する各国家の軍隊の連携不足の問題を解消するといった側面もある。超合集国の決議は多数決で決める民主主義制となっているが、投票権は国の人口の多さによって比例しているため、大きな国であるほど多くの票をその国が持つことになる。
超合集国には、合衆国日本と旧中華連邦に属したアジアを中心に、旧E.U.を見捨てて脱退してきた東アフリカとヨーロッパの一部が加盟している。また、日本同様にブリタニアに制圧された国々の亡命政権も多数が参加している模様。
超合集国の設立により「死に体」となったE.U.は世界の覇権から脱落し、世界は超合集国と神聖ブリタニア帝国の二極化を迎えることになる。その後、ルルーシュが世界を征服して超合集国第二代最高評議会議長になったことでルルーシュに掌握・支配されてしまうが、ゼロレクイエムでルルーシュがゼロに討たれた後は再編成され、『復活のルルーシュ』でのナナリー拉致事件「ハシュベスの戸惑い」が起こるまではかつてない平和を謳歌していた。
合衆国日本
ゼロが建国を構想した国家。ゼロはユーフェミアによる日本人虐殺後の建国宣言で合衆国日本を日本の復活ではない新たな日本として建国するとし、「様々な人種と歴史、主義を許容する広さを持ち、強者が弱者を虐げないことを自負する国家」としての理念を打ち出している。
ブラックリベリオンでの敗北で頓挫したが、その1年後にゼロが復活し、ギアスで中華連邦総領事・高亥を篭絡したことにより、中華連邦総領事館の一室が一時的に合衆国日本の最初の領土となった。その後は黒の騎士団が総領事館から退去するまでの間、敷地全体が領土扱いになり、黒の騎士団を含む100万人の日本人が中華連邦に亡命して以降は蓬莱島を暫定首都に定めていた。
パール・パーティー
ラクシャータ・チャウラーがゼロレクイエム以降に率いるKMF開発チーム。ラクシャータが元々手掛けていた紅蓮系列に加え、ブリタニア製KMFの開発データを接収したことで、双方の技術を組み合わせた高性能機を開発できるようになった。人員も有能な人材が集められ、加苅サヴィトリ、ネーハ・シャンカール、シャンティなどが所属している。
イザヨイ
『新潔のアルマリア』に登場する、皇神楽耶の直属となる諜報機関。光和4年にキルギスで起こった政府軍と反政府デモ隊の武力衝突と、ここ最近戦闘が起こった場所に突如として現れては交戦中の全ての勢力を人的被害を抑えつつも、KMFといった兵器を戦闘不能レベルにまで破壊しては戦闘そのものを強制終了させる所属不明のKMF「ピュアエレメンツG」こと鞠熾天の調査のために、エージェントである宗賀ハクバとサトリ・リシリューを派遣する。なお、黒の騎士団とは別枠の組織ながら、劇中のハクバとジノとのやり取りを見る限り、組織間の関係は良好な様子。
ハシュベス
劇場版『復活のルルーシュ』に登場する、中東方面の一地域。中東方面での戦乱によって発生した難民が暮らす難民キャンプがあり、そこを慰問しようとナナリーとゼロ（スザク）が慰問車で向かっていたが、突如として現れた正体不明のKMFで武装したテロリスト集団によって襲撃され、そのまま消息を絶つ事件が発生する。その後、ハシュベスがジルクスタン王国との国境付近にあったことことから同国の関与が疑われ、超合集国による外交交渉と秘密裏での調査が行われる。
なお、この事件は発生地の名を取って「ハシュベスの戸惑い」と呼ばれるようになった。
ジルクスタン王国
劇場版『復活のルルーシュ』に登場する国家。国土の約9割が剥き出しの砂漠や荒野に加え、サクラダイトを始めとした物資にも乏しい小国。国王のシャリオが軍事を、その姉である聖神官シャムナが国の神事を担当して治めている。
元々は周辺国からの移民が豊かな水源に恵まれた土地に集ったことで成立していた国だったが、その水源が涸れたことにより貧困に喘ぐようになったため「優秀な兵士を育て上げ、傭兵として各国に派遣する」産業方針に転換し、いつしか『戦士の国』と呼ばれるほどの軍事国家に成長した。かつてはブリタニア帝国の大軍さえ退けたこともあり、シャルルも迂闊に手が出せなかった。また、兵士を傭兵として派遣していた経緯から、自国産の量産型KMFゲド・バッカ以外にもブリタニア、E.U.、中華連邦製など多様なKMFを保有しており、表沙汰にできない軍事行動の際に運用される。加えて、ギアス嚮団の分派ファルラフが国家中枢にあり、王家と軍上層部の多くはギアスの存在を認知・利用している。
皇暦まではブリタニアの各国侵略もあって国家運営に支障はなかったが、ゼロレクイエムによって世界平和がもたらされたことで軍需産業の需要が減った結果、生活の必需品であるエナジーフィラーの輸入にすら困るほどの経済的大打撃を受ける。これに対し、「Cの世界」への干渉によって世界を改竄することで国を救おうとしていたが、計画を主導していたシャムナとシャリオの死により頓挫し、残された国は超合集国への加盟という形で存続することになった。
嘆きの大監獄
ギムスーラ平原に存在する大監獄。思想犯や山賊を収容し、山賊上がりのベルク・バトゥム・ビトゥルが獄長を勤める。
最下層には、かつてCの世界へアクセスするために用いられたアラムの門が存在し、地下水に浸かっていたためにほぼ無傷で残っている。
ナム・ジャラ・ラタック
ジルクスタンにおける上官および王家への返礼。ブリタニアの「イエス・マイ・ロード」や「イエス・ユア・ハイネス」に相当し、大抵の場合返礼の際には片手もしくは両手で目を覆うのが礼儀となっている。
この他、オーストラリアが名称のみ作中登場する。

### 身分
ブリタニア皇族
現ブリタニア皇帝シャルルは108人もの皇妃を持つため、皇子や皇女は母親の違いによってミドルネームが異なる。ミドルネームが同じならば母親も同じであり、子供は第11皇子ルルーシュ、皇女ナナリーなど数名の存在が明らかにされている（そのほか、登場する皇族についてはコードギアスシリーズの登場人物#ブリタニア皇族を参照）。
皇族は、後述の騎士を持つことが可能である。『R2』の終盤で、第99代皇帝に即位したルルーシュの政策の一つである貴族制度の廃止によって、皇帝ルルーシュと皇女マリーベル以外は皇族ではなくなり、ゼロレクイエム後に第100代皇帝ナナリーによって皇族は廃止され、同時に帝政の終わりも宣言された。
皇位継承者
ブリタニアの次期皇帝の地位を受け継ぐことができる権利の持ち主。継承者は権利を返還することで、自身やその騎士の犯した罪などを赦されることもあるほか、諸事情により剥奪されることもある。第17位皇位継承者（ルルーシュ）や、第87位皇位継承者（ナナリー）の存在が確認されている。
R2劇中におけるシャルルの言によると、かつては次期皇帝の地位をめぐる血みどろの争いが展開され、シャルルとV.V.の母を含む多くの死者を出した。また、『双貌のオズO2』でのマリーベルの独白によると、今でこそ皇族は安定しているが、それは対立していた一族派閥を血祭りに召した上で成り立つ安定であり、皇族同士の争いが再び起こってもおかしくないとのこと。なお、マリーベル自身は自らが総団長を務める「大グリンダ騎士団」の強大な軍事力ゆえに皇族の中で優位に立っているが、それゆえに彼女の排除を目論む陰謀も企てられ、多くは彼女自身やライアーの手で事前に潰されるも、ブリタニア本国からエリア24へ空路帰還する途上で所属不明のKMF部隊が襲撃し、ライアーに返り討ちにされるという事件も起こっている。
『R2』終盤で、皇帝に即位したルルーシュの政策の一つである貴族制度の廃止によって、全てのブリタニア皇族は皇位継承権を剥奪された。
ブリタニア貴族
大公爵から武勲候までの以下7等爵プラス3階級の身分の者を貴族としている。英語表記は、公開されているブリタニア貴族の位に則り記述。現実世界における詳細は、爵位を参照のこと。
- 大公爵＝Grand Duke（グランド・デューク）
- 公爵 ＝Duke（デューク）
- 侯爵 ＝Marquess（マーキス）
- 辺境伯＝Margrave（マーグレイヴ）
- 伯爵 ＝Earl（アール）
- 子爵 ＝Viscount（ヴァイカウント）
- 男爵 ＝Baron（バロン）
- 騎士 ＝Knight（ナイト）

作中では貴族の階級であるとともにブリタニア軍においてナイトメアのパイロットになることで得られる。皇族の騎士は軍の階級と同一。
『コードギアス 亡国のアキト』では、ブリタニア貴族の一部は旧態依然としたブリタニアの貴族制を前時代的なものと考え、民主主義国家であるE.U.へ亡命したとあり、劇中に登場するE.U.の軍人であるレイラ・マルカルは元を正せば亡命貴族を実の両親とする人物である。
『双貌のオズO2』では、帝都ペンドラゴンのチェルディッチ国会議事堂を拠点とする貴族院議会が存在し、1千名を超える貴族出身の議員が属している。
また、各作品を総合すると、ブリタニア貴族はアッシュフォード家やアールストレイム家を筆頭にヴァインベルグ家やシュタイナー家、そしてジヴォン家のような「皇族に忠実な貴族」と、かつてのフランス革命を皮切りにヨーロッパを席巻した革命によって領地を失ったヨーロッパ貴族の末裔にして、宗主ヴェランス大公のもとで父祖の土地の奪還を目指す「ユーロ・ブリタニア」に二分される。なお、先述のレイラの生家であるブライスガウ家もかつてはヴァイスボルフ城を所有する家系であり、レイラは精神的にはともかく血縁上はユーロ・ブリタニアに属することになる。また、第1期時点で本国にいたカレンの父もユーロ・ブリタニアの貴族であり、カレンも血筋はユーロ・ブリタニアの貴族ということになる。
時系列上最も過去に位置している『漆黒の蓮夜』では、ブリタニア貴族同士の謀略戦といった形で貴族社会の暗部が描かれている。
本国もユーロ・ブリタニアも血統意識が強い貴族が多く、ナンバーズの枢木スザクやシン・ヒュウガ・シャイングへの罵倒が最たる例。ただし、シンの場合はユーロ・ブリタニアに拾われた後は貴族の養子として実績も立てていたので、スザクと比べて好意的な貴族が多い。
特権意識の強さゆえの奢りをルルーシュは軽蔑しているが、ロイドをはじめ人種や身分を振りかざさない貴族も少なくない。『R2』終盤で、第99代皇帝に即位したルルーシュの政策の一つである貴族制度の廃止によって、全てのブリタニア貴族は貴族ではなくなり、既得権益も奪われた一部の元ブリタニア貴族はルルーシュに対して各地で反乱を起こすが、スザクやジェレミア達によって全て鎮圧された。
なお、ヘクセン家など一部の貴族は当主か一族の者の経済手腕あるいはアッシュフォード家のような事業の運営などによって没落の危機を免れている。アッシュフォード家もその後の学園運営が行えていることから、皮肉なことに没落して学園運営のみに留められていた事業やガニメデの特許料が完全な没落を防ぐ要因となった。
武勲候（Knight of honor, ナイト・オブ・オナー）
公の階級として分類されていないが、騎士侯は一代限りの貴族として扱われ、最も下の階級となる。平民であっても、国家功労者など一定の条件（めざましい業績を上げるなど）をクリアすれば騎士侯になれる。ヴィレッタやマリアンヌがこれにあたり、ユーフェミアの選任騎士となったスザクは名誉騎士侯と称された。

騎士
本来は皇族が護衛役として1名選ぶことのできる選任騎士のことで、それらの多くがナイトメアパイロットでもあったため、一般的にナイトメアのパイロットのことを呼称するようになった。劇中の選任騎士はギルフォードとスザクが確認されている。このほかにも、『コードギアス 双貌のオズ』にはグリンダ騎士団の筆頭騎士であるオルドリン・ジヴォンとライアー（オルフェウス・ジヴォン）とウィザード（オイアグロ・ジヴォン）が、団長のマリーベル・メル・ブリタニアの騎士も兼ねている。
ナイトオブラウンズ
皇帝直属の騎士にして帝国最強の12騎士。ラウンズ達は固有のカラーを持ち、専用KMFとそれを開発する研究チームを所有しており、高性能だけでなく特色が盛んである。称号保持者は敬称としてナイトオブ〜と呼ばれ、スザクは第7席なのでナイトオブセブンと呼ばれる。
ナイトオブワン以外に上下関係はなく、実力と忠誠のみが問われており、構成員の中には女性や子供もいる。また、空席のナンバーもいくつか存在する。ナンバーズ出身は枢木スザクのみ。頂点であるナイトオブワンは植民エリアの1つを持つ権限を与えられており、スザクはその特権でエリア11を貰うつもりでいた。
『コードギアス 亡国のアキト』に登場する聖ミカエル騎士団総帥ミケーレ・マンフレディは元はナイトオブツーであったが、ヴェランス大公への忠誠心からラウンズの称号を返上し、ユーロ・ブリタニアに転籍した。
第二次トウキョウ決戦でルキアーノが戦死し、ルルーシュの即位後は別行動していたアーニャとノネット以外の4人がルルーシュの即位に異議を唱えて反旗を翻すが、ジノ以外は戦死する。その後、ゼロとなったスザク以外にジノとアーニャ、グリンダ騎士団諸共シュナイゼルを離反したノネットの4人が、ゼロレクイエム完遂時に生き延びていた。
ブリタニアの騎士の中でも皇族に次ぐ高い権限を持ち、ユーロ・ブリタニアの四大騎士団長も同等の権限を有する。
語源はアーサー王伝説に登場する12人の「円卓の騎士(Knights of the Round Table)」。
ナイトオブゼロ
第99代皇帝ルルーシュが、自身の選任騎士となったスザクに与えた地位。ラウンズを超えるラウンズとしての権威の高さを持つ。

平民 / 庶民
皇族や貴族、騎士ではない一般のブリタニア人。市民権や渡航の自由などはあるものの、皇帝への謁見が許されるといった特権の類は存在せず、何らかの功績で先述の騎士侯に出世しない限りは上司の貴族に仕える部下という立場でしかない。
一般人と皇族や貴族との間には思考や物腰などで大きな温度差があるが、皇族に生まれながら日本に送られたのを経て平民としての人生を歩んだルルーシュとナナリー、貴族の家に生まれながらロイドとの結婚ではなく自分で働く道を選んだミレイのように、庶民的な思考や常識を持つ者も存在する。一方、『R2』劇中ではアッシュフォード学園に入ったジノとアーニャが「貴族と庶民の常識の違い」を露骨に示し、ピクチャードラマ内でもこの点について触れられている。
『双貌のオズO2』では先述の通り、貴族院議会が存在することで貴族が参政権を有するのが明かされているが、平民が参政権を有しているかは不明である。この他にも、オデュッセウスが一般庶民の中でも特に貧しい子供たちの教育基準低下を防止すべく就学助成プログラムを立ち上げ、帝立校の寮と学習機会を与えるといった政策を行っており、グリンダ騎士団のソキア・シェルパがこれに該当する。

名誉ブリタニア人
各エリアの住民が、役所に行って試験など特定の手続きをすると得られる称号。ナンバーズと比べ、生活面ではある程度の自由や身分を保障されるので、希望者は多い。ナンバーズの間では「祖国の誇りを捨てた裏切り者」という考えが一般的であり、ブリタニア人からもナンバーズという理由で迫害されるので、双方の間では肩身が狭い立場でもある。なお、携帯電話については反乱防止のために持てない（小説版より）が、咲世子はアッシュフォード家からの特別貸与、スザクはナイトオブセブンであるがゆえ、それぞれ特例として許可されている。
第1期序盤のスザクを見る限り、名誉ブリタニア人にはブリタニア軍へ入隊する資格が認められているが、スザクに関しては一般歩兵と同様の基本装備一式こそ与えられていたものの、銃器の類は実戦任務の場であっても支給されず、特派入りをするまでは事実上の捨て駒に近い扱いをされていた。また、ブラックリベリオンに際して軍内の名誉ブリタニア人からなる将兵多数が黒の騎士団に合流していることから、彼らも軍内ではスザクと同様の扱いを受けていた模様。
皇族あるいは貴族に直接仕える名誉ブリタニア人はブリタニア人とほぼ同格の扱いをされるようで、ナイトオブラウンズになったスザクと『双貌のオズ』でジヴォン家に仕えているトト・トンプソンが該当する。
ナンバーズ
ブリタニア人が占領下の住民を総称して呼ぶ言葉。エリア11の住民（日本人）をイレヴンと呼ぶように、エリアナンバーで呼称される存在であることから来る蔑称でもある。ブリタニアの階級制度では一般ブリタニア人よりもさらに下の最下層に位置しており、原則として国外への渡航権は認められておらず、ブリタニア本国や他の属領へ往来する権利も認められていない。また、戸籍上ブリタニア人である混血も若干の差別対象となっており、第1期ではクォーターである画家の絵が美術館から撤去されている。
ブリタニア人がナンバーズに暴力をふるうことは特に罰せられないが、自己防衛のためであってもナンバーズがブリタニア人を少しでも傷つけると、それだけで懲役刑となる。犯罪を犯したナンバーズに対する刑罰は大変重く、第1期ではカレンの母がリフレイン所持・使用の罪だけで懲役20年の刑が下された。また、第1期ではブリタニア軍に捕らえられた藤堂や、R2ではスザク暗殺を目論むも失敗して捕らえられたイレヴンの暗殺者に対して早々に死刑が確定した。
ルルーシュによるナンバーズ解放政策により、長らく続いた圧政から解き放たれ、イレヴンが日本人に戻るなど民族本来の名を取り戻した。
紅月カレンやシン・ヒュウガ・シャイングも元はナンバーズだが、カレンはハーフであり貴族の父に引き取られたことでブリタニア人国籍を得ており、シンの場合はエリア11成立以前にユーロ・ブリタニアに拾われた後、貴族の養子となったことでエリア11成立後もブリタニア貴族として扱われており、スザクもラウンズ就任後はロイドが後見人を務めている。この事例から、ブリタニア貴族が後見人を務める、あるいは養子縁組を結んだナンバーズは、ブリタニア人と同等の扱いを受けられる模様。

### 名称・呼称
オール・ハイル・ブリタニア
ブリタニア軍人を中心にブリタニア人が使用する「ブリタニア万歳」を意味した言葉。
なお“All Hail Britannia!!!”は神聖ブリタニア帝国国歌のタイトルでもあり、ブリタニアでの重要な式典（クロヴィスの国葬）などで演奏される。歌詞全文および日本語訳はO.S.T第1弾に掲載されている。
イエス・ユア・マジェスティ（Yes, Your Majesty.）
ブリタニア皇帝に対する「了解」の意を込めた返事。「はい、陛下」あるいは、もっと意訳すると「御意」となる。『R2』では、ジェレミアが皇帝に即位する前のルルーシュに対しても使っている。
イエス・ユア・ハイネス（Yes, Your Highness.）
ブリタニア皇族に対する「了解」の意を込めた返事。「はい、殿下」。
イエス・マイ・ロード（Yes, My Lord.）
ブリタニア軍人が上官に対する「了解」の意を込めた返事。「はい、我が主」あるいは、もっと意訳すると「はい、閣下」となる。
オレンジ
ゼロ＝ルルーシュが護送中のスザクを救出しようとした際、ジェレミアに対し「公表する」と脅した謎の単語。単なるハッタリであったが、その後ギアスに操られたジェレミアはゼロを全力で見逃してしまったために「オレンジ疑惑」として勝手に一人歩きしてしまい、軍の疑惑を招く。以後、ジェレミアの蔑称となった。公式サイトでも「全力」共々、ネタとして定着している。ルルーシュに忠誠を尽くすようになってからは、ジェレミアは「オレンジ」という名前を「忠誠の名前」と称している。
ブリキ野郎
日本人が呼ぶ、ブリタニア人の蔑称。名前の由来は「ブリタニアの鬼畜野郎」を略した「ブリ鬼野郎」や「（KMFという）ブリキに乗って攻めてくる奴ら」を指した「ブリ機野郎」の意味としても使われる。
イレヴン
ブリタニア当局や一般的なブリタニア人が、名誉ブリタニア人ではない日本人を呼ぶ際の正式名称。日本人にとっては蔑称であり、名誉ブリタニア人でもこの名前で呼ばれることも多い。

### 組織

#### エリア11（日本）
黒の騎士団
サイタマゲットーでゼロが一時的に指揮した「ヤマト同盟」の一方的な敗北を機に、シンジュクゲットーで反ブリタニアを掲げ抵抗活動を行っていた「扇グループ」を中核にゼロが組織した。日本解放戦線壊滅後のエリア11における最大の反ブリタニア勢力である。結成初期のアジトは大型居住空間付きの車輌（元の持ち主にルルーシュがギアスをかけて自分に譲らせたもの）で、騎士団の国外追放後は中華連邦にある蓬莱島を拠点としている。活動初期にはキョウトから提供されたKMFや艦船の他、ブリタニアから奪取したガウェインを保有運用していたが、R2では紅蓮を残しそのほとんどが失われ、ラクシャータが新たに開発した暁や斑鳩などの新型兵器を主戦力としている。超合集国の建国に伴い、星刻ら中華連邦（合衆国中華）の人材を加え、世界的にはどの国家にも属さない武装集団という立場で人員・資金提供を条件に超合集国と契約した結果、超合集国において最大の武力組織へと発展した。
ホテルジャック事件で「日本解放戦線」の強硬派から、人質にされていたブリタニア人救出後、ゼロにより世間へその創設が宣言された。「武器を持たない全ての者の味方である」とし、強者が弱者を一方的に殺すことを否定している。以後、法で裁けない悪を一方的に断罪していったため、多くのイレヴンや一部ブリタニア人の支持を受け、入団希望者を増やし組織を拡大している。メンバーは黒い制服を着用し、活動時には黒のバイザーと帽子で素顔を隠している。ラクシャータ入団後は、インド軍区の潜水艦を入手し遠征活動も行っている。
第1期サブタイトルに描かれている紋様は黒の騎士団のエンブレムであり、エースパイロットのスーツの左胸にも描かれている。
第二次トウキョウ決戦の後、斑鳩に外交特使として来訪したシュナイゼルにより、ゼロの正体がブリタニアの元皇子ルルーシュであること、ルルーシュの持つギアスの力についての情報が暴露されたことで、前々からゼロに疑惑を抱いていた者を含めてゼロに対する不信感が増大し、ルルーシュの排除が決定され、超合集国を含む外部に対しては、ゼロは第二次トウキョウ決戦での負傷の末に斑鳩艦内で治療の甲斐なく死亡したと虚偽の発表がなされ、ギアスに関する情報は隠蔽されたが、ルルーシュはロロの助けで逃げ延びた。
それ以降、黒の騎士団は扇や星刻たち幹部を中心に運営されていくが、皇帝に即位したルルーシュによって神楽耶や天子を始めとする超合集国の首脳陣を人質に取られたため、不利な状況に追い込まれてしまい、苦肉の策としてシュナイゼル率いる反ブリタニア勢力と同盟を結ぶことになるが、ルルーシュの用意した様々な策の前に翻弄され、最終的にはダモクレスをルルーシュが奪取したことによって形勢が逆転し全面的に降伏、その後はC.E.O.の座を得たルルーシュに乗っ取られてしまう結末となった。
劇場版では、ギアスとゼロの素性に関する事実を明かされる点は同様であったが、扇たちはゼロを見限りきれずに事実確認をした上で、処遇を決めるつもりでいた。しかし、シュナイゼルからギアスを使われる可能性を示唆された結果、ゼロは逃走し、一連の出来事は扇たちも乗せられたという疑念を抱き続けたまま最終決戦へ望むことになり、結果としてシュナイゼルの作った波に流される結末となった。その後、ゼロレクイエムによってルルーシュがゼロに討たれて以降は、コーネリアやギルフォードやジノといった旧ブリタニア軍の軍人たちも黒の騎士団に参加していることが『復活のルルーシュ』で明らかになった。
扇グループ
後に黒の騎士団の母体となる、扇要をリーダーとした反帝国グループ。メンバーにはカレン、玉城、井上、南、吉田、杉山、永田などがいる。かつては、カレンの兄・ナオトがリーダーを務めていた。メンバーは赤いヘッドバンドを身に着けている。小説「朱の軌跡」では、料理が趣味だった真田、世話好きだった門倉、女性恐怖症だった山崎、元女子バスケ日本代表だった小笠原など、作戦中で死亡してしまった人物をカレンが思い出すシーンがある。
日本解放戦線（にっぽんかいほうせんせん）
ナリタを本拠地とし、ブリタニアの侵略後に旧日本軍の軍人を中心に組織され、黒の騎士団が組織される以前はエリア11最大の反ブリタニア勢力だった。小説版によれば兵力は7000人、KMFは40〜50機、多数の戦闘車両を保有し、規模は軍隊の旅団から師団規模にまで及んでいる。本拠のナリタは要塞規模の施設になっており、他のレジスタンスとは一線を画している。軍事教訓と実戦経験を持つ軍人が主力であるため実力は高く、エリア11各地で勢力圏を有してブリタニアの侵入を拒むに至り、コーネリアからも警戒されていた。
片瀬をリーダーとし、藤堂や四聖剣らを客分として擁している。草壁一派のような強硬派と片瀬や藤堂が属する慎重派に別れ、一枚岩の組織では無かった。ナリタ攻防戦で弱体化した後、片瀬の死を機に壊滅する。壊滅時のゼロの関与に関しては、公にされていない。
その後、生き残りである藤堂と四聖剣は黒の騎士団に加入し、日本解放戦線の残党のほとんどは黒の騎士団に吸収された。『黒のアルビオン』では、同じく元日本解放戦線所属で黒の騎士団に加入した古仁科諒が登場している。
『双貌のオズ』では、中華連邦モンゴル行政区の町を狙う、無頼・鋼髏・サザーランドといったKMFで武装した野盗集団が登場しており、野盗集団を壊滅したピースマークのオルフェウスは、無頼を主力としていることから野盗集団は日本解放戦線の残党であると推測している。
日本革命軍
『復活のルルーシュ』の前日譚『黒のアルビオン』に登場する武装集団で、坂東森をリーダーとする日本解放戦線の残党で構成されている。草壁徐水を死に追いやったゼロに反感を抱いており、藤堂や四聖剣や古仁科諒とは違って黒の騎士団に加入することなく、ゼロレクイエム後まで地下に潜伏し続けていた。
反ブリタニア武装勢力
反ブリタニアを掲げ、日本各地でレジスタンスをしている武装組織。上述の「日本解放戦線」「扇グループ」を始め、中部地区の「サムライの血」、サイタマゲットーの「ヤマト同盟」等といった組織が存在する。
『奪還のロゼ』では、ホッカイドウブロックを占拠したネオ・ブリタニア帝国に対抗する為のレジスタンス組織「七煌星団」や「北狼軍」、「東の暁旅団」が存在している。
キョウト
旧財閥系家門であり、皇神楽耶を頭首に、桐原泰三、刑部辰紀、公方院秀信、宗像唐斎、吉野ヒロシの5名が重鎮となり組織された、エリア11の秘密結社。本来は枢木家もキョウト六家の1つだったが、ゲンブが亡くなり、一人息子のスザクは絶縁状態にあるためキョウト六家から外されている。ブリタニアへの抵抗活動を行っているエリア11の複数の組織へ、兵器などの支援を行っている。日本解放戦線が壊滅後、主な支援の対象を黒の騎士団へと移す。
表向きは、内政省の管理下でエリア11の自治を司るイレヴンの代表団「NAC」として一部のブリタニア官僚とも関係があり、利益供与を行う代わりに組織の活動を半ば黙認させていた。総督府内の会議で、NACがキョウトである疑いが濃厚とされたことで、結社の実態がブリタニア側に明らかにされ、ユーフェミアの「行政特区日本」宣言を切っ掛けに証拠を抑えられる。これによってキョウトと繋がっていたブリタニア官僚は摘発され、桐原もダールトンから黒の騎士団への支援を取り止めるよう恫喝される。しかし、ユーフェミアによる虐殺後、黒の騎士団を指揮下に置こうとしたが、逆に吸収された。
その後、ブラックリベリオンの敗北で神楽耶を除く全員が捕縛され、処刑された。
主義者
本作品では、「ブリタニア人でありながらブリタニアの政策に反対する人間」を指す。ルルーシュ、ディートハルト、そして皇族では少ないがユーフェミアらがこれにあたる。『双貌のオズ』にて、本編では描写されていないが主義者が大勢いたことが明らかになっており、加えてブリタニアに対してテロ行為に及んだ者はブリタニア当局の方針により厳しく処断される様子も描かれている（「タレイランの翼」のリーダーであるウィルバー・ミルビルは博士号を持つ貴族であるが、テロ行為の首謀者として「死罪は免れない」と言及されるなど）。
民族主義
本作品で、主に日本人は日本など祖国解放のために戦うのを絶対とする主義として用いられる。強硬的な姿勢を取るレジスタンスの中にはブリタニア人全ての排斥を掲げる組織もあり、中にはブリタニア人との交流も裏切り扱いするなど極端思考の者も存在する。カレンや扇も名誉ブリタニア人には否定的見解が強いが、全く理解が無いわけでなく藤堂や「四聖剣」も民族主義者ではない。
『双貌のオズ O2』に登場する「マドリードの星」のリーダーであるフェルナンド・ノリエガと妹のマリルローザは『ユーロ・ブリタニア』貴族とツーフォーのハーフとはいえ、スペイン至上主義ではなく純血のツーフォー達の信頼も厚く、純血のブリタニア人であるオルドリンの加入についても（彼女が元々マリルローザと親しかったこともあったが）寛容であった。

#### ブリタニア帝国
親衛隊
皇族の選任騎士を中心に構成された部隊。
RPI
皇立機甲歩兵に当たるKMF。Royal Panzer Infantryの頭文字の略称。劇中では主に、サザーランドといった量産型のKMFの形式番号の一角を成している。
『奪還のロゼ』では、ネオ・ブリタニア帝国の主力量産機であるカムデンの形式番号にも入っている。
特別派遣嚮導技術部
略称は特派。シュナイゼルが管轄するブリタニア軍の技術部。ランスロット、ガウェイン、アヴァロンの開発を行った。ロイドを筆頭に数人の技術者らがエリア11にて活動。セシルの他、デヴァイサーとしてスザクも所属。
スザクがナイトオブラウンズの一員となってからは、スザク専属のKMF開発チーム「キャメロット」へ発展解消した。
純血派
ブリタニア軍はブリタニア人のみで構成されるべきという思想を掲げるブリタニア軍人の総称。純血派に属するメンバーは制服に純血派の印（赤い羽根モチーフの飾り）を付けている。サザーランド（純血派仕様）に搭乗する。クロヴィスの死後に一時は実権を握るも、枢木スザク強奪事件が切っ掛けで失墜。部隊としては残るも、コーネリアの総督着任後は閑職に置かれる。ナリタでの戦いでメンバーの多くを失い、事実上解散する。
グラストンナイツ
コーネリア軍所属の、5名からなるエリート騎士。いずれも仮面を着けており、本国からエリア11のブリタニア軍再編のため呼び寄せられた。アンドレアス・ダールトンが身寄りのない子供を引き取り育てた養子たちの中で、軍人となった5人を集めて構成されたエリート騎士集団。それゆえに彼らもダールトンへの忠義が厚い。DVD収録のピクチャードラマでは、ダールトンは彼らを息子たちと呼んでいる。語源はアヴァロンの候補地「グラストンベリー」。
機密情報局
略称は機情もしくは機情局。皇帝直属の組織でR2より登場。C.C.の捕獲が目的で、記憶を失ったルルーシュの監視を行い、C.C.がルルーシュと接触する機会を窺っていた。アッシュフォード学園にて教師に成り済ましている他、ヴィレッタ率いる部隊はルルーシュの部屋や学園敷地内各所に監視カメラを設置しており、学園の図書室から隠しエレベーターで下った先にある地下室に司令部を設置している。学園敷地外での監視を担当する「カルタゴ隊」（TURN3のヴィレッタ達の会話より）は、バベルタワー内での戦闘で全滅している。
「カルタゴ隊」の全滅以降は学園敷地外での監視もヴィレッタの指揮下で行われるが、記憶を取り戻したルルーシュに翻弄された末に司令部の位置を悟られ、ギアス嚮団から派遣されていたロロもルルーシュに篭絡される。ヴィレッタ以外の全局員は「ルルーシュとロロに関するイレギュラーを見逃す」ギアスを掛けられ、ヴィレッタも扇との件で脅迫されたために事実上無力化された。これに伴い司令部はルルーシュのアジトと化し、黒の騎士団との通信回線も構築された。また、学園敷地外で拠点としていた水族館も蜃気楼の駐機所となる。
ジェレミアが学園敷地内に現れた際に、局員の一部がジェレミアと交戦の上で死亡。その後、シャーリーの死を機にルルーシュ＝ゼロの疑惑をさらに深めたスザクが司令部に直接乗り込んで調べた末、局員がギアスの支配下にあることを突き止められた。その後、皇帝に即位したルルーシュが超合集国への加盟のためにアッシュフォード学園を訪れることになった際には、これ以上悪用されないためにヴィレッタによってアッシュフォード学園に仕掛けられた機密情報局のシステムは全て停止された。
グラウサム・ヴァルキリエ隊
ナイトオブテン・ルキアーノ直属の15から25歳の女性たちで構成される部隊。劇中では、単にヴァルキリエ隊とも呼ばれる。ピンクにカラーリングされたヴィンセントに搭乗する。この部隊にはキューエルの妹のマリーカや、その先輩のリーライナ・ヴェルガモンが所属し、2人ともコーネリアの侍女を務めた経験を持つ（小説版より）。第二次トウキョウ決戦で、カレンが乗る紅蓮聖天八極式の攻撃を受けて全滅。『双貌のオズO2』では、マリーカのみが許嫁のレオンハルト・シュタイナーに救われて生還、以後グリンダ騎士団に所属する。
ブリタニア軍内では「優秀な女性騎士揃いの部隊」として知られているようで、『白の騎士 紅の夜叉』では第二次トウキョウ決戦において、カレンが駆る紅蓮聖天八極式の攻撃によって部隊が一瞬で壊滅状態になったのを目の当たりにしたシュネーが驚愕する様子が描かれている。
トロモ機関
カンボジアを拠点とするシュナイゼル配下の機関。シュナイゼルの命により、天空要塞ダモクレスを開発・建造した。シュナイゼルがルルーシュと対決する姿勢を見せた際、篠崎咲世子を含む機関員の一部が脱走してルルーシュの元へ情報を提供した。

### ギアス関連
ギアス嚮団
ギアス能力者を誕生・研究するべく、シャルルが結成した秘密組織であるとされている。あくまで武装組織ではなく、被検体であるギアス能力者と研究員で構成されている。しかし、数百年前ギアスのコードを授かったころのC.C.の回想シーンで既に、史実のカトリック教会の十字架がギアスのシンボルマークに入れ替わった体裁で描写される「嚮会」が登場しており、その嚮会の修道女こそがC.C.の先代コード保持者であった。
最高権力者である嚮主にはC.C.のような不老不死のコードを持つ者が祀り上げられ、マリアンヌの死後はV.V.がC.C.の跡を継いで嚮主となっている。その存在は一般には徹底的に秘匿されており、嚮主が代替わりすれば本部そのものが丸ごと移動される。V.V.が嚮主となってからは、中華連邦領土内に本拠地を構えていた。
内部には思考エレベーターが存在する黄昏の間に通じる、黄昏の扉と呼ばれる石扉が存在し、ここを通じて皇帝直轄領とされたギアス関連の遺跡に行き来することが可能。
シャーリーがギアスに翻弄され命を落とした事に憤慨したルルーシュの命により、黒の騎士団零番隊の手で急襲、本拠地内にいた研究員・実験体は徹底的に抹殺され、施設も破壊、完全に殲滅された。
第二次トウキョウ決戦の最中に嚮団の生き残りはシャルルに付き従い、神根島に入ったが、スザクとシャルルが対面した際に死亡している描写がなされており、これが嚮団に関連する最後の描写となっている。
ファルラフ
ギアス嚮団の分派にあたる組織であり、ジルクスタン王国を拠点としている。C.C.が嚮主だったころ、300年以上前に別れた組織でC.C.やV.V.と違うコード継承者をトップとしていた。
現在はシャムナがコードを継承しており、ジルクスタン王国の指導者と兼任している。詳細は不明だがジルクスタン独自の宗教組織として存続し、祈りの際にはジルクスタンの返礼と同じく両手で手を覆う。
思考エレベーター（アーカーシャの剣）
シャルルが普段身を置いている、神殿のような仮想空間の名称。その実態はシャルルがラグナレクの接続を成し遂げるために作り出した、人間の思考に干渉するシステムそのものを指す。シャルルは「神を殺す武器」と形容している。
ルルーシュの操る蜃気楼により一度破壊されるが、その後で神根島の遺跡に残されたシステムにより修復され、機能を復旧する。しかし、ルルーシュが集合無意識に「時の歩みを止めないでくれ」というギアスをかけて結果的に殺したことで思考エレベーターは完全に崩壊し、シャルル達の計画は阻止された。
Cの世界
生死に関係なく、人の心と記憶が集まる世界（集合無意識）。シャルル、V.V.、マリアンヌらからは「神」と呼ばれている。
ルルーシュが神にギアスをかける形で殺した結果、Cの世界の法則そのものが乱れてルルーシュがシャルルからV.V.のコードを意図せずに継承しながらもギアスを使用できるほか、シャムナの先読みのギアスがコード継承に伴って変質するなどの事態が起こる。他にも、シャルルとマリアンヌの欲望の残滓が楔となって、人々の意識を押し留める事態になる。さらにコード継承者のC.C.でさえ、門を使わねばアクセスできない状態になった。
ラグナレクの接続
シャルルやV.V.が幼少時より悲願としてきた、「嘘のない世界」を創生する計画。思考エレベーターで人間の思考＝Cの世界に干渉し、不老不死のコードの力を使って全人類を集合無意識へと回帰（個人の意識と全人類の意識を強制的に共有）させるというもの。接続が完了すると、全人類が他人に思考をさらけ出す状態となり、さらにはCの世界に残る、過去に死んだ人間の記憶や思念までもが感知できるようになるとされていた。また、バトレー・アスプリウスも部下からの報告で、この計画に気付いていた。
C.C.、V.V.のコードが揃ったことを期にシャルルによって計画が開始されたが、ルルーシュがCの世界そのものにギアスをかけたことで計画は潰えることとなった。
ラグナレクとは北欧神話において神々と巨人族が争う世界終末戦争を指し、神々の黄昏ともいう。

### 事件
本編開始前
厳島の奇跡
7年前の日本占領戦において、唯一ブリタニアが黒星を付けられた戦い。藤堂が「奇跡の藤堂」と呼ばれる由縁でもあるが、実際には藤堂の情報分析・指揮の能力によってもたらされた勝利である。戦後に「奇跡」という名が一人歩きし、日本解放戦線をはじめ一部の日本人が藤堂に過剰な期待を寄せることとなった。
小説版『亡国のアキト』では、以前から流体サクラダイトによる神風を行っていた日本人がこれに触発されて「藤堂に続け」と十代の女学生や果てには正規軍の一個師団が基地ごと自爆するという事態にまで発展し、奇跡を起こした本人である藤堂を苦しめ、さらに戦後もゼロが現れるまではこの方法によるテロが横行し、ブリタニアを始めE.U.などの諸国から「イレヴンは死ぬことが大好きな民族」という偏見を植え付けることとなる。ただ、なぜ「神風」という言葉が存在するのか、なぜその名の戦術の誕生時には有名にならずに「厳島の奇跡」以降にのみ有名となったのか、などについては全く説明が無い。
極東事変
皇暦2010年に起こった、神聖ブリタニア帝国による日本侵攻を指す（この名称は小説版で初出）。『R2』では、第二次太平洋戦争と呼ばれた。
この戦争は、KMFが初めて大々的に実戦投入された戦争であり、ブリタニア軍のグラスゴーが日本本土での地上戦で、従来の装甲戦闘車両を運用する日本軍を相手に優位に戦闘を展開したことから、これ以降ブリタニアではKMFの開発により一層力が入れられ、E.U.や中華連邦でもKMFの開発がスタートし、果ては正規軍に比べて人員や資金面で小規模な反ブリタニア勢力においてもKMFが鹵獲機・独自改良機を問わず、主戦力として扱われるようになった。
『双貌のオズ』においては、開戦当初の日本周辺海域の制海権を巡る戦いでブリタニアの海軍力がかなりの犠牲を払いながらも制海権を確保するが、主戦場が日本本土に移るや実戦投入されたグラスゴーが猛威を振るい、KMFが地上戦、とりわけ市街地戦で有効な兵器であることが証明された。
小説版『亡国のアキト』では、開戦前の日本とブリタニアの関係は悪化していたが、シャルルがゲンブにルルーシュとナナリーの身柄を送ったことから日本国内ではこの動きから「まだ全面戦争は回避できる」との希望的憶測が生まれ、これが結果として日本が一丸となってブリタニアとの戦争に備えるのを阻み、ブリタニアが勝利を得る一因となったとされる。
本編開始後
シンジュク事変
クロヴィス総督時の、レジスタンスによるC.C.（公式には毒ガス）強奪からクロヴィス暗殺までの事件。一連の戦闘によって、比較的復旧が進んでいたシンジュクゲットーは人的・物的共に大被害を受けた。
枢木スザク強奪事件
通称「オレンジ事件」。クロヴィス暗殺の実行犯として逮捕された枢木スザクの軍事法廷へ送られる際に暗殺の真犯人であるゼロが現れ、純血派がゼロに枢木スザクを引き渡した事件。これにより純血派は解散を余儀なくされ、ジェレミアが「オレンジ」と呼ばれることとなり、さらにこの事件を皮切りにゼロが世間に広く知れ渡ることになった。
ホテルジャック事件
コーネリア総督時、劇中で起こった日本解放戦線によるホテルジャック事件。サクラダイト生産国会議の会場であった河口湖コンベンションセンターホテルを草壁率いる日本解放戦線強硬派が襲撃し、民間人を含む多数の人質を確保して篭城した。最終的には、黒の騎士団の介入で草壁が自殺し、事件は解決、事件終結直後にゼロによる黒の騎士団の結成が宣言された。
ナリタ連山攻防戦
ナリタ連山の日本解放戦線の本拠地の壊滅を図ったコーネリアの部隊に、黒の騎士団が奇襲をかけた事件。紅蓮弐式の輻射波動を利用して膨大な土石流を引き起こすという、山岳部の斜面を利用した作戦によって、コーネリア摩下の部隊の大半を壊滅させるとともに、コーネリアを孤立させ後一歩のところまで追い詰めるが、ユーフェミアの命によって出撃したスザクのランスロットの手で失敗、それでも黒の騎士団としてはブリタニア軍に大勝した形となり、騎士団の力を知らしめることとなった。
キュウシュウ戦役
コーネリア総督時、キュウシュウで起こったテロ事件を指す。元枢木政権のメンバーだった澤崎敦が、中華連邦の曹将軍の助力でフクオカ基地を占拠、そこから独立主権国家「日本」の再興を宣言した。ブリタニア軍の進軍を天候の助けもあって許さず、単機で乗り込んできたランスロットを追い詰めたが、ゼロの乗るガウェインが乱入し形勢は逆転。澤崎と曹将軍らは拘束された。なお、公式にはゼロの助力は無かったことになっている。
ブラックリベリオン（第一次トウキョウ決戦）
ユーフェミアによる日本人虐殺を止めた黒の騎士団が、ブリタニアに反攻する日本人達を率いてトウキョウ租界に進軍した事件。最終的にはゼロが戦線を離脱し統制がとれなくなった黒の騎士団が敗北し、構成員のほとんどは逮捕、わずかに逃れた者たちも地下潜伏や他国への亡命を余儀なくされた。
第二次トウキョウ決戦
超合集国の日本奪還要請を受けた黒の騎士団と、ラウンズ含むブリタニア軍による日本の領土を巡るトウキョウ租界での戦争。ナナリー奪還も目的としており、ロロや咲世子がその任に就いている。激戦が続く中で、咲世子に救出されたカレンが紅蓮聖天八極式に乗って戦線に復帰し、スザクのランスロットを大破させるが、「生きろ」というギアスの命令に支配されたスザクによりフレイヤが発射され、敵味方問わず多くの死者を出し、トウキョウ租界の一部は壊滅に追い込まれた。この被害のあまりもの大きさから、黒の騎士団とブリタニア軍は自然発生的に停戦状態となり、最終的には扇たち黒の騎士団の幹部陣とシュナイゼルとの間で正式に停戦が成立した。
『双貌のオズO2』ではノネット・エニアグラムが率いるグリンダ騎士団も参戦し、ゲフィオンディスターバーの破壊とナナリー救出に貢献する活躍をした。また、上述の通り自然発生的に停戦となるも正式に停戦が成立する前の段階にて、キュウシュウのイブスキ基地にナナリーを救出したグリンダ騎士団が到着した後でキュウシュウ方面の黒の騎士団の部隊が、ゼロと連絡が取れない中、独断でナナリーの身柄を狙ってイブスキ基地に攻め込むが、グリンダ騎士団の活躍で頓挫した。これにより、ゼロことルルーシュが目論んだナナリーの奪還は失敗に終わることとなった。

### 兵器関連
サクラダイト
フジサン近辺で採掘されるレアメタル。高温超電導体の調整に欠かすことができない物質で、世界の安全保障に関わる戦略物資である。極めて引火性の強い液体状のサクラダイトを輸送する描写が、劇中でなされている。日本はこの鉱物の世界最大の産出国（シェアの約70%）であり、それゆえにブリタニアの日本侵略の名目にされた。年に一度生産国会議が行われており、国際分配レートが決められている。
ヨーロッパでは、ストーンヘンジ周辺などから「賢者の石」としてサクラダイトが少量だが発見されている。かつての日本では「桜石（実在するコーディアライトが雲母化したものとは異なる）」と呼ばれており、それを求めて大航海時代の進展が即され、それが新大陸の発見に繋がった。
磁場による干渉を与えると活動を停止する習性があり、ラクシャータはこの習性を利用してゲフィオンディスターバーを完成させた。
ゲフィオンディスターバー
ラクシャータが開発した、サクラダイトに磁場による干渉を与えることでその活動を停止させるフィールドを発生させる装置。効果範囲内に存在する様々な電力機関、KMFは第一駆動系＝ユグドラシルドライブが停止し、活動不能の状態に陥ってしまう。また副産物としてレーダー機能を阻害するジャミング効果が発生しており、これを搭載した艦艇やKMFはステルス機能が附属されることとなる。ロイドには理論だけの代物と認識されていた。
ガウェイン、後に斑鳩に搭載されているハドロン砲には、砲撃の収束システムとしてこの装置の理論を応用したゲフィオンコントロールと呼ばれる機構が使用されており、収束率の変化をも可能としている。他にも紅蓮可翔式にも小型ポッド・ゲフィオンネットとして配備されている。当初はランスロットにも効果を及ぼせられたが、この装置の実用化が公のものとなって以降はブリタニア側において、特に最新鋭のKMFを対象に対策が施され、第五世代以前のKMFにしか効かなくなっている。黒の騎士団側でもR2ではKMFやジェレミアに対策が施されており、第二次トウキョウ決戦に際してはゲフィオンディスターバーによる影響を全く受けなかった。
時系列上第1期とR2の中間に位置する『双貌のオズ』ではヴェルキンゲトリクスの開発に関するオルフェウスたちの会話の中で、ゲフィオンディスターバーへの対策が施された動力システムは、ユグドラシルドライブの核となるサクラダイトに特殊な処理を施す必要がある関係でごく一部の工場でしか生産が出来ず、さらにはこのシステム自体がフロートシステムに干渉する危険性があったことから空輸が難しいという問題点が取り上げられている。
フレイヤ
ニーナがチーフを務める研究チーム・インヴォーグが開発した、戦争を変えるとされる新型核兵器でField Limitary Effective Implosion Armamentの略。発射されると、ある程度の距離を直進したのちサクラダイトが起爆、巨大なエネルギー球体が発生しそれに触れた物質全てを完全に消滅させる。第一次影響圏である球体内部は空気も消滅するため、球体の縮小・消失後は真空となった圏内に周囲の空気が流入、第二次、第三次影響圏で突風が発生しさらに高範囲に被害をもたらす。効果範囲と起爆時間はリミッターによって調整が可能であり、リミッターを解除すれば最大半径100kmを消滅させることが可能。なお、爆発、熱反応、放射能などは全く発生せず、第三次影響圏終了後には後遺症は一切ない。
第二次トウキョウ決戦において、ニーナの意向によりランスロットにピストル状の武器に搭載される形でロールアウト、トウキョウ租界に巨大なクレーターを発生させる。後にシュナイゼルらによって一次製造分の弾頭が全て回収され、ダモクレスに大量配備されることになった。
なお、刻々と変化する組成に対応する反応を、周囲の環境を正確に反映した上でぶつけることで臨界反応を停止させることが可能であり、開発者であるニーナ自身の手で、それを利用した対フレイヤ兵器「フレイヤ・エリミネーター」が開発された。
『奪還のロゼ』ではネオ・ブリタニア帝国がダモクレスとフレイヤを3発所有しており、その対策としてニーナが更に改良を行った新型フレイヤ・エリミネーターを開発している。この新型は『R2』の物と比べれば格段に性能が向上しているものの、それでも並の兵士に扱える程の汎用さはない。
実験適合生体
C.C.（CODE-R）の特性を再現するための実験体らしいが、詳細は不明。ナリタ攻防戦後のジェレミアが該当し、主に左半身に機械のような物がつけられており、背中には神経電位接続用のコネクターが装備されている（左肩には放熱フィンを装備している）。また、左目は機械化され緑色になっており一見すると普通の目のようだが、配線のような物が内部から光りだすことがある。
『R2』では機械部分は取り外されているが、ジェレミアのコートにコネクターが装備されている。

### その他
リフレイン
イレヴンの間で蔓延している違法薬物。中華連邦から、キュウシュウルートで持ち込まれている。中毒に陥ると過去に戻った気になり、やがては発狂に至る。現実の麻薬同様所持は厳罰の対象である（カレンの母親は懲役20年の判決を受けた）。
イレヴンにとっては、ブリタニアの侵略以来苦しい生活を強いられている現実から目を背け、それ以前の幸せな時に逃避する手段だと見なされている。それゆえ、イレヴンの間で蔓延するだけに留まらず、ブリタニア人からも非合法に利益を得る手段として着目され、第1期では本来リフレインを取り締まる側にいるはずのブリタニア警察の悪徳警官が、R2では未来のない現状に自棄を起こして犯罪に走った不良イレブンを取り巻きにしているブリタニア貴族のコルチャック（声 - 寺島拓篤）が、イレヴン相手にリフレイン密売を行っていた。
小説版『亡国のアキト』でもゲットーを抜け出したイレヴンの間に蔓延し、作中には当時女子高生だった女性が服用しており、既に重度の退行状態となっていた。しかし、イレヴンたちのギャングの間ではこれに関わることを避けているグループも存在している模様。
常温では褐色の液体で、注射器を使い摂取する。
皇暦（a.t.b.）
ブリタニア即位紀元 (Ascension Throne Britannia) の略称。ブリタニア皇家の始祖とされるアルウィン1世が、アウグストゥス治下のローマ帝国から独立を獲得し、ケルトの部族長として即位した年を元年とするブリタニアの紀年法。リカルド・ヴァン・ブリタニア1世によって制定された。神聖ブリタニア帝国本土および属領（エリア）で広く使用されている。名誉ブリタニア人の任命試験にも出題される。
また、『コードギアス 亡国のアキト』では革命歴というE.U.の紀年法も登場している。
神聖ブリタニア帝国旗
国旗は青地に赤十字の中央に国章である王冠と盾を配する。盾には「帝権」の象徴であるライオンと「死と再生」および「智恵」を象徴する蛇が配されている。このライオンは尻尾が蛇となっておりキマイラの一種であるが、お互いをくわえようとする姿は「ウロボロス」の構図であり、永劫回帰や不老不死、叡智を意味し、帝国の永続性を象徴している。
壁の印
ギアスの持続時間を調べるためにルルーシュに命令されたアッシュフォード学園の女生徒が毎日学園の屋上の壁に付けている印。壁の印で5話から何日時間が経過しているかが分かる。DSゲーム版では印をつける少女にギアスを実験をする展開がある。
ミレイのイベント
アッシュフォード学園の生徒会長ミレイが発案したイベント。どれもがかなり特殊であり、ルルーシュはかなり嫌がっている。なお、これまで実行が確認されたのは下記のものと、オレンジデー、小学生の日、失恋コンテストなどがある。
男女逆転祭り
男が女装し、女が男装するイベント。だが、このイベントが原因でその方面に目覚めた者が3人おり、1人はルルーシュたちの担任であった。ルルーシュ自身はこのイベントを特に嫌っているが、完璧なまでの女装姿を披露している。
アーサー争奪戦
猫のアーサーに奪われたゼロの仮面を取り戻そうと奮闘するルルーシュのことをナナリーから聞いたことで思い付いたイベント。アーサーを捕まえた生徒の部活には予算が優遇される上に、生徒会メンバーのキスが賞品になったことで学園中の生徒がアーサーを探し回ることとなり、ルルーシュにとって（ゼロの正体が露見するので）最大級のピンチとなった。
巨大ピザ作成
学園祭とナイトオブセブン歓迎会で行われた。元々はルルーシュがガニメデを使って巨大ピザ生地を回し、巨大窯で焼くというもの。本編の学園祭においてはユーフェミアの騎士となったスザクが操縦し直径12mの生地を回したが、ユーフェミアが学園祭に訪れた混乱に気を取られた結果、生地を落として失敗。歓迎会においてはガニメデが無いため、あらかじめ焼いていた生地の上にガニメデのかわりにスザクが操縦するMR-1でトマトソースをかけることになったが、C.C.がトマトソース入りのコンテナに入ってしまった上に、勝手にMR-1に乗ったジノがそれを生地にかけようとしたため、彼女を人目に晒すことを防ごうとしたルルーシュによって消火ガスが撒かれ台無しになった。
キューピットの日
ミレイが自身の卒業イベントとして発案した。男子は青いハート型の帽子、女子はピンクのハート型の帽子を被り、相手の帽子を奪って被れば、その両者は会長権限でカップルとなる。参加者は生徒だけでなく教師も対象。開始時までは狙う相手から一定の距離を取るというハンデルールはあるものの、それ以外にルールが無いためにハリセンやピコピコハンマーといった武器を持った者が多数存在した。
ルルーシュは、このイベントで影武者の咲世子が築いた108人の女性との関係を清算しようとしたが、ミレイがルルーシュの帽子に部費10倍の懸賞を懸けたため各クラブに追われる身となり、さらにアーニャがモルドレッドを駆り出し、これを非常事態と勘違いしたブリタニア軍が出撃する騒動になる。最終的にルルーシュと帽子を交換したシャーリーが学園公認の恋人となったが、ルルーシュのシンパからはそれは認められていない。
最後はシャーリーの呼びかけを切っ掛けに、ブリタニア軍やギルフォードと共に出撃していたスザクを含めた生徒たちがミレイに別れの挨拶をし、ミレイがこれに答えて学生生活の終わりを宣言しながら、自分のピンクの帽子を天高く放り投げる形で幕が引かれた。

ゼロレクイエム
シャルルとマリアンヌの計画を阻止し、皇帝になったルルーシュとナイトオブゼロに任命されたスザクが画策した計画。その全容はルルーシュ自身の命を賭して行うものであり、ルルーシュが世界を掌握して独裁することで人々の憎しみを一身に受け、最後はスザクがゼロとしてルルーシュを討ち人々の憎しみの連鎖を断ち切るというもの。この計画を完遂前に知っていたのはC.C.、ロイド、セシル、ジェレミア、咲世子、ニーナ（劇場版ではシャーリーも）と数少なく、カレンやナナリー、藤堂のように真相に気付いた者も少数ながら存在する。
また、『双貌のオズ 02』では同じような内容のウィキッド・セレモニーという出来事が、ゼロレクイエムと同時期にスペインで起こっている。
光和
ゼロレクイエムの完遂後の世界で用いられている新しい紀年法で、完遂後の時期を舞台とする『黒のアルビオン』と『復活のルルーシュ』、『奪還のロゼ』に登場。なお、光和元年を舞台とする『黒のアルビオン』劇中で、皇歴2010年のブリタニアによる日本侵攻について「9年前」と発言する場面があることから、ルルーシュが討たれた皇歴2018年がそのまま光和元年になったのではなく、その翌年の皇歴2019年を元年として制定されている模様。

## スタッフ
- 企画 - 内田健二[9]、竹田菁滋[9]、川城和実[9]
- ストーリー原案 - 大河内一楼[9]、谷口悟朗[9]
- 監督 - 谷口悟朗[9]
- 副監督 - 村田和也[9]
- シリーズ構成 - 大河内一楼[9]
- 副シリーズ構成 - 吉野弘幸[9]
- キャラクターデザイン原案 - CLAMP[9]
- キャラクターデザイン - 木村貴宏[9]
- ナイトメアデザイン - 安田朗[9]、中田栄治[9]、阿久津潤一[9]
- メカデザイン、コンセプトデザイン - 寺岡賢司[9]
- メインアニメーター - 木村貴宏[9]、千羽由利子[9]、中田栄治[9]、中谷誠一[9]
- 美術監督・美術ボード - 菱沼由典[9]
- 色彩設計 - 岩沢れい子[9]
- 撮影監督 - 大矢創太[9]
- 編集 - 森田清次[9]
- 3DCGディレクター - 渡辺哲也[9]
- 2DCGディレクター - 三好正人[9]
- 特殊設定 - 森田繁[9]
- 音楽 - 中川幸太郎[9]、黒石ひとみ[9]
- 音楽プロデューサー - 石川吉元、外村敬一、真野昇
- 音響監督 - 浦上靖夫[9]、井澤基[9]
- プロデューサー - （ORIGINAL）諸冨洋史（毎日放送）、河口佳高、峯岸卓生、湯川淳/（15th）前田俊博（毎日放送）、谷口廣次朗
- 製作 - 毎日放送[9]、サンライズ[9]、コードギアス製作委員会（サンライズ、バンダイビジュアル、バンダイ、バンダイナムコゲームス、博報堂DYメディアパートナーズ）[9]

## 主題歌
第1期
オープニングテーマ
「COLORS」
作詞 - KOHSHI ASAKAWA、KEIGO HAYASHI / 作曲 - TAKESHI ASAKAWA / 編曲 - FLOW & KOICHI TSUTAYA / 歌 - FLOW
第1クール（STAGE 1 - 12）
「解読不能」
歌・作詞・作曲・編曲 - ジン
第2クール（STAGE 13 - 23）
「瞳ノ翼」
作詞 - 井上秋緒 / 作曲・編曲 - 浅倉大介 / 歌 - access
（STAGE 24・25、SPECIAL EDITION）
オープニングの映像はソフトパッケージのイラストとライブラリ映像で構成されている。

エンディングテーマ
「勇侠青春謳」
作詞 - 宝野アリカ / 作曲・編曲 - 片倉三起也 / 歌 - ALI PROJECT
第1クール（STAGE 1 - 12）
「モザイクカケラ」
作詞・作曲 - 石田順三 /  編曲 - 坂本昌之・SunSet Swish / 歌 - SunSet Swish
第2クール（STAGE 13 - 25）・スペシャル・第1期再放送（STAGE 13）

挿入歌
「Stories」
STAGE 5・13・25、SPECIAL EDITION
「Masquerade」
STAGE 14、SPECIAL EDITION（O.S.T.1に収録）
「Alone」
STAGE 21
「Innocent Days」
STAGE 22・23、SPECIAL EDITION（O.S.T.2に収録）
以上4曲、歌 - Hitomi
「ピカレスク」
STAGE17
「Callin'」
STAGE 20（O.S.T.2に収録）
以上2曲、歌 - 酒井ミキオ

第2期（R2）
オープニングテーマ
「O2」
作詞・作曲・歌 - ORANGE RANGE
第1クール（TURN 01 - 12）
「WORLD END」
作詞 - KOHSHI ASAKAWA,KEIGO HAYASHI / 作曲 - TAKESHI ASAKAWA / 編曲 - FLOW & KOICHI TSUTAYA / 歌 - FLOW
第2クール（TURN 13 - 25）

エンディングテーマ
「シアワセネイロ」
作詞・作曲・歌 - ORANGE RANGE
第1クール（TURN 01 - 12）
「わが﨟たし悪の華」
作詞 - 宝野アリカ / 作曲・編曲 - 片倉三起也 / 歌 - ALI PROJECT
第2クール（TURN 13 - 25）

挿入歌
「Masquerade」
TURN 3（コードギアス反逆のルルーシュ O.S.T.1に収録）
「僕は、鳥になる。」
TURN 19（コードギアス反逆のルルーシュR2 O.S.T.2に収録）
「Innocent Days」
TURN 23（コードギアス反逆のルルーシュ O.S.T.2に収録）
「Continued Story」
TURN 25（コードギアス反逆のルルーシュR2 O.S.T.2に収録）
以上4曲、歌 - Hitomi

第1期再放送（15周年版）
オープニングテーマ
「DICE」
作詞 - KOHSHI ASAKAWA / 作曲 - TAKESHI ASAKAWA / 編曲 - FLOW & KOICHI TSUTAYA / 歌 - FLOW
第1クール（STAGE 1 - 13）
オープニングの映像は既存のライブラリ映像を元に谷口監督が演出（15周年版エンディングも同様）。
「PHOENIX PRAYER」
作詞・作曲 - 中村未来 / 編曲 - Cö shu Nie / 歌 - 藍井エイル
第2クール（STAGE 14 - 25）

エンディングテーマ
「will-ill」
作詞・作曲・編曲 -TK / 歌 - TK from 凛として時雨
第1クール（STAGE 1 - 12）
「SAKURA BURST」
作詞・作曲 - 中村未来 / 編曲・歌 - Cö shu Nie
第2クール（STAGE 14 - 25）

第2期再放送（15周年版）
オープニングテーマ
「Face2」
作詞・歌 - ロザリーナ / 作曲・編曲 - ロザリーナ、MICHVEL JVMES
第1クール（TURN 01 - 12）
「デイドリーム ビリーヴァー」
作詞・作曲・編曲・歌 - FLOW×ORANGE RANGE
第2クール（TURN 13 - 25）

エンディングテーマ
「無色透明」
作詞・作曲・編曲 -栗山夕璃 / 歌 - 山下優太郎
第1クール（TURN 01 - 12）
「Z.E.R.O.」
作詞・作曲 - 田邊駿一 / 編曲・歌 - BLUE ENCOUNT
第2クール（TURN 13 - 25）

## 各話リスト

### コードギアス 反逆のルルーシュ
| 話数       | サブタイトル          | 脚本                | コンテ   | 演出       | 作画監督                   | 総作画監督                 | 放送日         |
| ---------- | --------------------- | ------------------- | -------- | ---------- | -------------------------- | -------------------------- | -------------- |
| STAGE 1    | 魔神 が 生まれた 日   | 大河内一楼          | 谷口悟朗 | 秋田谷典昭 | 千羽由利子 中谷誠一        | 木村貴宏 中田栄治          | 2006年 10月6日 |
| STAGE 2    | 覚醒 の 白き 騎士     | 大河内一楼          | 須永司   | 三好正人   | 佐光幸恵 山根理宏          | 千羽由利子 中田栄治        | 10月13日       |
| STAGE 3    | 偽り の クラス メイト | 大河内一楼          | 村田和也 | 村田和也   | しんぼたくろう 高瀬健一    | 千羽由利子 中田栄治        | 10月20日       |
| STAGE 4    | その 名 は ゼロ       | 大河内一楼          | 須永司   | 三宅和男   | 高橋晃                     | 千羽由利子 中田栄治        | 10月27日       |
| STAGE 5    | 皇女 と 魔女          | 大河内一楼          | 須永司   | 鳥羽聡     | 坂本修司 前田清明          | 千羽由利子 中田栄治        | 11月3日        |
| STAGE 6    | 奪われた 仮面         | 大河内一楼          | 村田和也 | 工藤寛顕   | 高橋晃                     | 千羽由利子 中田栄治        | 11月10日       |
| STAGE 7    | コーネリア を 撃て    | 大河内一楼          | 須永司   | 秋田谷典昭 | 中谷誠一                   | 千羽由利子 中田栄治        | 11月17日       |
| STAGE 8    | 黒 の 騎士団          | 大河内一楼          | 須永司   | 馬場誠     | 佐光幸恵 山根理宏          | 千羽由利子 中田栄治        | 11月24日       |
| STAGE 8.5  | 仮面 の 軌跡          | 総集編              | 総集編   | 総集編     | 総集編                     | 総集編                     | 12月1日        |
| STAGE 9    | リ フ レ イ ン        | 大河内一楼          | 村田和也 | 村田和也   | しんぼたくろう 高瀬健一    | 千羽由利子 中田栄治        | 12月8日        |
| STAGE 10   | 紅蓮 舞う             | 大河内一楼          | 須永司   | 三宅和男   | 米山浩平 池田有            | 千羽由利子 中田栄治        | 12月15日       |
| STAGE 11   | ナリタ 攻防戦         | 大河内一楼          | 須永司   | 鳥羽聡     | 千羽由利子 中田栄治        | 千羽由利子 中田栄治        | 12月22日       |
| STAGE 12   | キョウト から の 使者 | 吉野弘幸            | 坂本郷   | 工藤寛顕   | 高橋晃                     | 木村貴宏 中田栄治          | 2007年 1月5日  |
| STAGE 13   | シャーリー と 銃口    | 吉野弘幸            | 深海曜   | 秋田谷典昭 | しんぼたくろう 高瀬健一    | 千羽由利子 中田栄治        | 1月12日        |
| STAGE 14   | ギアス 対 ギアス      | 大河内一楼          | 杉島邦久 | 馬場誠     | 金成范                     | 中谷誠一 千羽由利子        | 1月19日        |
| STAGE 15   | 喝采 の マオ          | 大河内一楼          | 須永司   | 山田徹     | 向山祐治 佐久間健          | 木村貴宏 中田栄治          | 1月26日        |
| STAGE 16   | 囚われ の ナナリー    | 大河内一楼          | 須永司   | 三宅和男   | 天崎まなむ 佐々木睦美      | 木村貴宏 中田栄治          | 2月2日         |
| STAGE 17   | 騎 士                 | 野村祐一            | 村田和也 | 村田和也   | 米山浩平 池田有            | 千羽由利子 中田栄治        | 2月9日         |
| STAGE 17.5 | 仮面 の 真実          | 総集編              | 総集編   | 総集編     | 総集編                     | 総集編                     | 2月16日        |
| STAGE 18   | 枢木スザク に 命じる  | 大河内一楼          | 杉島邦久 | 鳥羽聡     | 石田可奈 鎌田祐輔 中谷誠一 | 中谷誠一                   | 2月23日        |
| STAGE 19   | 神 の 島              | 吉野弘幸            | 須永司   | 政木伸一   | 向山祐治 佐久間健          | 木村貴宏 中田栄治          | 3月2日         |
| STAGE 20   | キュウシュウ 戦役     | 野村祐一            | 須永司   | 工藤寛顕   | しんぼたくろう 高瀬健一    | 千羽由利子 中田栄治        | 3月9日         |
| STAGE 21   | 学 園 祭 宣 言 !      | 大河内一楼          | 杉島邦久 | 秋田谷典昭 | 坂本修司 鷲北恭太          | 千羽由利子 中田栄治        | 3月16日        |
| STAGE 22   | 血染め の ユフィ      | 大河内一楼          | 須永司   | 馬場誠     | 米山浩平 池田有            | 千羽由利子 中田栄治        | 3月23日        |
| STAGE 23   | せめて哀しみとともに  | 大河内一楼 野村祐一 | 杉島邦久 | 政木伸一   | 石田可奈 板垣敦 田畑壽之   | 中谷誠一 木村貴宏 中田栄治 | 3月30日        |
| STAGE 24   | 崩落 の ステージ      | 大河内一楼          | 須永司   | 三宅和男   | しんぼたくろう 高瀬健一    | 中谷誠一                   | 7月29日        |
| STAGE 25   | ゼ ロ                 | 大河内一楼          | 須永司   | 鳥羽聡     | 千羽由利子 中田栄治        | -                          | 7月29日        |

#### サイドストーリー
ピクチャードラマ
皇暦2009年 日本（第1期DVD1巻収録）
ルルーシュとナナリーが、スザクと初めて出会った時の話が収録されている。出会った当初のルルーシュとスザクは反目しあっていた。
STAGE 3.25（第1期DVD2巻収録）
風呂で行われた、生徒会女子メンバーによるカレンの歓迎会の続き。
STAGE 6.75（第1期DVD3巻収録）
スザクの放課後。リヴァルとの語らいや、現在のスザクにとって特派が彼を受け入れてくれる居場所であることを描く。
STAGE 9.75（第1期DVD4巻収録）
ルルーシュとナナリーの晩餐。ルルーシュの料理上手な面と、ナナリーにC.C.が彼女だと勘違いされ、どう言い訳しようか悩む姿が描かれる。
途中、咲世子がナナリーに千羽鶴に続く日本の願掛けとして「藁人形」と「五寸釘」を渡しニヤリと笑うなど、ネットラジオ『コードギアス はんぎゃく日記』に近いキャラクター付けがされている。
STAGE 4.33（第1期DVD5巻収録）
枢木スザク強奪事件の前夜のジェレミアとヴィレッタ。ジェレミアの初任務時、アリエス宮の護衛だった彼は、上からの命令で警備が最小限にされたためにテロを食い止められず、そのことを今でも悔やんでいた。クロヴィスも含め、2度も皇族を目の前で殺されたことやそしてマリアンヌの遺児であった2人が死んだ地であることが、エリア11での行動の基盤だった。リリーシャという妹がいる。
STAGE 8.75（第1期DVD6巻収録）
クロヴィスランド内のプールの完成披露式典が行われる。クロヴィスのデザインした布地の少ない水着を（中でも1番無難のようだ）前に狼狽するコーネリアは、ユーフェミアに無理やりそれを着せられてサプライズゲストとして出席することに。警備のスザクとセシルは、“地元の名士”として招待されたミレイが率いる生徒会メンバーと遭遇（全員水着）する。
STAGE 9.33（第1期DVD7巻収録）
生徒会で、男女逆転祭り開催中。女装の似合うルルーシュと軍隊で鍛えられ妙にノリノリのスザク。
STAGE 22.25 幸せな時代（第1期DVD8巻収録）
行政特区日本のラジオ放送を聴いていたナナリーが、皇族時代の思い出を回想する。
STAGE 23.95（第1期DVD9巻収録）
ブラックリベリオン直前のスザクの回想。ルルーシュとナナリーがアッシュフォードに引き取られ、スザクと別れる時の話。スザクの語りが、1巻のものと対となっている。
STAGE 0.97「はじまりの前夜」（第1期 Blu-ray BOX収録）
ルルーシュがギアスを手に入れる以前、最愛の妹ナナリーのために、ルルーシュの計画が静かに動き出す。
「仮面告白大会」（『コードギアス 反逆のルルーシュ I』第1週来場者特典DVD収録）
アッシュフォード学園生徒会主催のイベント「仮面告白大会」の話。
ドラマCD
STAGE 9.725「決戦前夜」（ドラマCD Episode 1収録）
STAGE 12.55「夢のチケット」（ドラマCD Episode 1収録）
STAGE 9.258「ルルーシュには言えない」（ドラマCD Episode 2収録）
STAGE 14.821「褐色の苦悩」（ドラマCD Episode 2収録）
STAGE 11.351「拘束衣の女」（ドラマCD Episode 3収録）
STAGE 15.447「他人ごっこ」（ドラマCD Episode 3収録）
STAGE 6.113「王の名前」（ドラマCD Episode 4収録）
STAGE 15.631「女の斗い」（ドラマCD Episode 4収録）
STAGE 0.911「ミレイとの際会」（ドラマCD Episode 5収録）
STAGE 5.631「オレンジピール」（ドラマCD Episode 5収録）
STAGE 0.916「黒のキング」（ドラマCD Episode 6収録）
STAGE 0.884「帝国の兄妹」（ドラマCD Episode 6収録）
Sound Episode Newtype Special「三つめの理由」（ドラマCD Episode 6、月刊ニュータイプ2007年7月号特別付録CD収録）
「戻らない夏の日」（ドラマCD Episode 1～6収録）
STAGE 0.515「招かれざる皇子」/ STAGE 0.521「消えたナナリー」/ STAGE 0.522「秘密基地の歌」/ STAGE 0.533「はじめての友達」/ STAGE 0.543「幸せ な 夏の 終わり」/ STAGE 21.534「最期 の 誘い」の連続ドラマ
コードギアス 反逆の山々DX Newtype Romance Special AFTER STAGE（Newtype Romance 2007 SUMMER特別付録CD収録）
ショートストーリー
大河内一楼書き下ろし2Pショートストーリー（MUTUALITY：CLAMP works in CODE GEASS収録）

### コードギアス 反逆のルルーシュR2
| 話数    | サブタイトル         | 脚本       | コンテ            | 演出                                | 作画監督                            | 総作画監督          | 放送日        |
| ------- | -------------------- | ---------- | ----------------- | ----------------------------------- | ----------------------------------- | ------------------- | ------------- |
| TURN 1  | 魔神 が 目覚める 日  | 大河内一楼 | 須永司            | 秋田谷典昭                          | 石田可奈 森寬之                     | 千羽由利子 中田栄治 | 2008年 4月6日 |
| TURN 2  | 日本 独立 計画       | 大河内一楼 | 須永司            | 鳥羽聡                              | 坂本修司 板垣敦                     | 千羽由利子 中田栄治 | 4月13日       |
| TURN 3  | 囚われ の 学園       | 大河内一楼 | 村田和也          | 馬場誠                              | しんぼたくろう 池田有               | 千羽由利子 中田栄治 | 4月20日       |
| TURN 4  | 逆襲 の 処刑台       | 大河内一楼 | 杉島邦久          | 三宅和男                            | 嘉手苅睦 中谷誠一                   | 中谷誠一            | 4月27日       |
| TURN 5  | ナイト オブ ラウンズ | 大河内一楼 | 須永司            | 秋田谷典昭 三宅和男                 | 田畑壽之 福島秀機                   | 千羽由利子 中田栄治 | 5月4日        |
| TURN 6  | 太平洋 奇襲 作戦     | 大河内一楼 | 須永司            | 鳥羽聡                              | 石田可奈 板垣敦                     | 千羽由利子 中田栄治 | 5月11日       |
| TURN 7  | 棄てられた 仮面      | 大河内一楼 | 村田和也          | 馬場誠                              | 佐光幸恵 SNIPES                     | 千羽由利子 中田栄治 | 5月18日       |
| TURN 8  | 百万 の キセキ       | 大河内一楼 | 杉島邦久          | 三宅和男                            | 坂本修司 池田有                     | 千羽由利子 中田栄治 | 5月25日       |
| TURN 9  | 朱禁城 の 花嫁       | 大河内一楼 | 須永司            | 酒井和男                            | 千羽由利子 森寬之                   | 千羽由利子 中田栄治 | 6月8日        |
| TURN 10 | 神虎 輝く 刻         | 大河内一楼 | 須永司            | 鳥羽聡                              | 高乗陽子 前田清明                   | 木村貴宏 中田栄治   | 6月15日       |
| TURN 11 | 想い の 力           | 大河内一楼 | 須永司            | 信田ユウ                            | 松原一之 仲盛文                     | 中谷誠一            | 6月22日       |
| TURN 12 | ラブ アタック !      | 大河内一楼 | 須永司 森邦宏     | 秋田谷典昭                          | しんぼたくろう 池田有 小暮昌宏      | 千羽由利子 中田栄治 | 6月29日       |
| TURN 13 | 過去 から の 刺客    | 大河内一楼 | 村田和也          | 米田和博                            | 田畑壽之                            | 千羽由利子 中田栄治 | 7月6日        |
| TURN 14 | ギアス 狩り          | 大河内一楼 | 須永司            | 三宅和男                            | 石田可奈 板垣敦 又賀大介            | 中田栄治（メカ）    | 7月13日       |
| TURN 15 | C の 世界            | 大河内一楼 | 須永司            | 馬場誠                              | 佐光幸恵 中田栄治 宮前真一 中澤勇一 | 千羽由利子 中田栄治 | 7月20日       |
| TURN 16 | 超合集国決議第壱號   | 大河内一楼 | 須永司            | 阿部達也                            | 川原智弘（メカ）                    | 千羽由利子 中田栄治 | 7月27日       |
| TURN 17 | 土 の 味             | 大河内一楼 | 日高政光 山本珠代 | 工藤寛顕                            | 坂本修司 松井章 中谷誠一            | 中谷誠一（メカ）    | 8月3日        |
| TURN 18 | 第二次 東京 決戦     | 大河内一楼 | 須永司            | 鳥羽聡                              | 松原一之 前田清明 池田有            | 千羽由利子 中田栄治 | 8月10日       |
| TURN 19 | 裏切り               | 大河内一楼 | 村田和也          | 秋田谷典昭                          | 石田可奈 SNIPES 中田栄治            | 木村貴宏 中田栄治   | 8月17日       |
| TURN 20 | 皇帝 失格            | 大河内一楼 | 須永司            | 三宅和男                            | 小林亮 松井章 吉田隆彦              | 木村貴宏 中田栄治   | 8月24日       |
| TURN 21 | ラグナレク の 接続   | 大河内一楼 | 須永司            | 馬場誠                              | 田畑壽之 中澤勇一                   | 中田栄治（メカ）    | 8月31日       |
| TURN 22 | 皇帝 ルルーシュ      | 大河内一楼 | 村田和也          | 三好正人 信田ユウ                   | 宮前真一 仲盛文                     | 中谷誠一            | 9月7日        |
| TURN 23 | シュナイゼル の 仮面 | 大河内一楼 | 五十嵐達矢        | 五十嵐達矢                          | 佐光幸恵 しんぼたくろう 池田有      | 佐光幸恵 中田栄治   | 9月14日       |
| TURN 24 | ダモクレス の 空     | 大河内一楼 | 須永司            | 鳥羽聡                              | 木村貴宏 板垣敦 又賀大介            | 中田栄治（メカ）    | 9月21日       |
| TURN 25 | Re;                  | 大河内一楼 | 須永司 村田和也   | 秋田谷典昭 三宅和男 馬場誠 北條史也 | 千羽由利子 中田栄治                 | -                   | 9月28日       |

#### サイドストーリー（R2）
イラストドラマ
TURN 0.923（第2期DVD1巻収録）
R2開始以前、とあるホテルの一室に潜伏しているC.C.、カレンの一コマ。C.C.とカレンの監視報告書にあるルルーシュの写真を通じて、記憶の無いルルーシュの実態を見る姿とルルーシュを取り戻すという決意が描かれる。
TURN 0.56（第2期DVD2巻収録）
R2開始以前、ナイト・オブ・ラウンズとなったスザクと、アーニャ、ジノ、セシルの1一コマ。占領地でセシルが報告書を作成する中、スザクは助けを求める子供の声を聞きつける。スザクは助けた子供をランスロットで、医療施設まで運ぼうとする。
Stage 7.19（第2期DVD3巻収録）
ルルーシュが第1期時代の思い出を振り返る。アッシュフォード学園で行われる、ハンド メイド ドレスパーティー。その時にカレンが着るためのドレスを仕立てる、生徒会女子メンバー。一方、男子は誰をエスコートするかで盛り上がる。
TURN 9.34（第2期DVD4巻収録）
R2、TURN10にて黒の騎士団がいかに朱禁城の門を開かせたか明かされる。踊り子として潜入するC.C.、カレン。
TURN 12.59（第2期DVD5巻収録）
黒の騎士団と中華連邦女子メンバーによる、パジャマパーティーのお話。それぞれの想い人の話題に花を咲かせる。
TURN 12.31（第2期DVD6巻収録）
ナナリー、ラウンズらブリタニアのメンバーによる、カジノ落成パーティーのお話。シュナイゼルとカノンの出会いも明かされる。
TURN 19.02（第2期DVD7巻収録）
死の間際、ロロはルルーシュと過ごした日々を思い出す。それはかけがえのない、永遠にも等しい時間だった。
TURN 22.05（第2期DVD8巻収録）
C.C.、セシル、ロイド、ジェレミアによるゼロレクイエム始動前夜のお話。
TURN 25.??（第2期DVD9巻収録）
ゼロレクイエム後、生徒会メンバー型アッシュフォード学園で再会する。
TURN 12.06（第2期 Blu-ray BOX収録）
R2、TURN12で行われた『キューピッドの日』の終了後、ルルーシュはミレイの卒業謝恩会で生徒会メンバーと優しい時間を過ごす。
ピクチャードラマ
Picture Drama Stage ver.（DVD・BD『コードギアス　反逆のルルーシュ　キセキの誕生日（バースデー）』収録）
学園祭前日、突如ネオ中華連邦のテロリストに学園は占拠されてしまう。
コードギアス 反逆のルルーシュ ナナリーinワンダーランド（OVA『コードギアス 反逆のルルーシュ ナナリーinワンダーランド』）
ナナリーの「お話が聞きたい」という願いを全力で叶えるため、ルルーシュは『コードギアス』キャラにお話の登場人物になるようにギアスをかける。 こうしてナナリーは不思議な世界へと迷い込むことになった。
ドラマCD
「妄想 バトル!ルルーシュ VS. スザク」（ドラマCD Episode 1収録）
「カレン・C.C. 美しき 反逆 の 記録」（ドラマCD Episode 1収録）
「裸 の ルルーシュ」（ドラマCD Episode 2収録）
「枢木 の 里 ・ 悪霊 の 宿 ・ 本当に あった 怖い ギアス」（ドラマCD Episode 2収録）
「反逆学園 ギアス先生!」（ドラマCD Episode 3収録）
「ギアス 百物語」（ドラマCD Episode 3収録）
「ロイド と セシル の ナイトメアさん いらっしゃい」（ドラマCD Episode 4収録）
「ルルーシュ と いけない アルバイト」（ドラマCD Episode 4収録）
「Cタケ られた C.C.」（ドラマCD Episode 5収録）
「おでん屋 ナナちゃん」（ドラマCD Episode 5収録）
「るるる 合コン ラプソディー」（ドラマCD Episode 6収録）
「単車マン ジェレミア 全力大作戦」（ドラマCD Episode 6収録）
「皇神楽耶 鬼に 会う」（ドラマCD Episode 6収録）
「皇帝の人生相談」（ドラマCD Sound Variety R18収録）
パロディショートドラマ「土の味 R18」（ドラマCD Sound Variety R18収録）
キャスト居酒屋座談会（ドラマCD Sound Variety R18収録）

## 放送局

### 第1期放送局
| 放送地域            | 放送局                    | 放送期間                                                  | 放送日時                                        | 備考                                            |
| 本放送局（第1期）   | 本放送局（第1期）         | 本放送局（第1期）                                         | 本放送局（第1期）                               | 本放送局（第1期）                               |
| ------------------- | ------------------------- | --------------------------------------------------------- | ----------------------------------------------- | ----------------------------------------------- |
| 近畿広域圏          | 毎日放送（MBS）           | 2006年10月6日 - 2007年3月30日 2007年7月29日（24話・25話） | 金曜 1:25 - 1:55 日曜 2:25 - 3:25（24話・25話） | 製作局                                          |
| 北海道              | 北海道放送（HBC）         | 2006年10月6日 - 2007年3月30日 2007年8月5日（24話・25話）  | 金曜 2:10 - 2:40 日曜 3:10 - 4:10（24話・25話） |                                                 |
| 中京広域圏          | 中部日本放送（CBC）       | 2006年10月6日 - 2007年3月30日 2007年8月14日（24話・25話） | 金曜 2:50 - 3:20 火曜 1:30 - 2:30（24話・25話） |                                                 |
| 関東広域圏          | 東京放送（TBS）           | 2006年10月7日 - 2007年3月31日 2007年7月31日（24話・25話） | 土曜 1:55 - 2:25 火曜 4:00 - 5:00（24話・25話） |                                                 |
| 静岡県              | 静岡放送（SBS）           | 2006年10月7日 - 2007年3月31日 2007年8月3日（24話・25話）  | 土曜 2:15 - 2:45 金曜 1:44 - 2:44（24話・25話） |                                                 |
| 宮城県              | 東北放送（TBC）           | 2006年10月7日 - 2007年3月31日 2007年8月8日（24話・25話）  | 土曜 2:15 - 2:45 水曜 2:30 - 3:30（24話・25話） |                                                 |
| 広島県              | 中国放送（RCC）           | 2006年10月8日 - 2007年4月1日 2007年8月11日（24話・25話）  | 日曜 2:40 - 3:10 土曜 2:10 - 3:10（24話・25話） |                                                 |
| 熊本県              | 熊本放送（RKK）           | 2006年10月9日 - 2007年4月2日 2007年8月12日（24話・25話）  | 月曜 2:30 - 3:00 日曜 1:10 - 2:10（24話・25話） |                                                 |
| 岡山県・香川県      | 山陽放送（RSK）           | 2006年10月10日 - 2007年4月3日 2007年8月7日（24話・25話）  | 火曜 2:25 - 2:55 火曜 1:55 - 2:55（24話・25話） |                                                 |
| 福岡県              | RKB毎日放送               | 2006年10月11日 - 2007年4月4日 2007年8月2日（24話・25話）  | 水曜 2:28 - 2:58 木曜 2:05 - 3:05（24話・25話） |                                                 |
| 追加放送局（第1期） |                           |                                                           |                                                 |                                                 |
| 沖縄県              | 琉球放送（RBC）           | 2007年9月2日 - 2008年2月24日                              | 日曜 3:56 - 4:26                                | 2007年10月7日 - 2008年1月頃の間日曜 4:01 - 4:31 |
| 高知県              | テレビ高知（KUTV）        | 2007年9月6日 - 2008年2月28日                              | 木曜 1:39 - 2:09                                |                                                 |
| 山梨県              | テレビ山梨（UTY）         | 2007年9月7日 - 2008年2月29日                              | 金曜 1:55 - 2:25                                |                                                 |
| 青森県              | 青森テレビ（ATV）         | 2007年9月21日 - 2008年3月14日                             | 金曜 1:00 - 1:30                                |                                                 |
| 富山県              | チューリップテレビ（TUT） | 2007年10月1日 - 2008年3月24日 2008年3月31日               | 月曜 15:00 - 15:29 月曜 14:58 - 15:55           | [ 24 ]                                          |
| 愛媛県              | あいテレビ（ITV）         | 2007年10月4日 - 2008年3月27日                             | 木曜 1:25 - 1:55                                |                                                 |
| 山形県              | テレビユー山形（TUY）     | 2007年10月6日 - 2008年3月29日                             | 土曜 2:25 - 2:55                                |                                                 |
| 宮崎県              | 宮崎放送（MRT）           | 2007年10月7日 - 2008年3月23日                             | 日曜 2:07 - 2:37                                |                                                 |
| 福島県              | テレビユー福島（TUF）     | 2007年10月8日 - 2008年3月31日                             | 月曜 1:35 - 2:05                                |                                                 |
| 大分県              | 大分放送（OBS）           | 2007年10月8日 - 2008年3月17日 2008年3月24日 - 3月31日     | 月曜 2:20 - 2:50 月曜 2:20 - 3:20               |                                                 |
| 石川県              | 北陸放送（MRO）           | 2007年10月12日 - 2008年4月4日                             | 金曜 2:25 - 2:55                                |                                                 |
| 岩手県              | IBC岩手放送（IBC）        | 2007年11月4日 - 2008年3月9日 2008年3月16日 - 3月30日      | 日曜 5:30 - 6:00 日曜 5:00 - 6:00               |                                                 |
| 長野県              | 信越放送（SBC）           | 2008年1月4日 - 4月1日                                     | 火曜 2:30 - 3:00 水曜 2:30 - 3:00 ※週2回放送    |                                                 |
| 山口県              | テレビ山口（tys）         | 2008年1月7日 - 3月31日                                    | 月曜 1:05 - 1:35 木曜 3:15 - 3:45 ※週2回放送    |                                                 |
| 鹿児島県            | 南日本放送（MBC）         | 2008年1月11日 - 4月4日                                    | 金曜 1:00 - 2:00 ※2話連続放送                   |                                                 |
| 新潟県              | 新潟放送（BSN）           | 2008年1月12日 - 4月5日                                    | 土曜 3:05 - 4:05 ※2話連続放送                   |                                                 |
| 兵庫県              | サンテレビ（SUN）         | 2018年4月7日 - 9月22日                                    | 金曜 0:00 - 0:30                                | 兵庫県内では実質再放送                          |
| 衛星放送（第1期）   |                           |                                                           |                                                 |                                                 |
| 日本全域            | アニマックス              | 2006年11月7日 - 2007年5月6日 2007年8月25日（24話・25話）  | 火曜 23:00 - 23:30 （リピート放送あり）         | CS放送                                          |
| 日本全域            | BS-i                      | 2007年10月7日 - 2008年3月23日                             | 日曜 11:30 - 12:00                              | BS放送                                          |
| 日本全域            | キッズステーション        | 2010年7月9日 - 12月24日                                   | 金曜 0:00 - 0:30 （リピート放送あり）           | CS放送                                          |
| 日本全域            | BS11                      | 2017年10月1日 - 12月24日                                  | 日曜 19:00 - 20:00 ※2話連続放送                 | BS放送 / アニメ+枠                              |

2007年9月以降に放送を開始した地上波追加放送局およびBS-i・BS11では8.5話と17.5話は未放送。

### 第2期放送局（R2）
| 放送地域                  | 放送局                   | 放送期間                       | 放送日時                                | 備考                                   |
| （第2期）                 | （第2期）                | （第2期）                      | （第2期）                               | （第2期）                              |
| ------------------------- | ------------------------ | ------------------------------ | --------------------------------------- | -------------------------------------- |
| 全国放送 （一部地域除く） | 毎日放送（MBS）・TBS系列 | 2008年4月6日 - 9月28日         | 日曜 17:00 - 17:30                      | 秋田県・福井県・徳島県・佐賀県を除く。 |
| 全国放送                  | アニマックス             | 2008年5月12日 - 10月27日       | 月曜 19:00 - 19:30 （リピート放送あり） | TBS系列より36日遅れ                    |
| 全国放送                  | BS-i                     | 2008年10月5日 - 2009年3月29日  | 日曜 11:30 - 12:00                      |                                        |
| 全国放送                  | BS11                     | 2017年12月24日 - 2018年3月18日 | 日曜 19:00 - 20:00 ※2話連続放送         | BS放送 / アニメ+枠                     |
| 兵庫県                    | サンテレビ（SUN）        | 2017年10月6日 - 2018年3月23日  | 金曜 0:00 - 0:30（木曜深夜）            | 兵庫県内では実質再放送                 |

### 日本国外
| 国    | 放送局           | 放送期間        | 放送日時                          | 備考  |
| 第1期 | 第1期            | 第1期           | 第1期                             | 第1期 |
| ----- | ---------------- | --------------- | --------------------------------- | ----- |
| 台湾  | アニマックス台湾 | 2010年4月23日 - | 月曜 - 金曜 21:00 - 21:30 （CST） |       |
| 第2期 |                  |                 |                                   |       |
| 台湾  | アニマックス台湾 | 2010年5月28日 - | 月曜 - 金曜 21:00 - 21:30 （CST） |       |

## 受賞歴
コードギアス 反逆のルルーシュ
- 東京アニメアワード2007 優秀作品賞テレビ部門
- 第12回アニメーション神戸賞作品賞テレビ部門
- 第11回文化庁メディア芸術祭アニメーション部門審査委員会推薦作品選出

コードギアス 反逆のルルーシュ R2
- 第13回アニメーション神戸賞作品賞テレビ部門
- 東京アニメアワード2009 優秀作品賞テレビ部門、脚本賞（大河内一楼）、声優賞（福山潤）
- 2011年ジャパンエキスポ・アワード オリジナル作品賞
- 第12回文化庁メディア芸術祭アニメーション部門審査委員会推薦作品選出

## 関連商品

### DVD・BD
テレビシリーズのDVDとBlu-ray Discの累計出荷枚数は、2010年4月22日時点で発売された全巻で170万枚を超えている。
第2期・第1巻の『コードギアス 反逆のルルーシュ R2 volume01』は、2008年9月1日付のランキングにて、初の同一アニメ作品のDVD・BD両メディアダブル首位となった。
第1期
テレビシリーズは全9巻で発売。ブックレットには福山潤のメッセージや「咲世子の日記」「ルルーシュ先生のブリタニア史講座」メカ・キャラクターの解説などが載っている。2期のパッケージ発売に伴い、BDが毎月1巻毎発売された。
- 第1巻 2007年1月26日発売。stage1を収録。ピクチャードラマ「stage0」収録。その他『コードギアス 緊急ナビニュース』も収録するなど、様々な特典が付属。
- 第2巻 2007年2月23日発売。stage2 - stage4を収録。ピクチャードラマ「stage3.25」収録。初回特典は特製ブックカバー。
- 第3巻 2007年3月23日発売。stage5 - stage7を収録。ピクチャードラマ「stage6.75」収録。初回特典はオリジナルハンカチ。
- 第4巻 2007年4月25日発売。stage8 - stage10を収録。ピクチャードラマ「stage9.75」とテレビで放送された「stage8.5」も収録。初回特典はオリジナルピンズ2種。パッケージに記載はないがCLAMP描き下ろしショートコミックが封入されている。
- 第5巻 2007年5月25日発売。stage11 - stage13を収録。ピクチャードラマ「stage4.33」収録。初回特典はEDイラストを使用したポストカード2（全5種）
- 第6巻 2007年6月22日発売。stage14 - stage16を収録。ピクチャードラマ「stage8.75」収録。初回特典はオリジナルピンズ2種（スザクとカレン）。
- 第7巻 2007年7月27日発売。stage17 - stage19を収録。ピクチャードラマ「stage9.33」収録。初回特典は設定資料及びCLAMPによるショートコミック。
- 第8巻 2007年8月24日発売。stage20 - stage22を収録。ピクチャードラマ「stage22.25 幸せな時代」収録。初回特典はオリジナルビンズ（2種類）。
- 第9巻 2007年9月25日発売。stage23 - stage25を収録。ピクチャードラマ「stage23.95」収録。初回特典は、CLAMP描き下ろしによる全巻収納BOX。

DVDマガジン
ラジオ「はんぎゃく日記」出張版動画、キャラクター名台詞ランキング、続編の予告映像および「咲世子の日記」「ルルーシュ先生のブリタニア史講座」の動画版を収録。
- コードギアス 反逆のルルーシュ DVDマガジン 1、2007年12月21日発売。
- コードギアス 反逆のルルーシュ DVDマガジン 2、2008年1月25日発売。

スペシャルエディション
- コードギアス 反逆のルルーシュ SPECIAL EDITION BLACK REBELLION 2008年2月22日発売。アニメ第1期をルルーシュの視点で振り返る。C.C.役のゆかなのナレーションで展開される。2008年3月発売のPSP版ゲームの限定版にはUMDビデオで収録された。

Blu-ray BOX
- コードギアス 反逆のルルーシュ 5.1ch Blu-ray BOX 2013年9月25日発売。ピクチャードラマ「stage0.97」収録。

第2期（R2）
DVDとBDが同時発売。
- 第1巻 2008年8月22日発売。TURN1を収録。イラストドラマ「TURN0.923」収録。初回特典はポストカードとCLAMPによるキャラクター原案画稿、河口佳高をゲストに迎えた「コードギアス はんぎゃく日記 出張版 R2」。
- 第2巻 2008年9月26日発売。TURN2 - TURN4を収録。イラストドラマ「TURN0.56」収録。初回特典は「特製ロロぞうきん」。
- 第3巻 2008年10月24日発売。TURN5 - TURN7を収録。イラストドラマ「Stage7.19」収録。初回特典は「特製設定資料集」。
- 第4巻 2008年11月21日発売。TURN8 - TURN10を収録。イラストドラマ「TURN9.34」収録。初回特典は「特製設定資料集収納ホルダー」。
- 第5巻 2008年12月19日発売。TURN11 - TURN13を収録。イラストドラマ「TURN12.59」収録。初回特典は「第2期エンディングのポストカード」。
- 第6巻 2009年1月23日発売。TURN14 - TURN16を収録。イラストドラマ「TURN12.31」収録。初回特典は「特製設定資料集2」。
- 第7巻 2009年2月20日発売。TURN17 - TURN19を収録。イラストドラマ「TURN19.02」収録。初回特典はCLAMPによるキャラクター原案画稿2。
- 第8巻 2009年3月27日発売。TURN20 - TURN22を収録。イラストドラマ「TURN22.05」収録。初回特典はCLAMPによるキャラクター原案画稿3。
- 第9巻 2009年4月24日発売。TURN23 - TURN25を収録。イラストドラマ収録。初回特典は「特製全巻収納BOX」

Blu-ray BOX
- コードギアス 反逆のルルーシュ R2 5.1ch Blu-ray BOX 2014年3月26日発売。イラストドラマ「TURN12.06」収録。

### CD
ドラマCDについてはコードギアスを参照。
- コードギアス 反逆のルルーシュO.S.T.（2006年12月20日、VICL-62187）
前期エンディングテーマ「勇侠青春謳 TV Ver.」、Hitomi（黒石ひとみ）による挿入歌「Stories」と「Masquerade」を含め、全22曲収録。
音楽は中川幸太郎と黒石ひとみが担当。
ジャケットイラストは木村貴宏描き下ろし。
- コードギアス 反逆のルルーシュO.S.T.2（2007年3月24日、VICL-62308）
前期オープニテーマ「COLORS -CODE GEASS OPENING MIX-」、酒井ミキオによる挿入歌「Callin'」と「ピカレスク」、Hitomiによる挿入歌「Alone」と「Innocent Days」、Hiroki Shimizu、Masashi Kohata、Hideo Negiによる挿入歌「Black Knights」を含め、全23曲収録。
音楽は中川幸太郎と黒石ひとみ、サウンドプロデュースは伊藤圭一が担当。
ジャケットイラストは木村貴宏描き下ろし。
- コードギアス 反逆のルルーシュ キャラクターソングベスト（2009年7月1日、VTCL-60119）
- コードギアス 反逆のルルーシュR2 O.S.T.（2008年8月27日、VTCL-60071）
| [icon] | この節の加筆が望まれています。 |
- コードギアス 反逆のルルーシュR2 O.S.T.2（2008年9月24日、VTCL-60072）
| [icon] | この節の加筆が望まれています。 |
- CODE GEASS COMPLETE BEST（2009年1月14日、SMCL-163/4）
- コードギアス 反逆のルルーシュ CODE BLACK+（2018年2月21日、VTCL-60470）
- コードギアス 反逆のルルーシュ ピアノソロコレクション（2018年3月28日、YCCS-10063）
テレビシリーズ第1期・第2期から、主題歌や名場面の劇中曲より選ばれた全13曲のピアノアレンジを収録。演奏はピアニート公爵が担当。
- コードギアス 復活のルルーシュ オリジナルサウンドトラック（2019年2月13日、VTCL-60480／初回限定版：VTZL-153）
全80曲を収録した2枚組。| [icon] | この節の加筆が望まれています。 |
- コードギアス 反逆のルルーシュ ピアノソロコレクションVol.2（2019年3月20日、YCCS-10068）
劇場アニメ3部作の主題歌や、テレビシリーズの名場面の劇中曲より選ばれた全8曲のピアノアレンジを収録。演奏は前回から引き続きピアニート公爵が担当。編曲はピアニート公爵に加え、タカノユウヤが手がけた。
- コードギアス反逆のルルーシュ オーケストラコンサート（2019年7月17日、YCCS-10073/4）
2019年3月22日に開催されたピアニート公爵が指揮を務めた[33]アニメ「コードギアス反逆のルルーシュ」のオーケストラコンサートの音源を全38曲収録した2枚組。

### 書籍
- コードギアス反逆のルルーシュ GRAPHICS
  - ZERO（角川書店、2007年3月23日発売、ISBN 978-4-04-854079-7）
  - ASHFORD（角川書店、2007年3月23日発売、ISBN 978-4-04-854080-3）
- 公式ガイドブック コードギアス 反逆のルルーシュ The Complete（角川書店、2007年8月30日発売、ISBN 978-4048541183）
- コードギアス 反逆のルルーシュ illustrations
  - Rebels（角川グループパブリッシング、2008年4月4日発売、ISBN 978-4048541695）
  - Relation（角川グループパブリッシング、2008年12月5日発売、ISBN 978-4-04-854287-6）
- コードギアス反逆のルルーシュPERFECT STAGE FAN BOOK（学研プラス、2008年5月27日発売、ISBN 978-4-05-605177-3）
- コードギアス 反逆のルルーシュ 電撃データコレクション（アスキーメディアワークス、2008年6月26日発売、ISBN 978-4048670807）
- コードギアス 反逆のルルーシュR2 CHARACTERS
  - WITH:LELOUCH（角川グループパブリッシング、2008年8月8日発売、ISBN 978-4-04-854226-5）
  - VS:ZERO（角川グループパブリッシング、2008年8月8日発売、ISBN 978-4-04-854227-2）
- コードギアス 反逆のルルーシュ ロマンアルバム（徳間書店、2008年8月8日発売、ISBN 978-4197202546）
- やさしいピアノ弾き語り コードギアス 反逆のルルーシュ（シンコーミュージック、2008年9月24日発売、ISBN 978-4401020638）
- 公式ガイドブック コードギアス 反逆のルルーシュ R2 The Complete（角川グループパブリッシング、2008年10月24日発売、ISBN 978-4048542494）
- MUTUALITY:CLAMP works in CODE GEASS（角川グループパブリッシング、2008年12月5日発売、ISBN 9784048542869）
- コードギアス 反逆のルルーシュR2 PERFECT TURN FAN BOOK（学研プラス、2009年1月31日発売、ISBN 978-4-05-605415-6）
- コードギアス 反逆のルルーシュR2 電撃データコレクション（アスキーメディアワークス、2009年2月25日発売、ISBN 978-4048676434）
- PASH! ANIMATION FILE 03 コードギアス 反逆のルルーシュ（主婦と生活社、2009年3月14日発売、ISBN 978-4391628128）
- コードギアス 反逆のルルーシュ Heroine's Tribute（一迅社、2009年4月30日発売、ISBN 978-4758011402）
- コードギアスアーカイブス2006ー2008 in Animage ロマンアルバム（徳間書店、2009年6月28日、ISBN 978-4197202713）
- クリティカル・ゼロ コードギアス 反逆のルルーシュ（樹想社、2009年12月8日発売、ISBN 978-4877770938）
- コードギアス 亡国のアキト&反逆のルルーシュぴあ（ぴあ、2016年2月4日発売、ISBN 978-4835625973）
- コードギアス 反逆のルルーシュ 豪華設定資料集（受注生産、2017年2月17日予約締切、2017年3月下旬到着（出版物ではない））
- コードギアス 木村貴宏イラスト集（受注生産、2017年2月17日予約締切、2017年3月下旬到着（出版物ではない））
- ルルーシュぴあ（ぴあ、2017年10月16日発売、ISBN 978-4835632599）
- ピアノソロ 『コードギアス 反逆のルルーシュ』/『コードギアス 反逆のルルーシュ R2』ベスト・セレクション（ヤマハミュージックエンタテインメントホールディングス、2018年3月26日発売、ISBN 978-4636953251）
- ピアノソロ『コードギアス 反逆のルルーシュ』 ピアノソロコレクション（ヤマハミュージックエンタテインメントホールディングス、2018年4月27日発売、ISBN 978-4636954029）
- ピアノソロ『コードギアス 反逆のルルーシュ 劇場3部作』ピアノ・セレクション（ヤマハミュージックエンタテインメントホールディングス、2018年6月9日発売、ISBN 978-4636953268）
- 劇場版 コードギアス 反逆のルルーシュ 3部作ワールドガイド（双葉社、2018年9月29日発売、ISBN 978-4-575-46510-5）
- コードギアス メカニカルコンプリーション（ホビージャパン、2018年12月1日発売、ISBN 978-4798618289）
- コードギアス 反逆のルルーシュ ゼロぴあ（ぴあ、2019年2月12日発売、ISBN 978-4835635859）
- コードギアス 復活のルルーシュ 豪華設定資料集（受注生産、2019年10月20日予約締切、2019年12月中旬到着（出版物ではない））
- コードギアス 復活のルルーシュ メカニカルコンプリーション（ホビージャパン、2019年12月5日発売、ISBN 978-4798620824）
- コードギアス 反逆のルルーシュ 生徒会報 HOPE!
  - Volume.1（メディアパル、2021年4月23日発売、ISBN 978-4802193047）
  - Volume.2（メディアパル、2021年5月21日発売、ISBN 978-4802193054）
  - Volume.3（メディアパル、2021年6月25日発売、ISBN 978-4802193061）
  - Volume.4（メディアパル、2021年7月24日発売、ISBN 978-4802193078）
  - Volume.5（メディアパル、2021年8月27日発売、ISBN 978-4802193085）
  - Volume.6（メディアパル、2021年9月24日発売、ISBN 978-4802193092）
  - Volume.7（メディアパル、2021年10月22日発売、ISBN 978-4802193108）
  - Volume.8（メディアパル、2021年12月17日発売、ISBN 978-4802193115）
  - Volume.9 （メディアパル、2022年1月14日発売、ISBN 978-4802193122）
  - Volume.10（メディアパル、2022年1月28日発売、ISBN 978-4802193139）
  - Volume.11（メディアパル、2022年2月25日発売、ISBN 978-4802193146）
  - Volume.12（メディアパル、2022年3月25日発売、ISBN 978-4802193153）

### パチンコ
- CRぱちんこコードギアス 反逆のルルーシュ（2013年12月16日、京楽産業.）
基本大当たり確率は1/198.6。
- CRコードギアス 反逆のルルーシュ〜エンペラーロード〜 (2018年2月19日、ビスティ)
大当たり確率は1/319.7のミドルスペック。65％継続の確変ループ機。
- Pコードギアス 反逆のルルーシュ（2021年1月4日、ビスティ）
大当たり確率は1/319.7で、確変は無し。時短1回転+残保留4個のブラックリベリオン（時短中の大当たり確率は約1/6.8）を突破してから時短11回転or250回転+残保留4個のコードギアスチャンスで出玉を伸ばすタイプ。
- Pコードギアス 反逆のルルーシュ ライトver.（2022年3月7日、ビスティ）
- Pコードギアス 反逆のルルーシュ Rebellion to Re;surrection（2023年5月8日、ビスティ）
- Pコードギアス 反逆のルルーシュ Rebellion to Re;surrection ライトver.（2024年3月4日、ビスティ）

### パチスロ
- パチスロコードギアス 反逆のルルーシュ（2012年3月21日、サミー）
- パチスロコードギアス 反逆のルルーシュR2（2016年5月30日、サミー）
- パチスロコードギアス 反逆のルルーシュR2 C.C.version（2018年1月9日、サミー）
- パチスロコードギアス 反逆のルルーシュ3 （2021年8月2日、サミー（製造：銀座））
- パチスロコードギアス 反逆のルルーシュ3 C.C.&Kallen ver.（2023年6月5日、サミー（製造：ロデオ））
- スマスロ コードギアス 反逆のルルーシュ／復活のルルーシュ（2024年2月5日、サミー）
ルルーシュおよび同R2はA+ART、R2 C.C.versionはA+RT機、3及び3 C.C.&Kallen ver.はA+AT機（3はATが主でC.C.&Kallen ver.はボーナスが主）。スマスロ 反逆／復活はAT機。

### 携帯サイト
geass★Net
会員制の情報サイト。2014年6月で終了した。
本編のストーリーやキャラクター紹介、ミニゲームや掲示板などのコンテンツに加え、番組放送中に投票された名シーンの上位発表などがあった。有料会員になると監督などスタッフや声優などによるコラムを読むことができるほか、コラムにはストーリーの裏話的な内容も掲載されていた。

## 劇場版

### 劇場版3部作
1期と『R2』をベースにしつつ、全セリフを新規アフレコし、『R2』の「先の時代の物語」に繋げる形に再構成される劇場版総集編。主要キャストは基本的にテレビシリーズと同じ声優がキャスティングされているが、逝去した人物や当時子役を配役していたキャラクターについては新たな声優に変わっている。
第1作目『コードギアス 反逆のルルーシュ I 興道』（コードギアス はんぎゃくのルルーシュ 第1部 こうどう）は2017年10月21日より全国79館でロードショー公開（以下、タイトルの読み「コードギアス はんぎゃくのルルーシュ」部分は省略）。
第2作目『コードギアス 反逆のルルーシュ II 叛道』（第2部 はんどう）は2018年2月10日に公開。
3部作完結篇『コードギアス 反逆のルルーシュ III 皇道』（第3部 おうどう）は2018年5月26日に公開。

#### 追加・変更点
原作アニメにあたるテレビシリーズ本編（テレビ版）との変更点や追加描写は以下の通り。
『I 興道』
- ルルーシュとナナリーの日本行きをクロヴィス、コーネリアら皇族と、ダールトン、ジェレミアが見送るシーンが冒頭で追加されている。また、『双貌のオズ』のマリーベルと『戦果の天秤』のライラ、ノネット・エニアグラムもその場にいる。オデュッセウス、ギネヴィア、シュナイゼルはいない。
- カレンが「ルルーシュはゼロではないか」という疑問は、「妹の世話をしなければならないから戦闘に参加する暇はないだろう」という結論で解消されている。
- ジェレミアが「オレンジ」と蔑まれる描写が少なくなっている。そのため、第5話における純血派によるジェレミア粛清は起きておらず、スザクがユーフェミアを皇族と知るのはロイドから直接聞いたということに変更された。
- 第6話のような日常回がカットされている。
- 第7話のサイタマゲットー戦と第8話のホテルジャック事件がカットされており、草壁徐水は登場しない。また、ゼロによる黒の騎士団設立の演説はダイジェストで紹介され、コーネリアとの初対面はナリタ戦ということになっている。
- マオのエピソードがカットされている。そのため、シャーリーの父は死亡せず、シャーリーがルルーシュのギアスでルルーシュに関する記憶を無くすエピソードも無い。さらに、ヴィレッタを銃撃するのはシャーリーではなく黒の騎士団に加担したディートハルトに変更された。
- ルルーシュとシャーリーが軽く交際中であるという設定に変更されており、シャーリーがルルーシュを探すシーンがいくつか追加されている。
- 桐原泰三とルルーシュの話し合いの場が変更されており、C.C.は同行しない。また、原作ではカレンが扇や玉城と同行していたが、本作品ではカレンではなく井上が同行している。
- 片瀬帯刀の死は、新たに追加されたルルーシュとC.C.の話し合いのシーンで語られる。

『II 叛道』
- マオのエピソードが無いため、ルルーシュが枢木首相暗殺事件の真実を知るのはナリタ戦におけるC.C.のショックイメージ発動中に見たビジョンによるものと変更された。
- 第19話の、ルルーシュ、スザク、カレン、ユーフェミアが神根島へ漂流するエピソードがカットされた。このため、以下の点が変更されている。
  - ルルーシュはスザクにギアスをかけた直後、カレンに救助されている。
  - アヴァロンからハドロン砲を発射したのは、ガウェイン（試作段階）ではなくシュナイゼルの命でエリア11に派遣されたアーニャがモルドレッドを用いて発射したことになった。これにより、黒の騎士団はタンザニアで鹵獲されたものとしてガウェインを入手する。
  - ユーフェミアがゼロをルルーシュだと疑うのは、第21話におけるルルーシュとの会話中ということに変更された。これにより、ユーフェミアがゼロの正体をルルーシュと確信するのは、行政特区日本でのG-1ベースのブリッジ内で対面した時となっている。
  - ブラックリベリオン中に、中華連邦の星刻から黒の騎士団に向けて協力締結の通信が入る。これにより、ブラックリベリオンの失敗で黒の騎士団の団員がブリタニアに捕縛されることはなく、中華連邦に匿われている。

- 『R2』の前半（第1話 - 第13話）はほぼカットされている。これに伴って以下の点が変更され、新規に描き下ろされた描写が多数存在する。
  - ブリタニアの視点から黒の騎士団の活動記録が新規のダイジェストで紹介されており、ゼロの復活の経緯もルルーシュ、C.C.、ジェレミアの会話で語られる。
  - スザクとナイトオブラウンズの初対面シーンが挿入されており、スザクと対面したアーニャは式根島で彼を殺害しかけたことを思い出して罪悪感を抱いていたことが描写されている。
  - ロロがシャーリーを殺害するエピソードもカットされたため、シャーリーは生存する。これにより、シャーリーはジェレミアのギアスキャンセラーでシャルルのギアスを解除され、ゼロの正体がルルーシュかもしれないという記憶を取り戻した直後、ジェレミアからルルーシュにこれ以上関わらないよう忠告を受ける。この場面で、『II』におけるシャーリーの出番は終了する。

- 先述のシャーリーの件により、ルルーシュがギアス嚮団を殲滅する理由が変更された。
- テレビ版ではV.V.が「ジェレミアがマリアンヌに忠誠を誓っている」ことを知っているかは不明だったが、本作品では知っていたことになっている。

『III 皇道』
- 第二次トウキョウ決戦の時点で既にニーナはゼロがルルーシュであることをシュナイゼルから知らされ、イレヴンへの偏見よりもそちらを理由にスザクにフレイヤを委ねている。
- 第二次トウキョウ決戦後に、ゼロとギアスに関する情報をシュナイゼルに暴露された扇たちは日本解放を条件に裏切るのではなく、ギアスやゼロの素性に関する事実確認を行うために包囲していたが、シュナイゼルとカノンが既にゼロを排除するべく手を打ち、ブリタニア兵士たちに銃撃を命令。止める扇を、ギアスを使われる可能性を示唆して言いくるめる。黒の騎士団側はゼロを撃たず、シュナイゼル側の強硬となっている。そのため、扇は特にゼロと敵対することを悔やみ、追放したことを負い目に感じていた。
- フレイヤ使用後のスザクはシュナイゼルに何も言うことなく、独断で神根島へ向かい皇帝を暗殺した後にシュナイゼルを皇帝に擁立することで『ナイトオブワン』になるという強硬手段に出ていた。
- ラグナレクの接続を阻止した後、ルルーシュがシャーリーに電話をかけるが終始無言であった。ただし、シャーリー自身は遠回しながら自分が全てを思い出したことを告げ、何かを成そうとしていることを察しながらもルルーシュの味方であることを告げるが、無言で電話を切られ、一人生徒会室で涙を流した。
  - 同様にビスマルク撃破後にC.C.がシャーリーに接触を行い、ゼロレクイエムについてもシャーリーは知ることになる。

- ニーナが超合集国への参加表明後にルルーシュに協力するのではなく、最初からゼロレクイエムに協力しており、自分が開発したフレイヤで善意が暴走したシュナイゼルの計画に責任を感じたという動機付けがされている。スザクもシャルル皇帝亡き後にシュナイゼルが皇帝になれば、その手腕で世界に平和をもたらせたと口にしている。
- ゼロレクイエム後にカレンが登校するシーンでは、シャーリーと待ち合わせている場面に差し替えられた。また、カレンのモノローグが前半をテレビ版と同様にカレンが、後半部分をシャーリーが締めくくっている。折しもルルーシュに想いを寄せている二人の少女が、ゼロレクイエム後の世界をルルーシュに告げるという形でエンディングに入った。
- エピローグでは、ヨーロッパへ旅に出たC.C.がジェレミアとシャーリーからあるものを運び込んだ手紙を受け取り、同じくルルーシュに思いを馳せることで、次作の『復活のルルーシュ』へ続く形が取られた。

#### 声の出演（劇場版3部作）
（出典）
- ルルーシュ・ランペルージ - 福山潤
- 枢木スザク - 櫻井孝宏
- C.C. - ゆかな
- 紅月カレン - 小清水亜美
- ナナリー・ランペルージ - 名塚佳織
- シャーリー・フェネット - 折笠富美子
- ミレイ・アッシュフォード - 大原さやか
- リヴァル・カルデモンド - 杉山紀彰
- ニーナ・アインシュタイン - 千葉紗子
- シャルル・ジ・ブリタニア皇帝 - 若本規夫
- シュナイゼル・エル・ブリタニア - 井上倫宏
- ロイド・アスプルンド - 白鳥哲
- セシル・クルーミー - 井上喜久子
- コーネリア・リ・ブリタニア - 皆川純子
- ユーフェミア・リ・ブリタニア - 南央美
- アンドレアス・ダールトン - 梁田清之
- ギルバート・G・P・ギルフォード - 幸野善之
- ジェレミア・ゴットバルト - 成田剣
- ヴィレッタ・ヌゥ - 渡辺明乃
- ディートハルト・リート - 中田譲治
- 扇 - 真殿光昭
- 玉城 - 檜山修之[注 26]

以下、第2部より出演する主なキャスト
- ロロ・ランペルージ - 水島大宙
- 星刻 - 緑川光
- ビスマルク・ヴァルトシュタイン - 内田聡明
- ジノ・ヴァインベルグ - 保志総一朗
- アーニャ・アールストレイム - 後藤邑子
- V.V. - 河城英之介[注 27]
- 天子 - 須藤沙織[注 28]
- マリアンヌ・ヴィ・ブリタニア - 百々麻子

#### スタッフ（劇場版3部作）
（出典）
- 監督・構成 - 谷口悟朗
- シリーズ構成 - 大河内一楼
- 演出 - 秋田谷典昭
- キャラクターデザイン原案 - CLAMP
- キャラクターデザイン - 木村貴宏
- ナイトメアデザイン - 安田朗、中田栄治、阿久津潤一
- メカニカルデザイン・コンセプトデザイン - 寺岡賢司
- メインアニメーター - 木村貴宏、千羽由利子、中田栄治、中谷誠一
- 美術監督 - 菱沼由典
- 色彩設計 - 岩沢れい子、柴田亜紀子
- 撮影監督 - 千葉洋之、大矢創太
- 編集 - 森田清次
- 音響監督 - 井澤基、浦上靖之
- 音楽 - 中川幸太郎、黒石ひとみ
- 配給 - ショウゲート
- 製作 - サンライズ、コードギアス製作委員会

#### 主題歌（劇場版3部作）
第1部（『I』）
オープニングテーマ「COLORS」
作詞 - KOHSHI ASAKAWA、KEIGO HAYASHI / 作曲 - TAKESHI ASAKAWA / 編曲 - FLOW & KOICHI TSUTAYA / 歌 - FLOW
主題歌「赤だけが足りない」
作詞 - 井上秋緒 / 作曲 - 浅倉大介 / 歌 - Iris
第2部（『II』）
オープニングテーマ「勇侠青春謳」
作詞 - 宝野アリカ / 作曲・編曲 - 片倉三起也 / 歌 - ALI PROJECT
挿入歌「今はここに」
作詞 - 谷口悟朗・沖野俊太郎 / 作曲 - 沖野俊太郎 / 歌 - 相坂優歌
主題歌「The Moon」
作詞・作曲 - 藤原さくら / 編曲 - mabanua / 歌 - 藤原さくら
第3部（『III』）
オープニングテーマ「WORLD END」
作詞 - KOHSHI ASAKAWA,KEIGO HAYASHI / 作曲 - TAKESHI ASAKAWA / 編曲 - FLOW & KOICHI TSUTAYA / 歌 - FLOW
挿入歌「螺旋のピース」
歌 - Rayflower
主題歌「NE:ONE」　
歌 - Survive Said The Prophet

#### BD/DVD
- コードギアス 反逆のルルーシュI 興道 2018年2月23日
- コードギアス 反逆のルルーシュII 叛道 2018年6月8日
- コードギアス 反逆のルルーシュIII 皇道 2018年9月26日

#### 配信サイト(HD/SD)
- Amazonビデオ、J:COMオンデマンド、TSUTAYA TV、ひかりTV、PlayStation™Video、U-NEXT、Rakuten TV、Google Play

第1部　発売日時：2018年2月23日
第2部　発売日時：2018年6月8日
第3部　発売日時：2018年9月26日

## 復活のルルーシュ
2019年2月9日に全国約120劇場で公開された。テレビ版の続編ではなく、劇場版3部作の続編に当たる内容となっている。

### あらすじ（復活のルルーシュ）
ゼロレクイエムから1年後、光和2年。世界は再編成された超合集国を中心にまとまり、平和な日々を謳歌していた。しかし、仮面の男ゼロとして、ナナリーの難民キャンプ慰問に同行したスザクは、シャリオ国王率いるジルクスタン王国が仕掛けた罠に敗れ、二人は連れ去られてしまう。
シュナイゼルから「ハシュベスの戸惑い」と呼ばれるナナリー拉致事件の偵察任務を受けたカレン、ロイド、咲世子は潜入したジルクスタン王国で「敵と味方の認識を入れ替える」ギアス能力を有する暗殺部隊の隊長クジャパットに襲われる。カレンにギアスを使い咲世子との同士討ちを狙うが、元嚮主様と呼ばれるC.C.が介入したことにより撤退。C.C.に協力することにしたカレンとロイドと咲世子は、Cの世界へアクセス出来る遺跡、アラムの門がある嘆きの大監獄へと向かう。
C.C.はルルーシュとの「約束」を信じて、シャーリーとジェレミアに協力を仰ぎ、シャルルからコードを受け継いだ可能性があるルルーシュの遺体を回収して貰っていた。ルルーシュが集合無意識にかけたギアスの影響で『Cの世界』の理が乱れ、不完全に継承していたコードにより身体は蘇ったものの、心をCの世界に置いたままの虚ろな形で蘇生されてしまう。C.C.はルルーシュの精神を再構築しようとCの世界へのアクセスを試みたが、自由に入ることは出来なくなっていた。
ルルーシュの心を取り戻すべく、C.C.は肉体だけの虚ろな彼の世話をしながら『Cの世界』へアクセス出来る遺跡を巡り、世界中を旅した末にジルクスタン王国を訪れる。そこで偶然再会したカレン達の協力を得て、アラムの門へと辿り着く。
『Cの世界』へ入ったC.C.が見たものは、どこにも行けない人々の意識と、障壁となりルルーシュの魂を引き留めるシャルルの「欲望の残滓」だった。
残ったルルーシュの意識も集合無意識に呑み込まれかけるが、かつて自分に寄り添ってくれた人々の魂に助けられ、コードとギアス両方を保持した状態で復活した。

### その他 (復活のルルーシュ)
監督の谷口悟郎は、オープニング歌である家入レオの「この世界で」はC.C.の心情を表しており、そしてエンディング歌のUNIONEの「リバイブ」はそれに対するルルーシュの返事で、アンサーソングのようになっていると語っている。

### 声の出演（復活のルルーシュ）
（出典）
- ルルーシュ・ランペルージ - 福山潤
- C.C. - ゆかな
- 枢木スザク - 櫻井孝宏
- ナナリー・ランペルージ - 名塚佳織
- 紅月カレン - 小清水亜美
- ロイド・アスプルンド - 白鳥哲
- 篠崎咲世子 - 新井里美
- シャムナ - 戸田恵子
- シャリオ - 村瀬歩
- ボルボナ・フォーグナー - 大塚明夫
- シェスタール・フォーグナー - 島﨑信長
- ベルク・バトゥム・ビトゥル - 高木渉
- スウェイル・クジャパット - 津田健次郎

### スタッフ（復活のルルーシュ）
（出典）
- 監督・構成 - 谷口悟朗
- 脚本 - 大河内一楼
- キャラクターデザイン原案 - CLAMP
- キャラクターデザイン - 木村貴宏
- ナイトメアフレームデザイン原案 - 安田朗
- ナイトメアフレームデザイン - 中田栄治
- メカニカルデザイン・コンセプトデザイン - 寺岡賢司
- メインアニメーター - 木村貴宏、千羽由利子、中田栄治、中谷誠一
- 美術監督 - 菱沼由典
- 色彩設計 - 柴田亜紀子
- 撮影監督 - 千葉洋之
- 編集 - 森田清次
- 音響監督 - 井澤基、浦上靖之
- 音楽 - 中川幸太郎
- 配給 - ショウゲート
- 製作 - サンライズ、コードギアス製作委員会

### 主題歌（復活のルルーシュ）
オープニング主題歌「この世界で」
作詞・作曲 - 尾崎雄貴 / 歌 - 家入レオ
挿入歌「美しき獣たちのための」
作詞 - 宝野アリカ / 作曲・編曲 - 片倉三起也尾 / 歌 - ALI PROJECT
主題歌「リバイブ」
作詞 - Kanata Okajima,Daisuke Nakamura,YUTA(UNIONE) / 作曲 - Daisuke Nakamura / 歌 - UNIONE

### ピクチャードラマ（復活のルルーシュ）
| #           | サブタイトル | 脚本       | 作画     | 出演                                                |
| ----------- | ------------ | ---------- | -------- | --------------------------------------------------- |
| Re;f 103.00 | 深海のカケラ | 大河内一楼 | 木村貴宏 | 福山潤、ゆかな                                      |
| Re;f 1.05   | 密談のハマム | 大河内一楼 | 木村貴宏 | 小清水亜美、名塚佳織、後藤邑子 千葉紗子、かないみか |

### BD/DVD
- コードギアス 復活のルルーシュ　2019年12月5日
  - 本編Disc
  - PV&CM集
  - 音声特典： DTS®Headphone:X®（本編音声） - 普通のヘッドフォンを使い、5.1chの音場感を再現したもの。
  - 特典Disc
  - ビジュアルコメンタリー（出演：福山潤、櫻井孝宏、谷口悟朗）
  - 舞台挨拶映像 - 2019年2月9日新宿バルト9、TOHOシネマズ 上野、2019年4月13日新宿バルト9 の模様を収録（各出演者は省略）
  - ピクチャードラマ「Re;f 103.00　深海のカケラ」 （脚本：大河内一楼、作画：木村貴宏、出演：福山潤、ゆかな 他）
  - 特製ブックレット（52P）、ポストカード（8枚）、CLAMP原案イラスト集（12P）

### 取扱配信サイト(HD/SD)
- 詳細：本編+特典音声（オーディオコメンタリー）(出演：村瀬歩、島﨑信長、谷口悟朗監督、湯川淳プロデューサー)
- TSUTAYA TV、DMM.com、ビデオマーケット、ひかりＴＶ、PlayStation™Video、Rakuten TV

2019年12月19日より配信

## 舞台・ミュージカル

### 舞台
『コードギアス 反逆のルルーシュ 騒乱 前夜祭（イヴ）』
2012年4月にかつしかシンフォニーヒルズ モーツァルトホールで上演。
主な配役
- ルルーシュ・ランペルージ - 丹野延一
- 枢木スザク - 塩澤英真
- C.C. - 安藤遥
- 紅月カレン - 七海エリ
- ナナリー・ランペルージ - 南有貴
- ミレイ・アッシュフォード - 黒澤ゆりか
- シャーリー・フェネット - 萩原和佳奈
- リヴァル・カルデモンド - 高橋里央
- ニーナ・アインシュタイン - 小見川千明
- 扇要 - 林野健志
- 玉城真一郎 - 松嶋創
- 南佳高 - 高橋まさかず
- 吉田透 - 渡辺和貴
- 杉山賢人 - 後藤英樹
- 井上直美 - 丸山未沙希
- シャブロル（舞台版オリジナル） - 今井靖彦
- ブレッソン（舞台版オリジナル） - 高橋光
- アンリコ（舞台版オリジナル） - 江川武蔵
- ルコント（舞台版オリジナル） - 神谷光
- ベネックス（舞台版オリジナル） - 翁長卓

スタッフ
- 演出 - 大和田悟史
- 音楽 - YOSHIZUMI

### ミュージカル（2012年・2013年）
『コードギアス 反逆のルルーシュ -魔人に捧げるプレリュード』
2012年6月に天王洲 銀河劇場で上演。オール男性キャスト（オールメイル）による配役となる。公式ツイッターから『亡国のアキト』と繋がりがあると紹介された。
主な配役
- ルルーシュ・ランペルージ - 高木心平
- ロロ・ランペルージ - 颯太
- 枢木スザク - 中塚皓平
- C.C. - 紅葉美緒
- 紅月カレン - 和田泰右
- 扇要 - 咲山類
- 玉城真一郎 - 小野健斗
- ゼロ - 長澤風海
- ユーフェミア・リ・ブリタニア - 三上俊
- コーネリア・リ・ブリタニア - TAKA
- ギルバート・G・P・ギルフォード - 小寺利光
- ディートハルト・リート - 森新吾
- ジェレミア・ゴッドバルト - 堀川剛史
- ブリタニア皇帝（シャルル・ジ・ブリタニア） - 東山義久

スタッフ
- 主催 - ミュージカルコードギアス製作委員会
- 企画 - サンライズ、バンダイナムコライブクリエイティブ
- 製作 - バンダイナムコライブクリエイティブ、ニッポン放送、Ｍ・Ｇ・Ｈ
- 脚本・演出 - 荻田浩一
- 音楽 - 松本俊行
- 衣装 - 朝月真次郎
- 振付 - 森新吾
- プロデューサー - 栫 ヒロ、鈴木孝明、村田篤史
- エグゼクティブプロデューサー - 河口佳高、尾崎雅之

『ミュージカル『コードギアス 反逆のルルーシュ』A-LIVE FANTASTIC DREAM SHOW』
2013年9月3日 - 9月8日に文京区のシアターGロッソで上演。2012年に上演されたミュージカルをライブショーとして再構築した公演であり、オール男性キャスト（オールメイル）による配役となっている。
キャスト
- ルルーシュ・ランペルージ - 高木心平
- ロロ・ランペルージ - 颯太
- 枢木スザク - 中塚皓平
- C.C. - 紅葉美緒
- 紅月カレン - 和田泰右
- 扇要 - 咲山類
- ゼロ - 長澤風海
- ユーフェミア・リ・ブリタニア - 三上俊
- コーネリア・リ・ブリタニア - TAKA
- ギルバート・G・P・ギルフォード - 小寺利光
- ジェレミア・ゴットバルト - 千田真司
- ディートハルト・リート - 森新吾
- シュナイゼル・エル・ブリタニア - 小林遼介
- ブリタニア皇帝（シャルル・ジ・ブリタニア） - 東山義久

声の出演
- ルルーシュ・ランペルージ - 福山潤
- 枢木スザク - 櫻井孝宏

スタッフ
- 主催 - ミュージカルコードギアス製作委員会
- 企画 - サンライズ、バンダイナムコライブクリエイティブ
- 製作 - バンダイナムコライブクリエイティブ、ニッポン放送、M・G・H
- 脚本・演出 - 荻田浩一
- 音楽 - 松本俊行 (la malinconica)
- 衣装 - 朝月真次郎
- 振付 - 森新吾
- プロデューサー - 栫 ヒロ、鈴木孝明、村田篤史
- エグゼクティブプロデューサー - 河口佳高、尾崎雅之

### ミュージカル（2023年）
ミュージカル「コードギアス 反逆のルルーシュ 正道に准ずる騎士」
2023年9月16日から18日に京都劇場にて、同年9月23日から10月1日にサンシャイン劇場にて上演された。
キャスト
- 枢木スザク - 赤澤遼太郎
- ルルーシュ・ランペルージ - 小南光司
- ジェレミア・ゴットバルト - 神永圭佑
- コーネリア・リ・ブリタニア - 齋藤千尋
- ギルバート・G・P・ギルフォード - 坪倉康晴
- クロヴィス・ラ・ブリタニア - 関隼汰
- ロイド・アスプルンド - 安井一真
- セシル・クルーミー - 浜浦彩乃
- カレン・シュタットフェルト - 早乙女ゆう
- 扇要 - 飯山裕太
- 藤堂鏡志朗 - 砂川脩弥
- シャーリー・フェネット - 長谷川里桃
- ユーフェミア・リ・ブリタニア - 木下綾菜
- C.C. - 小山璃奈

スタッフ
- 脚本 - 久保田唱
- 演出 - 吉谷晃太朗